# Michoacán
Michoacán, oficialmente Estado Libre y Soberano de Michoacán de Ocampo, es uno de los treinta y un estados que, junto con la Ciudad de México, conforman México. Su capital y su ciudad más poblada es Morelia (antiguamente llamada «Valladolid»), que lleva su nombre actual en honor a José María Morelos. Está dividido en ciento trece municipios y diez regiones socioeconómicas.
Está ubicado en la región occidente del país, limitando al norte con Jalisco y Guanajuato, al noreste con Querétaro, al este con el Estado de México, al suroeste con Colima y al sur con el río Balsas que lo separa de Guerrero, y al oeste con el océano Pacífico.
Con 4 748 846 habitantes, en el año 2020 fue el noveno estado más poblado, por detrás del Estado de México, la Ciudad de México, Veracruz, Jalisco, Puebla, Guanajuato, Chiapas y Nuevo León.
Fue erigido el 22 de diciembre del año 1823 como uno de los estados fundadores de la federación.
Además de su capital, otras localidades importantes son Zamora, Lázaro Cárdenas, Uruapan, La Piedad, Apatzingán, Pátzcuaro, Sahuayo, Zitácuaro, entre otras.

## Toponimia

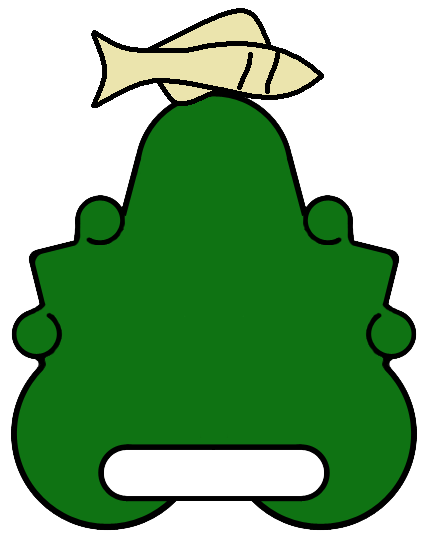
Glifo de Michhuahcan.

El término «Michoacán» es de origen náhuatl, y con este los aztecas o mexicas denominaban al territorio ubicado en el occidente de México en el que se asentó el Imperio purépecha o michuaque.
El vocablo Mich-huah-can se forma con la raíz o radical del vocablo michin ‘pescado’, que en la escritura fonética se señala con un pescado; la partícula -huah, posesivo calificativo de lugar, y la terminación -can ‘lugar’ (en la escritura fonética, se señala con un cerro). La regla general de la lectura o interpretación de las palabras nahuas compuestas es en sentido inverso a como están escritas; por tanto, Michhuahcan significa simplemente ‘lugar de los que poseen el pescado’, de -can ‘lugar de’; -huah-, posesivo del anterior, y michin ‘pescado’, de la que solo pasa su radical mich-.
En el idioma mazahua, se denomina Animaxe.

## Historia

### Época prehispánica
Existen diferentes zonas arqueológicas que se han encontrado en el estado, y que han ayudado a esclarecer la historia del nacimiento y desarrollo de los pueblos que dieron herencia y esencia a la configuración cultural de Michoacán. Entre ellos se encuentran El Opeño, el Curutarán, La Villita, Tepalcatepec, Apatzingán, Zinapécuaro, Coalcomán, San Felipe de los Alzati, Tzintzuntzan, Tingambato, Pátzcuaro, Zacapu, Uruapan y Tzitzio.
Gran parte del territorio michoacano estuvo habitado por los purépechas que se desarrollaron como una cultura dominante e impusieron su hegemonía económica, religiosa, militar y cultural a los demás que también habitaban la región, como los nahuas, otomíes, matlatzincas o pirindas y tecos.

### Cultura purépecha
El pueblo purépecha llegó desde el norte a tierras michoacanas durante diferentes migraciones a partir del siglo IX, dirigidos por el chichimeca Hireti Ticátame. Se fueron trasladando durante dos siglos por lo que hoy es el estado hasta que asentaron su capital a las orillas del lago, en Pátzcuaro.

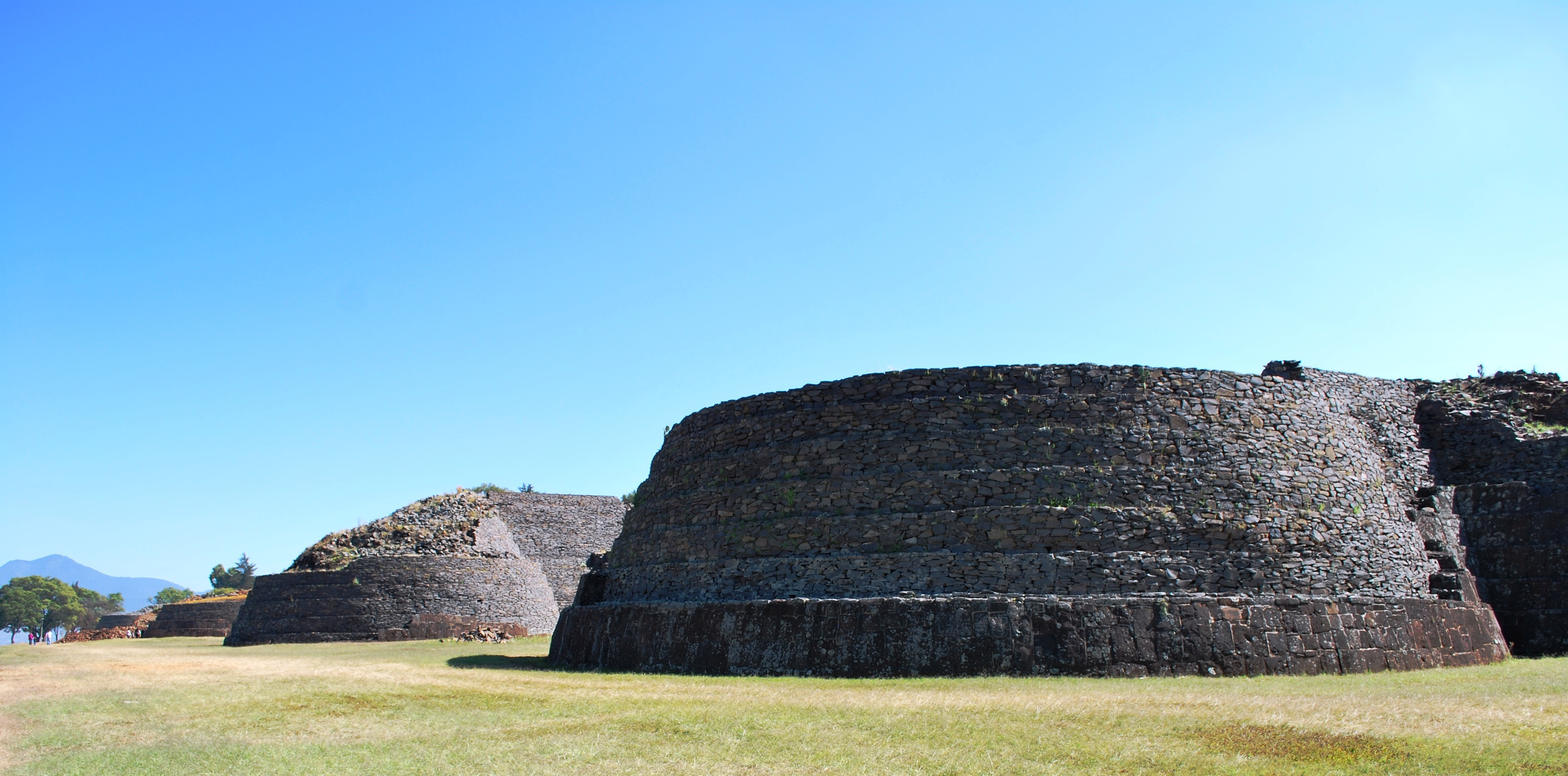
Las yácatas en Tzintzuntzan.

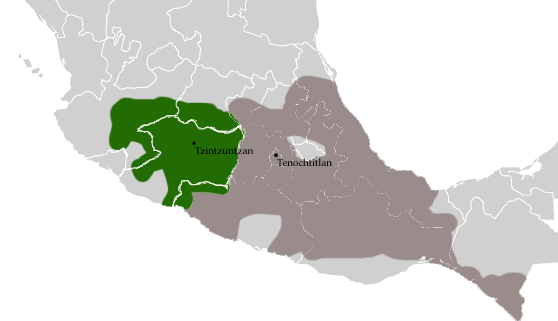
Imperio Purépecha superpuesto al Michoacán moderno.

En el siglo XIV el irecha (‘señor de innumerables pueblos’; caltzontzin en náhuatl) Tariácuri (‘sacerdote del viento’) sometió a los distintos grupos en nombre del dios Curicaueri y logró consolidar la situación política, social y religiosa del señorío. A su muerte dividió sus dominios en tres señoríos:
- Patzcuarhu (Pátzcuaro, el nombre con el que aparece en la Relación de Michoacán es Tzacapu-Hamucutin-Pasquaro, ‘el lugar donde están las piedras a la entrada de donde se hace la negrura’, por lo que se le conoce mitológicamente como «La Puerta del Cielo»), que recibió su hijo Hiquíngare;
- Ihuatzio (Coyohuahcan en náhuatl: ‘lugar de coyotes’) para su sobrino Hiripan; y
- Tzintzuntzan (Huitzitzillan en náhuatl: ‘lugar donde está el templo del dios colibrí mensajero’), para otro de sus sobrinos, Tangáxoan.

En la mitad del siglo XV el imperio quedó bajó el poder del señor de Tzintzuntzan, Tzitzispandácuare, hijo de Tangáxoan.  Este cazonci es reconocido por derrotar a los mexicas, al mando de Axayácatl, después de que destruyeran Taximaroa. Le sucedió su hijo Zuangua, quien impulsó las conquistas.

### Conquista y Virreinato

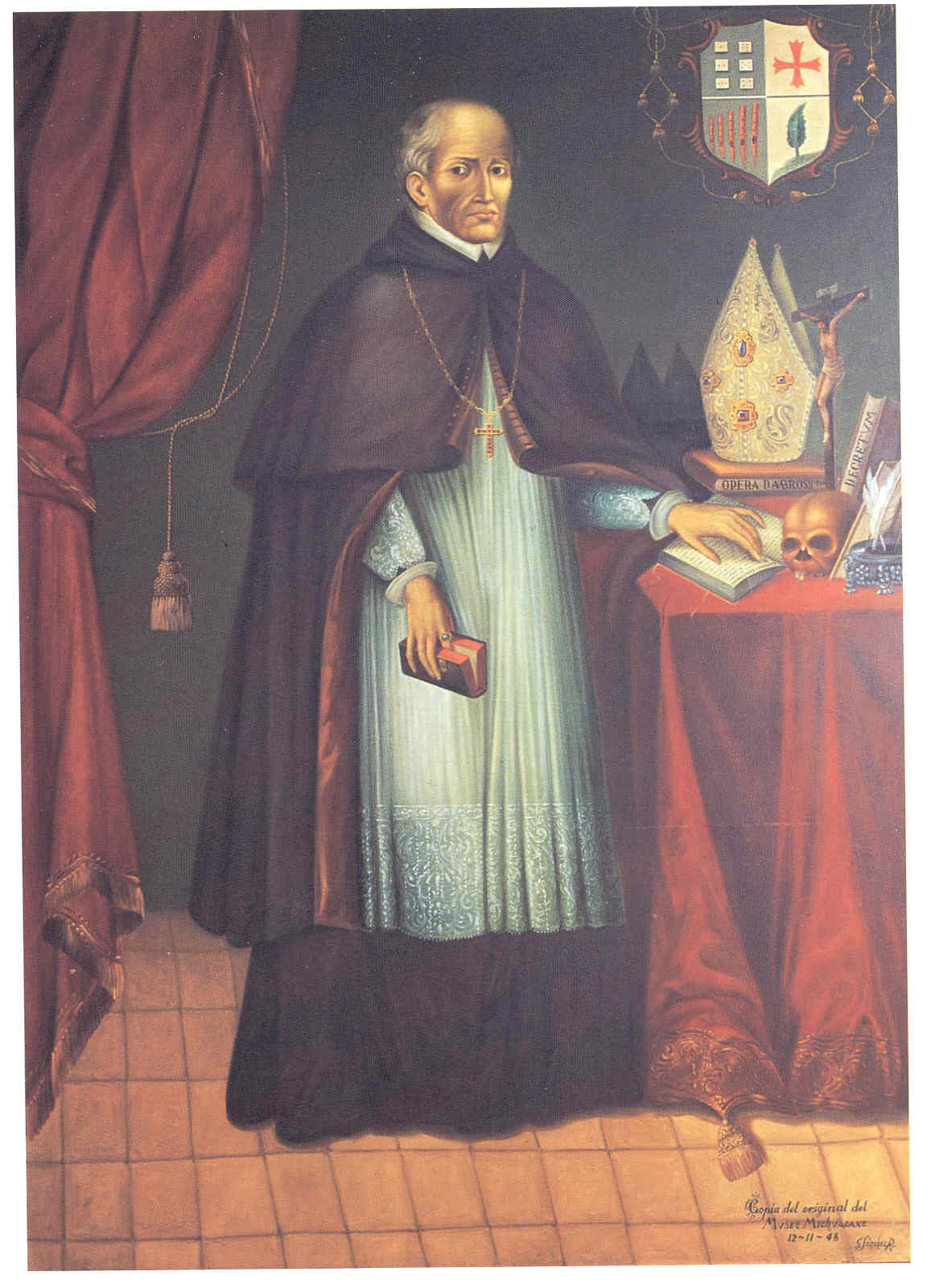
Vasco de Quiroga.

Tras la caída de Tenochtitlan Cristóbal de Olid fue el primer español en llegar a Michoacán, y consiguió que Tangáxoan II, hijo de Zuanga aceptara a Carlos I, manteniendo el cargo de rey de los purépechas. Tzintzuntzan, capital del imperio, recibió el título de ciudad, un escudo de armas y una sede episcopal. Poco después, Nuño de Guzmán, integrante de la Primera Audiencia, desconoció estos reales acuerdos, supuestamente porque Tangáxoan II los había violado; a razón de ello, lo llevó a juicio y finalmente lo condenó a muerte el 14 de febrero de 1530, situación que levantó en armas al indignado pueblo.
Enterado Carlos I, comisionó al abogado y humanista Vasco de Quiroga como miembro de la Segunda Audiencia, y este y los misioneros franciscanos y agustinos lograron calmar la situación. En el año 1538, fue nombrado obispo.
Llamado Tata Vasco por los michoacanos, Vasco de Quiroga construyó escuelas y hospitales y ayudó a mejorar técnicamente las distintas artesanías purépechas. En Tiripetío fundó la Primera Casa de Altos Estudios en América, bajo la rectoría de fray Alonso de la Vera Cruz.
En los siglos XVI y XVIII, en las dos principales ciudades, Tzintzuntzan y Pátzcuaro, se levantaron conventos y construcciones civiles. Se inició la explotación minera en Angangueo, y se desarrolló la ganadería en Tlalpujahua, Inguarán y Real del Espíritu Santo.
A finales del siglo XVIII, la influencia de las corrientes filosóficas europeas se dejó sentir en Michoacán. En los colegios jesuitas se estudiaba la ciencia y la filosofía moderna: las ideas de Descartes, Bacon, Copérnico, Newton, La Condamine, Galileo, Kepler, Torricelli y otros eran vistas con simpatía, hasta que Carlos III ordenó la expulsión de los jesuitas en el año 1767.
José Antonio Pérez Calama, egresado de la Universidad de Salamanca, y Benito Díaz de Gamarra mantuvieron las ideas de la Ilustración.
Fueron las ideas ilustres las que transformarían las consciencias de la época y serían precursoras de la lucha de la Independencia, principalmente a raíz de la invasión napoléonica de España, que ilegitimaría a José Bonaparte, rey en turno.
Ante esto, los ediles criollos trataron de formar una junta que representara la población novohispana y que gobernara sin la intervención de España.Entre los conspiradores se encontraban José María García Obeso, Mariano Michelena, Ignacio Allende, Ruperto Mier, José María Izazaga, etc. Esta conjura, conocida como el plan de Valladolid, no se llevó a cabo debido a su disolución por Mariano Michelena, antes de que fuera encarcelado el 21 de diciembre de 1809.

### La Independencia
Miguel Hidalgo y Costilla, cura de Valladolid, fue quien llamó a la lucha, el 16 de septiembre del año 1810, en Dolores, Guanajuato, levantando en armas al pueblo para combatir al ejército realista. Después de la toma de la ciudad de Guanajuato, el 29 del mismo mes, se dirigió a Valladolid, en donde se reabasteció de reclutas el 17 de octubre, para salir con un ejército de 80 000 hombres que posteriormente se enfrentarían en el monte de las Cruces cerca de la Ciudad de México. Dirigiéndose a Querétaro fue derrotado en San Jerónimo Aculco, por lo que regresó a Valladolid, y se dispuso a marchar hacia Zamora para dirigirse a Guadalajara, pero en el puente de Calderón fue nuevamente derrotado, lo que llevó a viajar hacia los Estados Unidos en busca de equipo militar, dejando al mando a Ignacio López Rayón. Por el mes de junio de 1811, Rayón llegó al Bajío zamorano, donde reorganizó su ejército; un mes después, el 30 de julio, moriría Hidalgo en Acatita, Coahuila.
Por esos tiempos, otros insurgentes michoacanos combatían con los realistas, como Benedicto López por la región de Zitácuaro y Manuel Muñiz, cerca de Tacámbaro, lo que permitió que Rayón se instalara en Zitácuaro, lugar desde el que convocó la Junta de Zitácuaro,en agosto de 1811. Del mismo combatieron los hermanos López Rayón en el oriente (Ramón, Rafael, José María y Francisco).  No obstante, a comienzos de 1812 la ciudad fue atacada por el ejército realista comandado por Félix Calleja, quien les propició la huida.
En 1813, el mando de los revolucionarios cayó en José María Morelos,a quien Hidalgo le había encargado levantar en armas a las poblaciones de Tierra Caliente, y que posteriormente haría incursiones exitosas en México, Puebla, Veracruz y Oaxaca. El 14 de septiembre de 1813 Morelos convocó en Chilpancingo el Congreso de Anáhuac, en reemplazo a la Junta de Zitácuaro, donde se dio la proclamación de los Sentimientos de la Nación. El Congreso, mientras huía del ejército realista, terminó de redactar la primera constitución mexicana, la Constitución de Apatzingán, el 22 de octubre de 1814. No obstante, José María Morelos fue vencido y finalmente ejecutado el 22 de diciembre de 1815 en Ecatepec.
Después de su muerte, los caudillos se resguardaron en zonas protegidas pero el 1818 aconteció la caída del último fuerte de resistencia. Sin embargo, la revolución liberal de España en 1820 daría un nuevo impulso a la lucha independentista. En 1821 el vallisoletano Agustín de Iturbide proclamó el Plan de Iguala, ya con el apoyo de insurgentes, de tradicionalistas y eclesiásticos, pero sobre todo, de Vicente Guerrero, que combatía en el sur.
La toma de Valladolid el 22 de mayo de 1821 fue de los acontecimientos más notables, pero el más importante fue la firma del Tratado de Córdoba entre Iturbide y el último virrey Juan O'Donojú, donde se acuerda la independencia de México.

### México Independiente
Al término del año de 1823 se conformó el Congreso Constituyente para elaborar la que sería la Constitución de 1824, donde se constataba el establecimiento de cinco Territorios y diecinueve Estados que dispondrían de una constitución propia, entre ellos Michoacán. El 19 de julio de 1825 se proclamó la Constitución Política del Estado Libre y Federado de Michoacán.
En 1834 se instauró el centralismo en el estado, aunque no sin resistencia armada, como la que dispuso el general Gordiano Guzmán.
Durante la guerra de Reforma, se elaboraba una nueva constitución estatal que se promulgó el 1 de febrero de 1858. Durante la guerra, Epitacio Huerta fungió como gobernador de Michoacán, quien, entre otras acciones, permitió que el estado fuera lugar de abastecimiento para liberales. Si bien, el 11 de enero de 1861 Júarez entró victorioso a la Ciudad de México, sucesos acontecidos después de esa fecha terminaron con la vida de los liberales michoacanos Santos Degollado y Melchor Ocampo.
Durante la Segunda Intervención Francesa, la ocupación de Michoacán se llevó a cabo por la brigada del general Berthier y la división mexicana de Leonardo Márquez, mediante la toma de Morelia en 1863 y otras tomas menores, si bien, hubo ciudades donde no hubo resistencia a la invasión, como Zamora con el comandante militar Francisco Verlade, o La Piedad. A partir de 1866, el imperio empezó a perder terreno, siendo Zamora la última en caer, el 5 de febrero.
En el Porfiriato, principalmente gobernaría Aristeo Mercado, por veinte años, enfocándose en el establecimiento de servicios de agua purificada, teléfono, electricidad, etc.Durante sus mandatos el ferrocarril llegó a la entidad. Con esta mejora en el transporte, además del mejoramiento de las carreteras, se hicieron posibles el intercambio nacional y la exportación.

### Revolución mexicana
Después de que Francisco Madero se levantara en armas contra el régimen de Porfirio Díaz, en mayo de 1911 Salvador Escalante hizo lo mismo en el pueblo de Santa Clara, haciendo su campaña por la Escarpa Limítrofe Sur, la Meseta Purépecha y después por valles morelianos, para entrar el 30 de mayo a Morelia; por ese tiempo, la insurrección comenzaría en el occidente michoacano con Ireneo Contreras.  
Después de que Francisco Madero llegara al poder, y que casi seguidamente se haya producido la traición de Victoriano Huerta a fin de tomar las riendas del país, serían los generales Gertrudis Sánchez y Rentería Luviano, entre otros, quienes pelearían contra sus hombres en Michoacán. Pero sería Sánchez quien entrace triunfal a Morelia después de vencer en Cruz de Caminos.
Cuando la Constitución de 1917 fue promulgada, se convocaron a elecciones, siendo electo para el gobierno de Michoacán el ingeniero Pascual Ortiz Rubio. En el mandato de este último, esencialmente, se estableció la nueva constitución del estado; se conformó la Universidad Michoacana de San Nicolás de Hidalgo; y se tuvo que lidiar con el bandolerismo por parte del Chivo y de Inés Chávez, además de la pandemia de gripe de 1918.

### Época contemporánea
Durante el gobierno estatal del general Enrique Ramírez (de 1924 a 1928) no hubo resistencia a las reformas del presidente Elías Calles, por lo que fueron clausurados los seminarios y se dispuso que sólo los clérigos registrados podrían ejercer. En ese año empezaría una revuelta armada, conocida como Guerra Cristera, especialmente en las regiones del Bajío Zamorano, la Meseta Purépecha, Tierra Caliente y la Sierra Madre del Sur, que duraría tres años.
Para el periodo de 1928-1932 sería elegido como gobernador el general Lázaro Cárdenas, quien se encargaría de la sublevación militarista de 1929 y del apaciguamiento de los cristeros; daría inicio de una serie de reformas agrarias y laborales; impulsaría la infraestructura de comunicación, la educación, las medidas sanitarias, etc. Cuando fue elegido presidente de la república (1934-1940), y siendo Gildardo Magaña gobernador, se repartieron las tierras de las haciendas y rancherías; se construyeron obras de riego de gran evergadura, con sus correspondientes presas; empezó la industrialización y se comunicó el norte del estado con la carretera México-Guadalajara.

## Geografía
Michoacán se encuentra en el occidente mexicano, limitando al norte con los estados de Guanajuato y Querétaro, al este con el Estado de México, al sur con Guerrero al suroeste con el océano Pacífico y al noroeste con Colima y Jalisco. Cubre una superficie de 58 599 km², que representa el 3 % de la superficie total del país, por lo que ocupa el lugar número 16 en extensión entre las 32 entidades federativas de México. Se encuentra ubicado entre las coordenadas 17° 55′ y 20° 24′ de latitud norte, y las coordenadas 100° 4′ y 103° 44′ de longitud oeste.

### Fisiografía y relieve

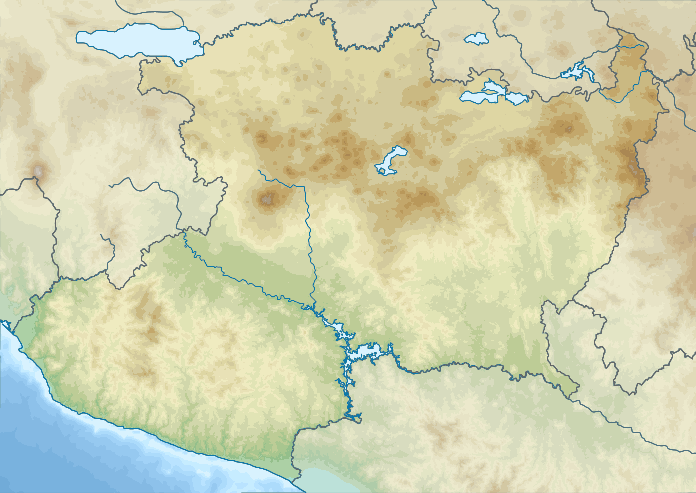
Mapa topográfico de Michoacán.

En Michoacán se distinguen claramente dos provincias geográficas: al norte, el Eje Neovolcánico (45.7 % de la superficie); al sur, la Sierra Madre del Sur (54.3 % de la superficie). Ambos forman parte del terreno estrato-tectónico compuesto Guerrero, el fruto de diversas secuencias de arcos volcánicos que se integraron a la corteza continental de México durante la Era Mesozoica.

#### Eje Neovolcánico
Esta provincia viene originada por el magma que asciende a la superficie como resultado de la subducción de la placa de Cocos por debajo de la placa continental. Dentro de la provincia Michoacán se encuentra en el sector central, donde se localiza el campo volcánico Michoacán-Guanajuato.
Una de sus subprovincias es la «Depresión de Chapala», cuya formación es debida pricipalmente a actividad tectono-volcánica que ha generado una serie de fallas extensionales que han dado lugar a sistemas de horst-graben. Parte de la depresión se distinguen la Ciénega de Chapala, los valles de Zamora y Chavinda, entre otras planicies. También forman parte de esta subprovincia las sierras de Jalisco que se adentran al estado, de origen volcánico y tectono-volcánico, entre las que se destacan la sierra de Pajacuarán, a la orilla de la Depresión de Chapala, y las sierras de Tarecuato y San Ángel, a los lados del valle de Cotija.
Al norte de Michoacán se encuentra la subprovincia «Sierras y Bajíos Michoacanos»: en su zona occidental se halla la Depresión del río Lerma, donde se localizan planicies moldeadas por procesos fluviales (como los valles del Lerma, Purúandiro y Penjamillo) rodeadas por lomeríos y montañas, como las sierras de Zirato, Penjamillo y Purépero; al oriente, se localizan depresiones como la del lago de Cuitzeo, la ciénega de Zacapu y el valle de Coeneo-Huaniqueo.
Al noreste de Michoacán se encuentra la subprovincia «Mil Cumbres», un macizo creado en los sistemas estructurales de la falla mayor de Tzitzio y asociado con el sistema estructural Acambay-Morelia. La actividad de los dos sistemas estructurales ha propiciado el levantamiento del bloque central entre ambos, a modo de un macizo tectónico con estructuras volcánicas internas que han formado las sierras de Mil Cumbres (Otzumatlán), San Andrés, Fraile, Ucareo, Angangueo y Tlalpujahua. Dentro de la subprovincia se hallan también las planicies de Maravatío y Contepec, de origen volcánico y estructural.
Otra de las subprovincias es la «Altiplanicie Neovolcánica Tarasca» (Meseta Purépecha), lugar donde se ha producido la mayor actividad volcánica en el Eje Neovolcánico, al generar aparatos volcánicos monogenéticos desde el Periodo Cuaternario, como el Paricutín (1943) y El Jorullo (siglo XVIII). Ciertos conjuntos de conos volcánicos han dado lugar a sierras como la de Comanja-Nahuatzen, Paracho, Tancítaro, Patamban, Acuitzio, del Tigre (Quiroga) y Tingambato; mientras que sus derrames de lava han producido grandes superficies conocidas como malpaís. Como los volcanes posibilitan la generación de corrientes de agua sobre los valles intermontanos, se han generado lagos como el de Pátzcuro y Zirahuén.
Entre la Meseta Purépecha y la Sierra Madre del Sur se encuentra una macropendiente con bastante inclinación que conforma la subprovincia «Escarpa Limítrofe Sur».

#### Sierra Madre del Sur
Al sur del Eje Neovolcánico, en la provincia de la Sierra Madre del Sur se encuentra la subprovincia «Depresión del Tepalcatepec», formada por una secuencia volcano-sedimentaria y por depósitos fluviales procedentes de la Meseta Purépecha; su relieve más abundante son las planicies con algunas rampas de piedemonte al oeste y al este, así como una pequeña cantidad de montañas volcánicas que conforman la sierra de Acahuato, y conos de ceniza con derrames de lava al este.
En la parte este del centro de Michoacán se localiza la subprovincia «Depresión del Balsas», la cual presenta un basamento de rocas metamórficas del periodo Jurásico con cubertura de secuencias marinas del Cretácico generadas por un arco volcánico; está formada por Sierras y valles intermontanos.
Al sur de la depresión del Tepalcatepec se encuentra la subprovincia «Cordilleras Costeras del Sur», resultado de la subducción de la placa de Cocos por debajo de la placa Norteamericana que formó elementos morfotectónicos en el borde del continente, debido a la ausencia de subducción de porciones menos densas, que crecen y se deforman al transcurrir los años.
En la costa se halla la subprovincia «Costas del Sur», formada por planicies de origen estructural con depósitos aluviales y fluviales marinos.  Al norte de la subprovincia se encuentran las sierras de Aquila, Maquilí, Cachán y la Parota, originadas por el plegamiento de rocas a partir de la subducción de la placa oceánica, lo que da lugar a anticlinales y sinclinales. Debido a la subducción de la placa de Cocos existe una alta sismicidad en la subprovincia.

#### Relieve

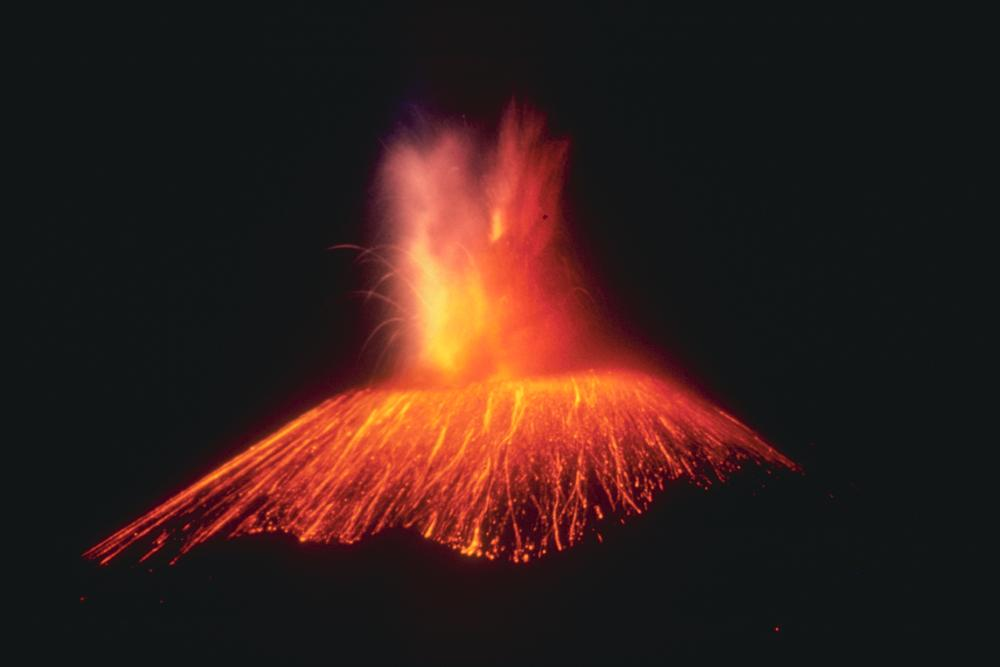
Nacimiento del volcán Paricutín en 1943.

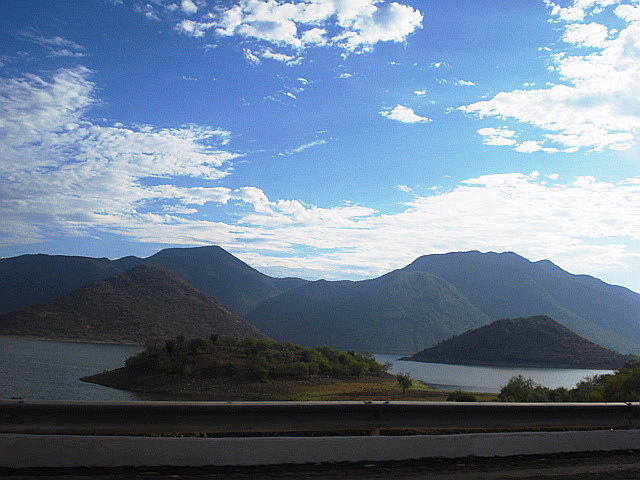
Sierra michoacana, por el Infiernillo.

La altitud del estado oscila entre los 0 y los 3840 m s. n. m. (metros sobre el nivel del mar). Las costas del sur se encuentran a una altitud de alrededor de 0-500 m s. n. m., mientras que las cordilleras costeras del sur que les suceden se encuentran a una altitud de entre 1000 y 2500 m s. n. m. En la depresión del Tepalcatepec, al norte de la subprovincia anterior, predomina una altitud de 0 a 500 m s. n. m., y en la depresión del Balsas, de los 0 a los 1000 m s. n. m. Dentro del Eje Neovolcánico, la depresión de Chapala se halla principalmente entre los 1500 y los 2000 m s. n. m.; y las sierras y bajíos michoacanos oscilan entre los 1500 y los 2000 m s. n. m. —en la depresión de Cuitzeo y la depresión del Lerma— y entre los 2000 y los 2500 m s. n. m. en sus sierras. Al occidente del estado, en Mil Cumbres, se encuentran altitudes que van de los 2000 a los 2500 m s. n. m. en sus valles, y de los 2500 a los 3500 m s. n. m. en las serranías; en la meseta Purépecha se presenta el mismo caso que en Mil Cumbres; y en la escarpa limítrofe sur, al sur del Eje Neovolcánico, se ronda de los 500 a los 2000 m s. n. m.
Tiene como principales elevaciones las siguientes: el pico de Tancítaro (3840 m s. n. m.), el Campanario (3640 m s. n. m.), el San Andrés (3600 m s. n. m.), el Patamban (3500 m s. n. m.), el cerro la Nieve (3440 m s. n. m.), la sierra de Chincua (3400 m s. n. m.), el Tecolote (3360 m s. n. m.), el Zirate (3340 m s. n. m.), el cerro de Enmedio (3320 m s. n. m.), y el Cacique (3200 m s. n. m.), entre otros.

### Hidrografía
El estado de Michoacán cuenta con 228 km de costas, siendo sus costas unas de las más montañosas y accidentadas del país.
Las dos corrientes principales del estado son el río Balsas, que tiene como afluentes al Cutzamala, Cupatitzio, El Marqués, Tacámbaro y Tepalcatepec, y el río Lerma, que tiene como tributarios al Duero y al Angulo. Además, presenta otras corrientes significativas como los ríos , Acalpican, Acaten, Acúmbaro, Cajones, Chiquito, Coahuayana, Coalcomán, Guacamacato, Nexpa-Aguililla, Purungueo-Grande, San Diego-Carácuaro, Toscano (Chula), Turicato, Tuxpan, entre otros.
Los lagos más importantes son los de Pátzcuaro, Cuitzeo, Zirahuén y Agua Azul (presa de Queréndaro) —sin contar con el lago de Chapala—; de las 118 presas que se encuentran en el estado, las que poseen más relevancia son las presas Adolfo López Mateo (Infiernillo), Aristeo Mercado, Cointzio, El Arco, El Bosque, Gonzalo, Mata de Pinos, San Juanico (en Cotija), Tepuxtepec y Zicuirán.

### Clima
En Michoacán, la temperatura media anual es de 20 °C, siendo la mínima media de 8 °C y la máxima media de 31 °C. La precipitación media anual oscila entre los 850 mm.

Mapa climático de Michoacán.

Los climas que predomina en la entidad son:
- A(w) - Cálido subhúmedo con lluvias en verano (34.08 %).
- ACm - Semicálido húmedo con abundantes lluvias en verano (0.51 %).
- ACw - Semicálido subhúmedo con lluvias en verano (20.60 %).
- C(m) - Templado húmedo con abundantes lluvias en verano (0.83 %).
- C(w) - Templado subhúmedo con abundantes lluvias en verano (28.19 %).
- C(E)(m) - Semifrío húmedo con abundantes lluvias en verano (0.26 %).
- C(E)(w) - Semifrío subhúmedo con lluvias en verano (0.24 %).
- BS1(h') - Semiseco muy cálido y cálido (10.59 %).
- BS(h') - Seco muy cálido y cálido (4.70 %).

### Vegetación
En 2019,  la vegetación primaria en Michoacán estaba constituida por selvas bajas caducifolias (18.52 % de la superficie), el bosque de pino-encino (6.81 %); el bosque de pino (3.34 %); el bosque de encino (7.1 %); la selva mediana caducifolia (1.34 %); y el bosque de oyamel (0.73 %), entre otros. Por otro lado, la vegetación modificada se integraba por selvas bajas caducifolias (10.98 % del territorio); el bosque de pino-encino (5.58 %); el bosque de encino (3.87 %); el bosque de pino (2.15 %); la selva mediana caducifolia (1.14 %), etc.
- Flora y fauna de Michoacán [91]

Flora y fauna de Michoacán '
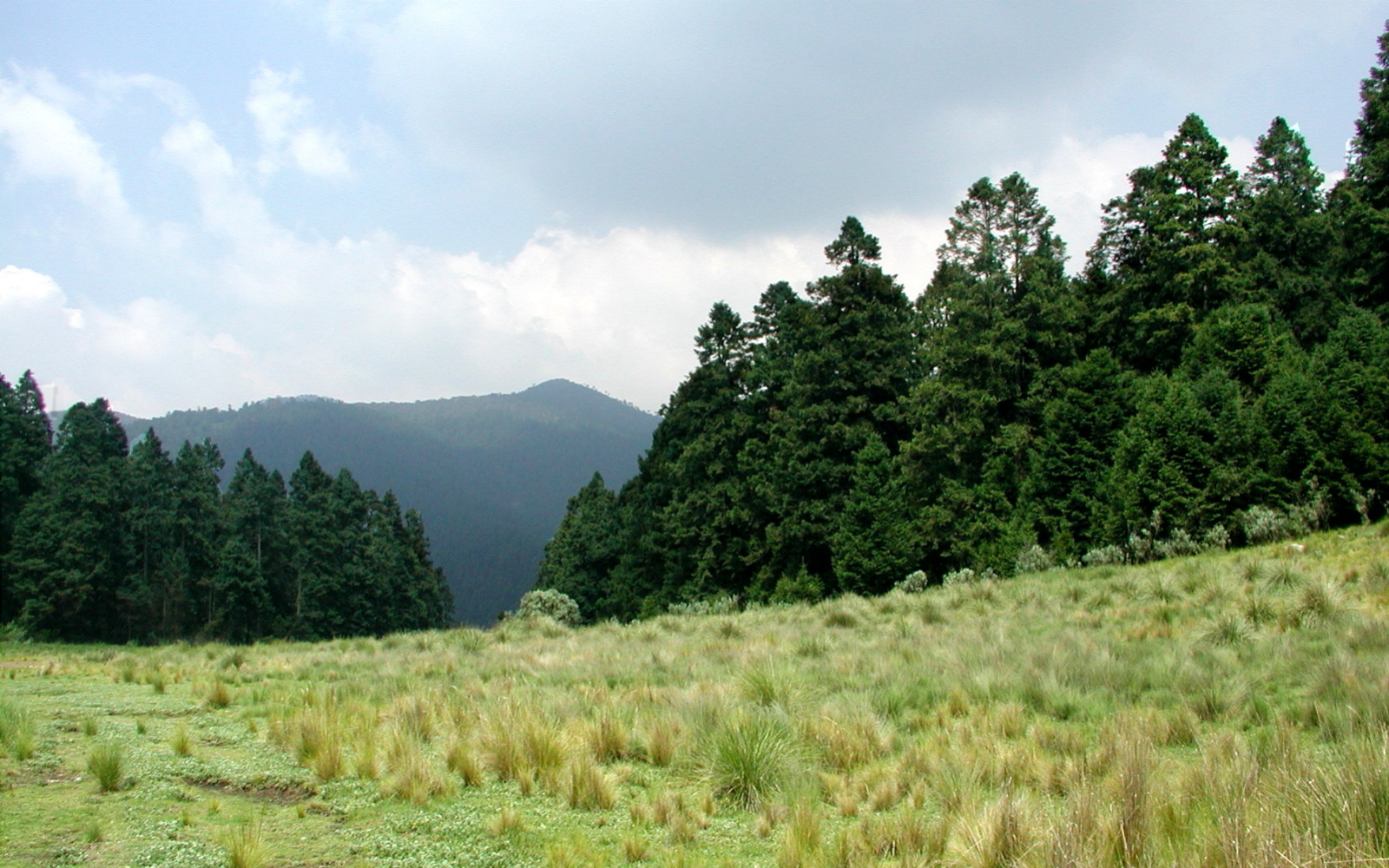
Abies religiosa
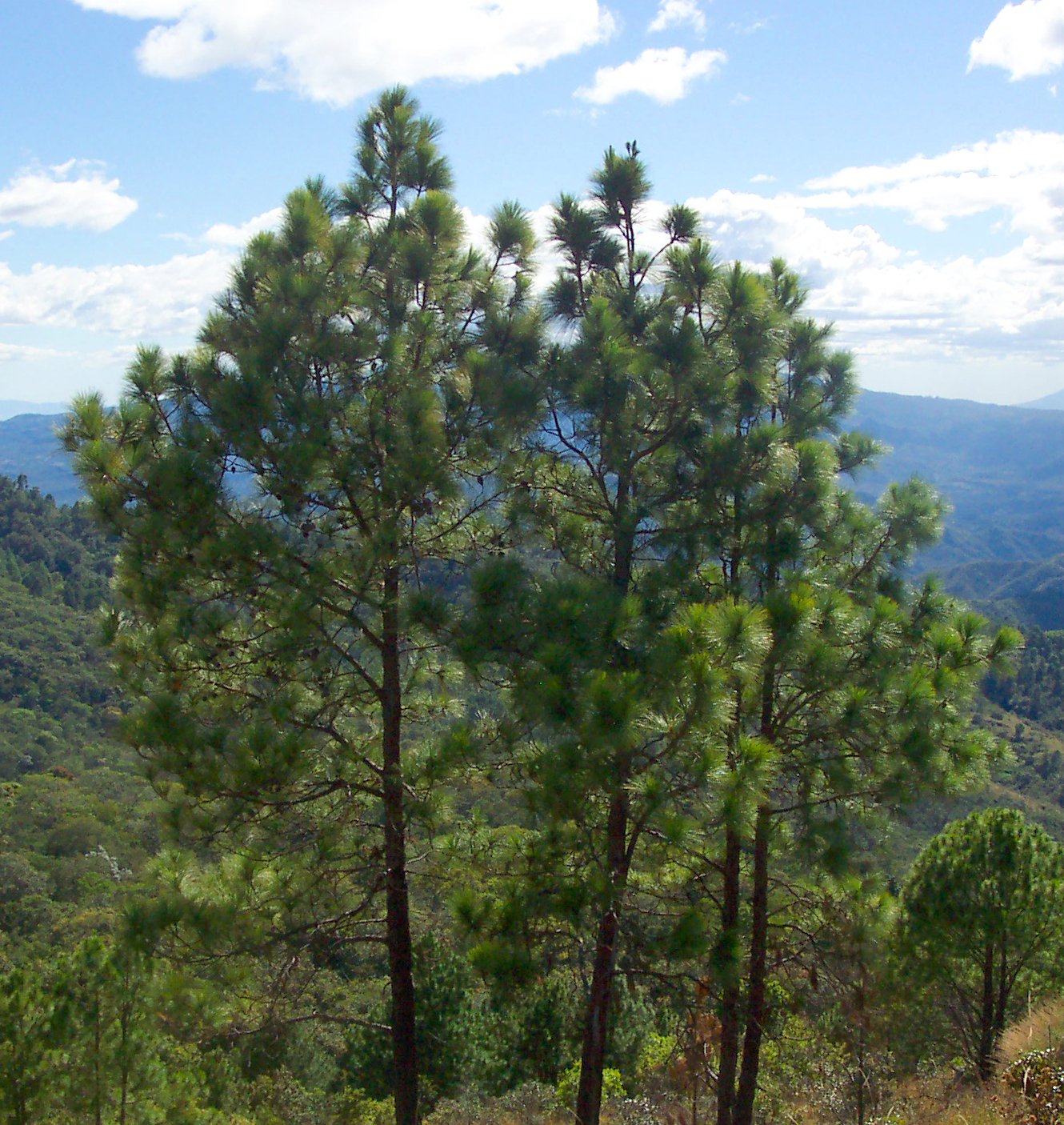
Pinus oocarpa
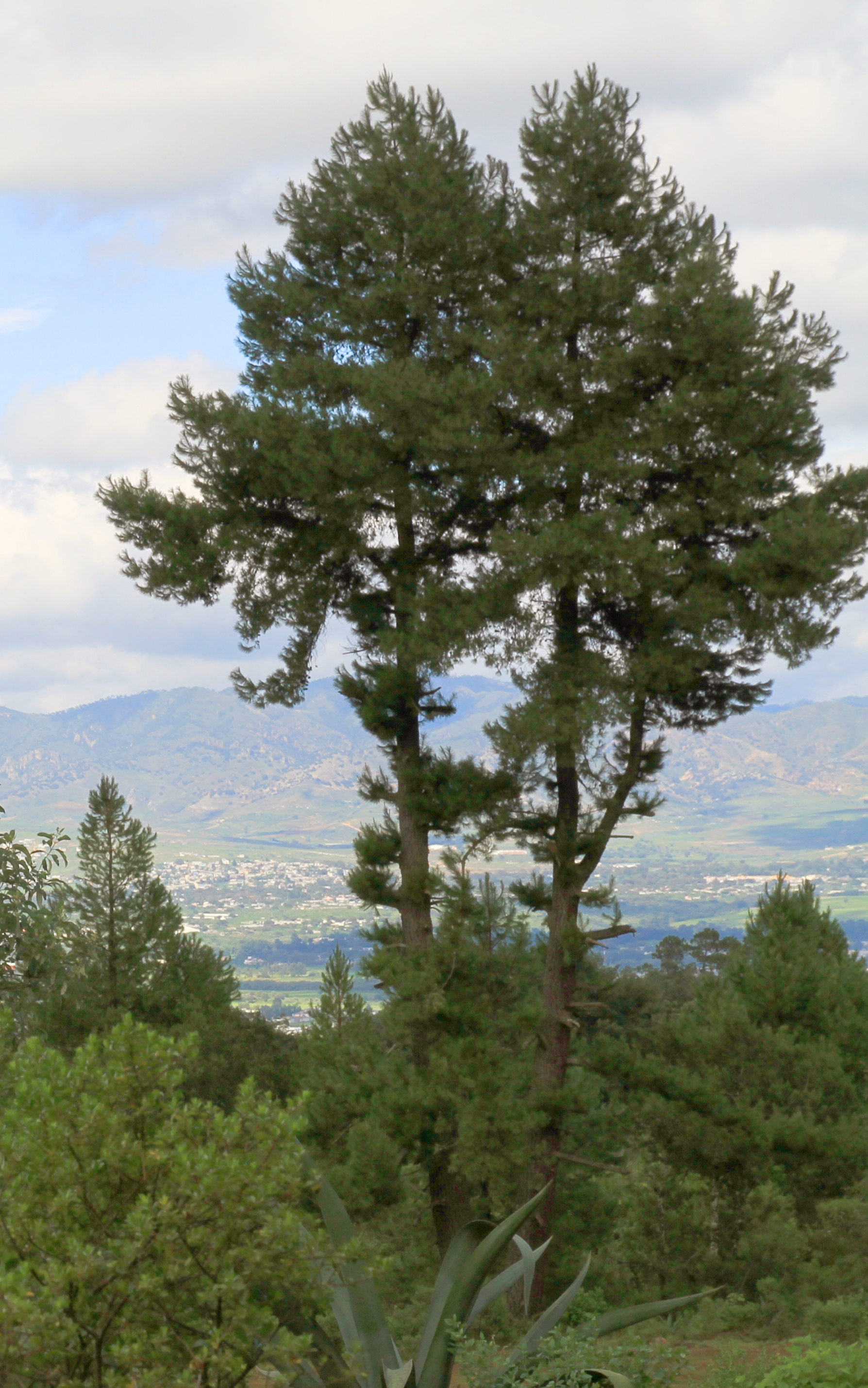
Pinus leiophylla
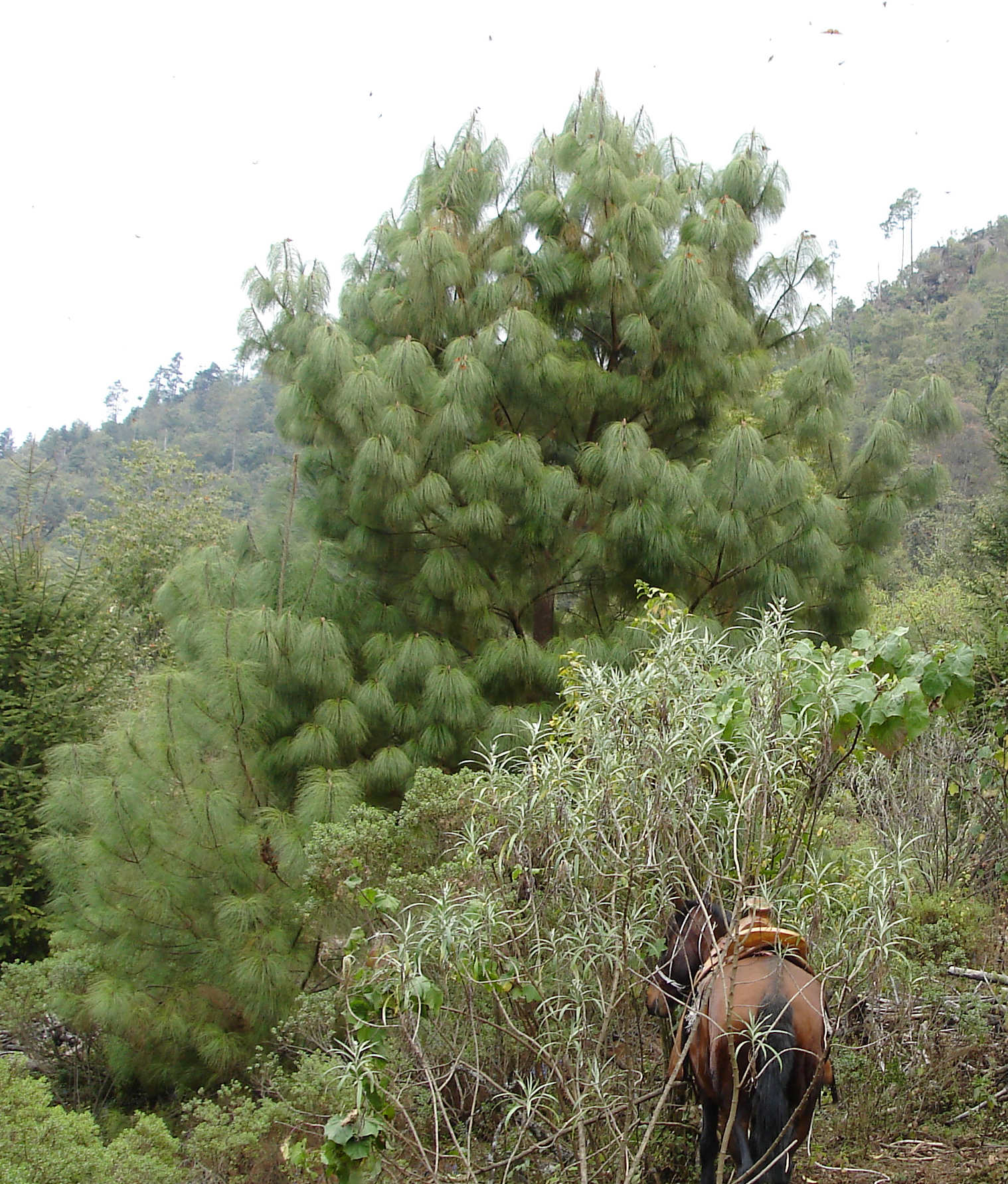
Pinus pseudostrobus
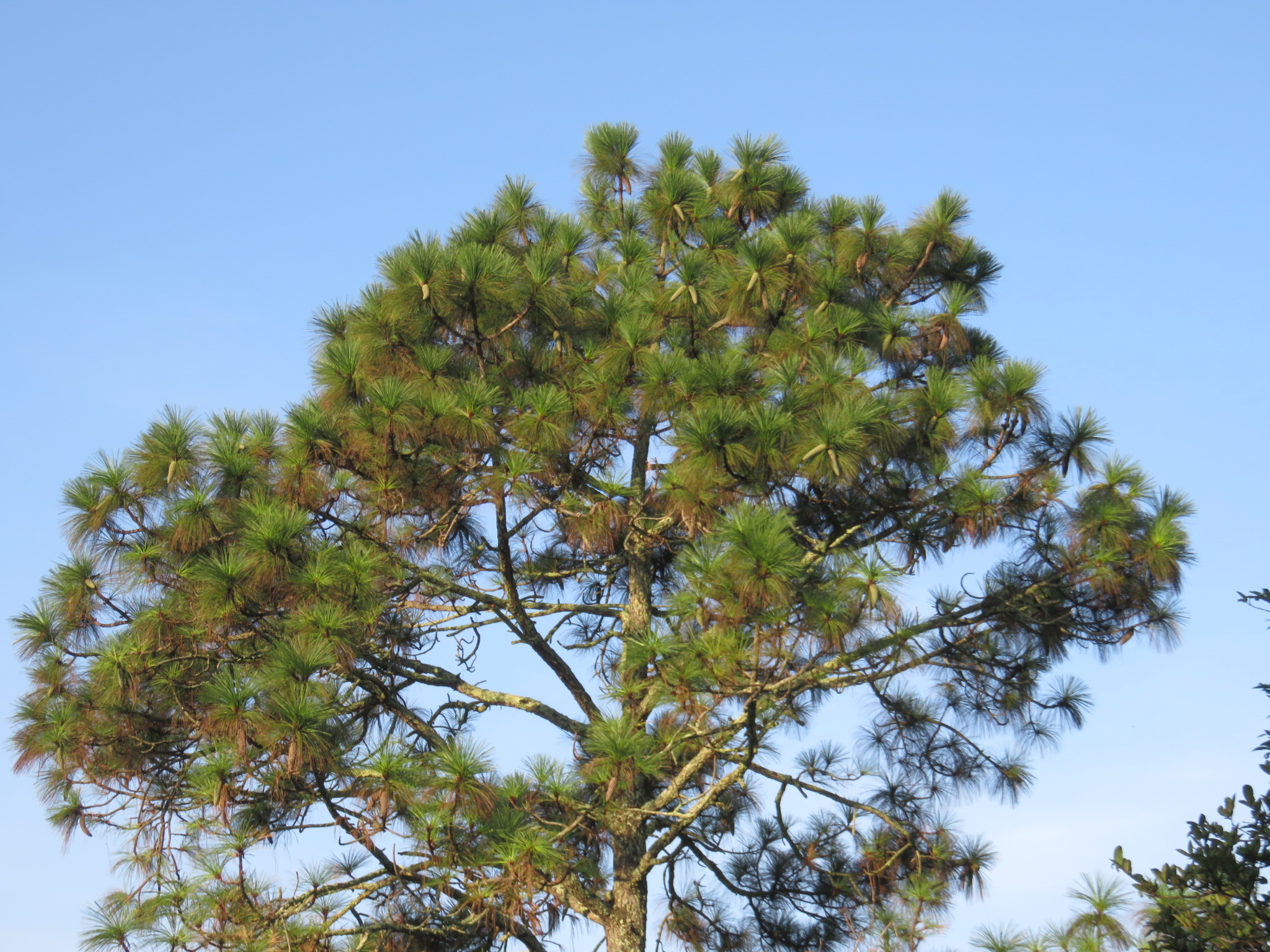
Pinus michoacana
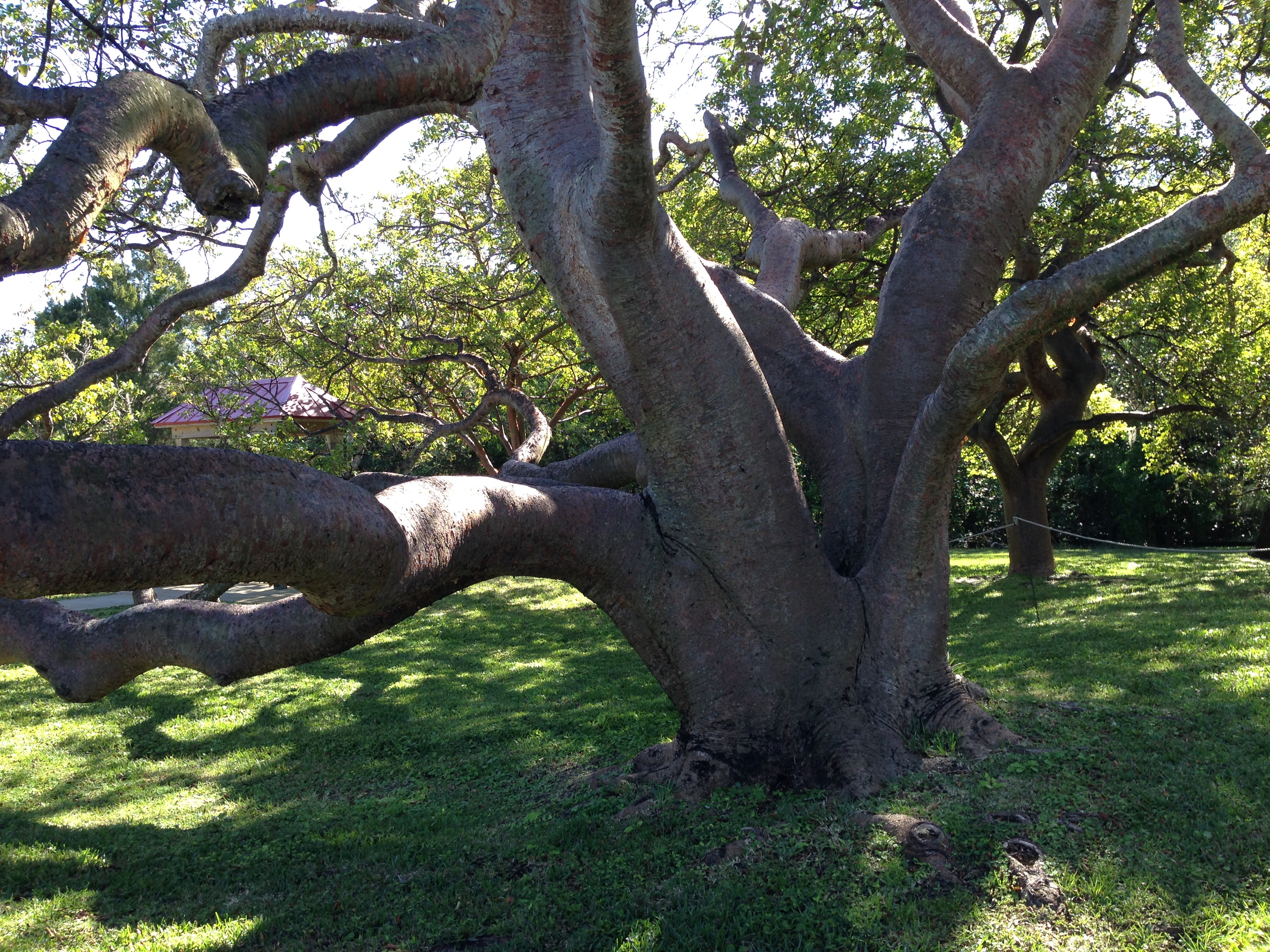
Bursera simaruba
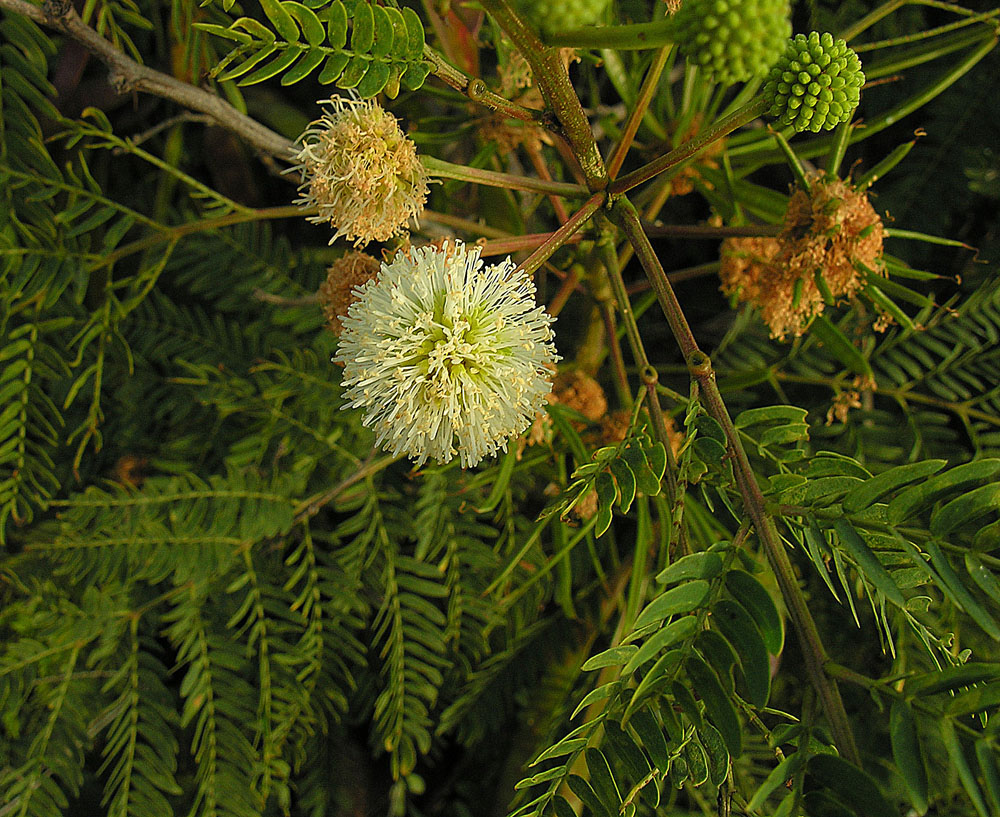
Lysiloma divaricatum
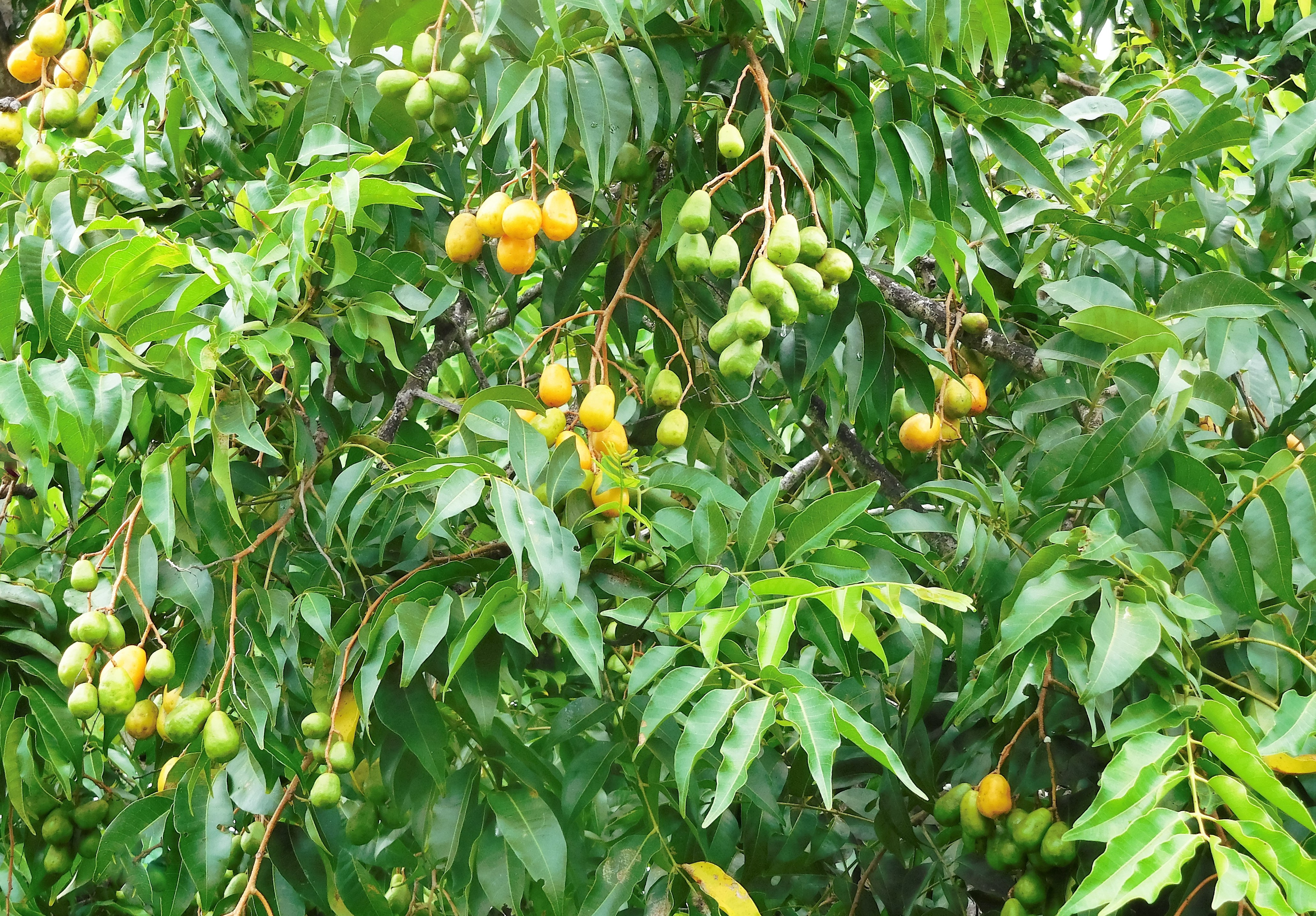
Spondias mombin
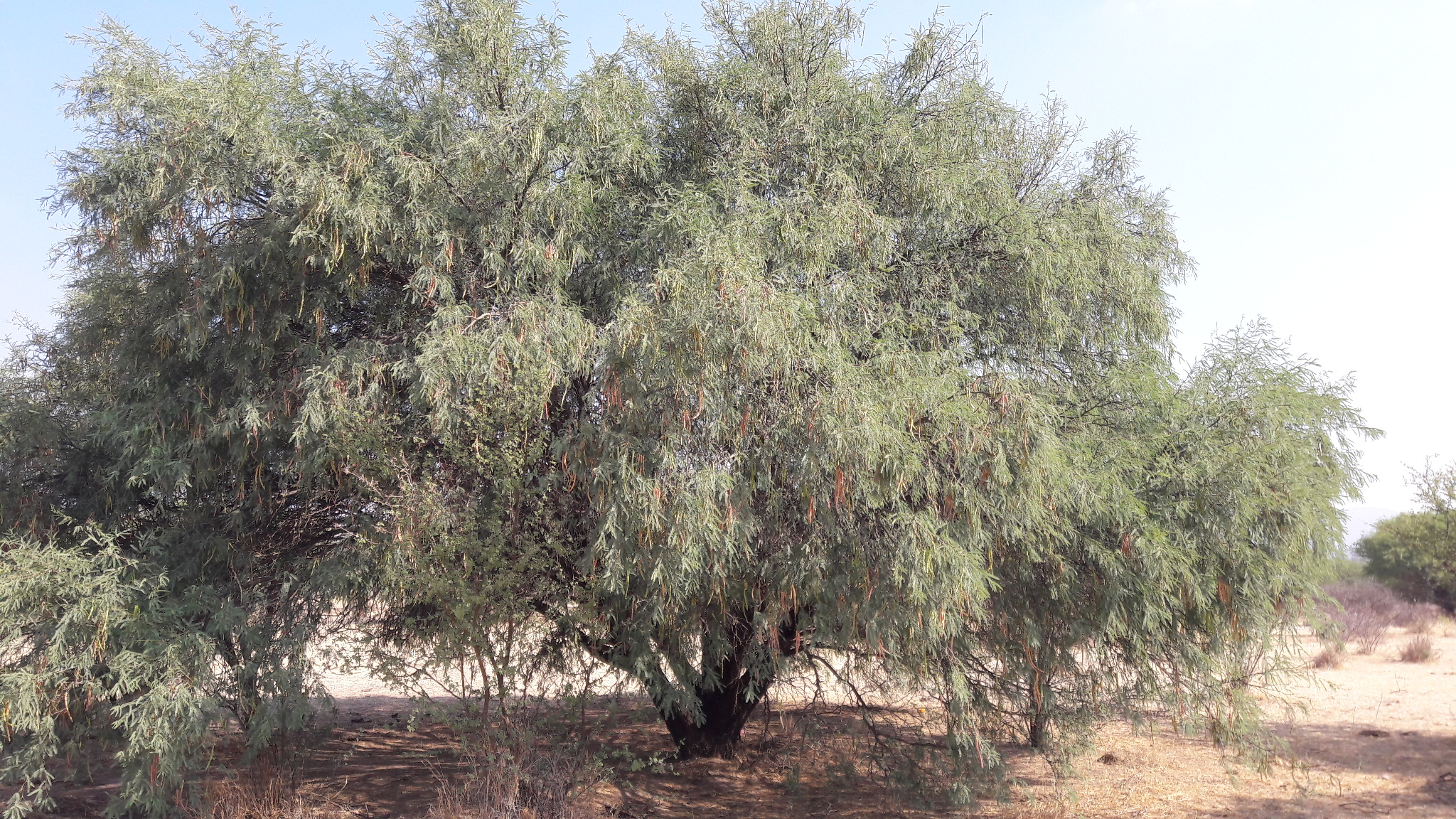
Prosopis laevigata
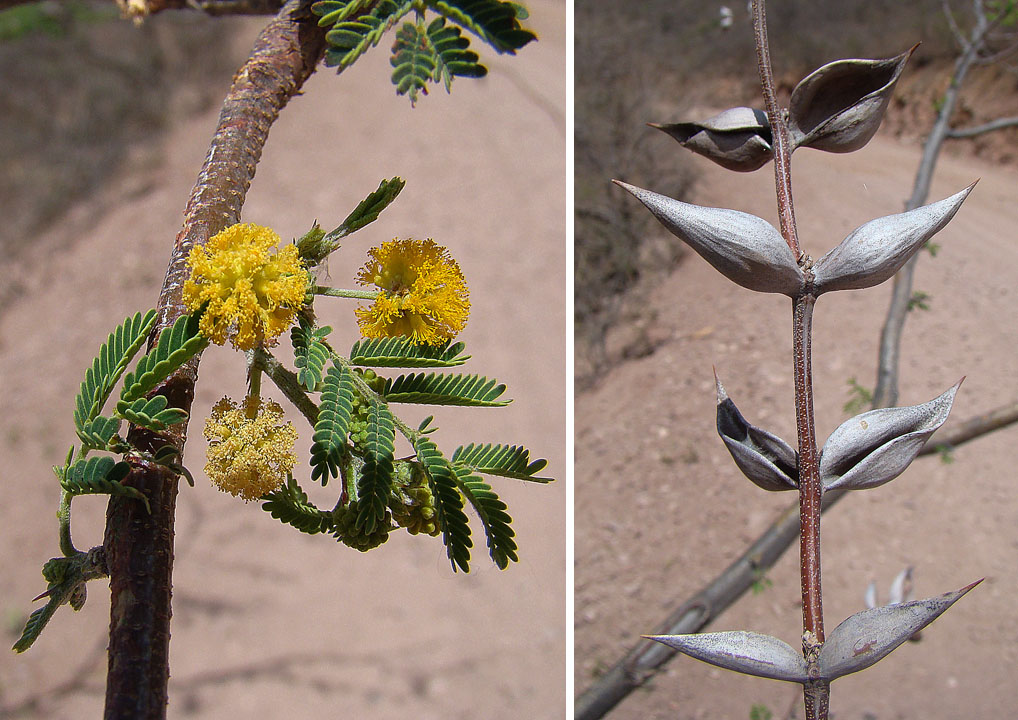
Acacia cochliacantha
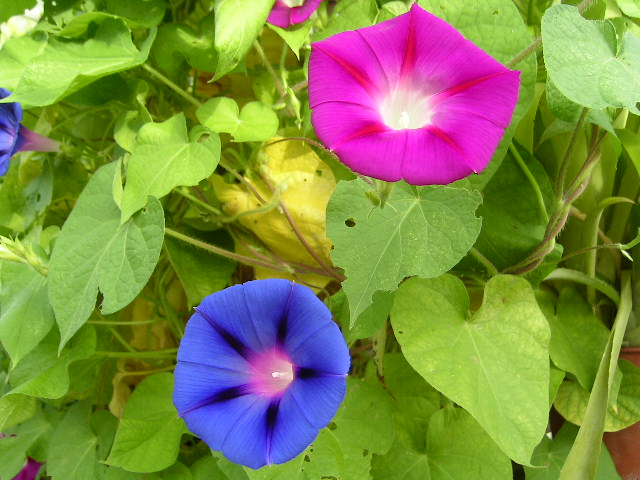
Ipomoea spp.
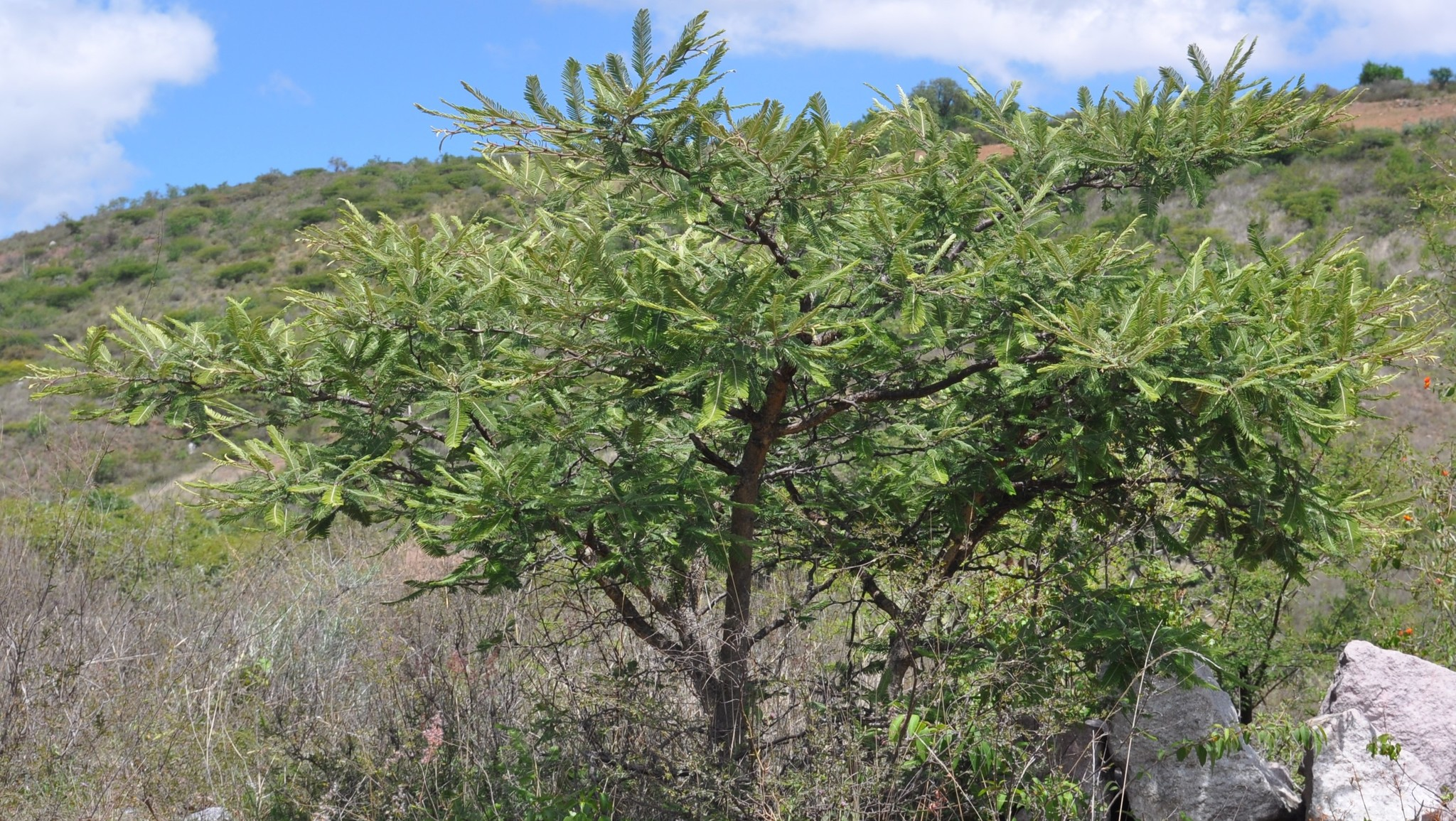
Vachellia pennatula
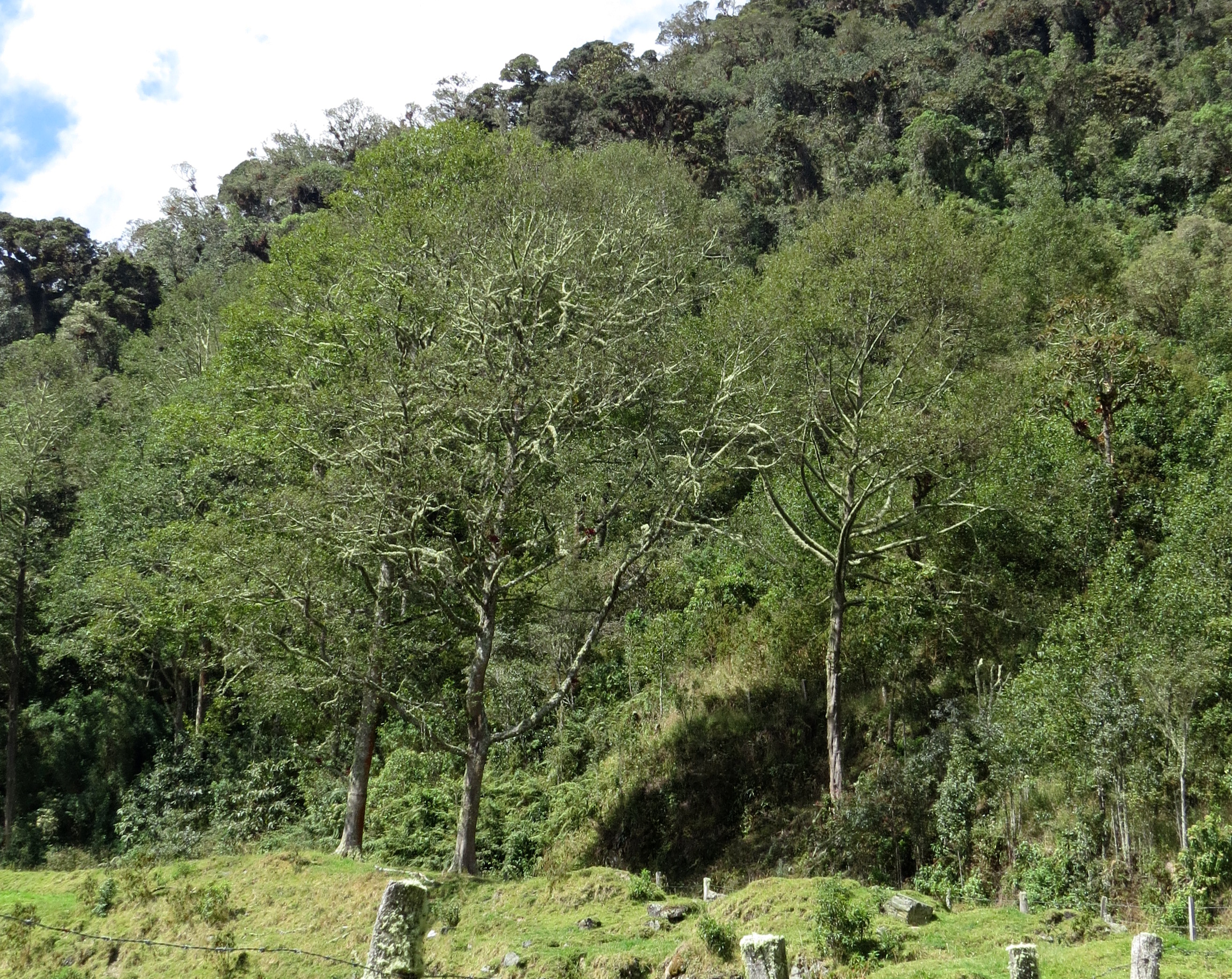
Alnus jorullensis
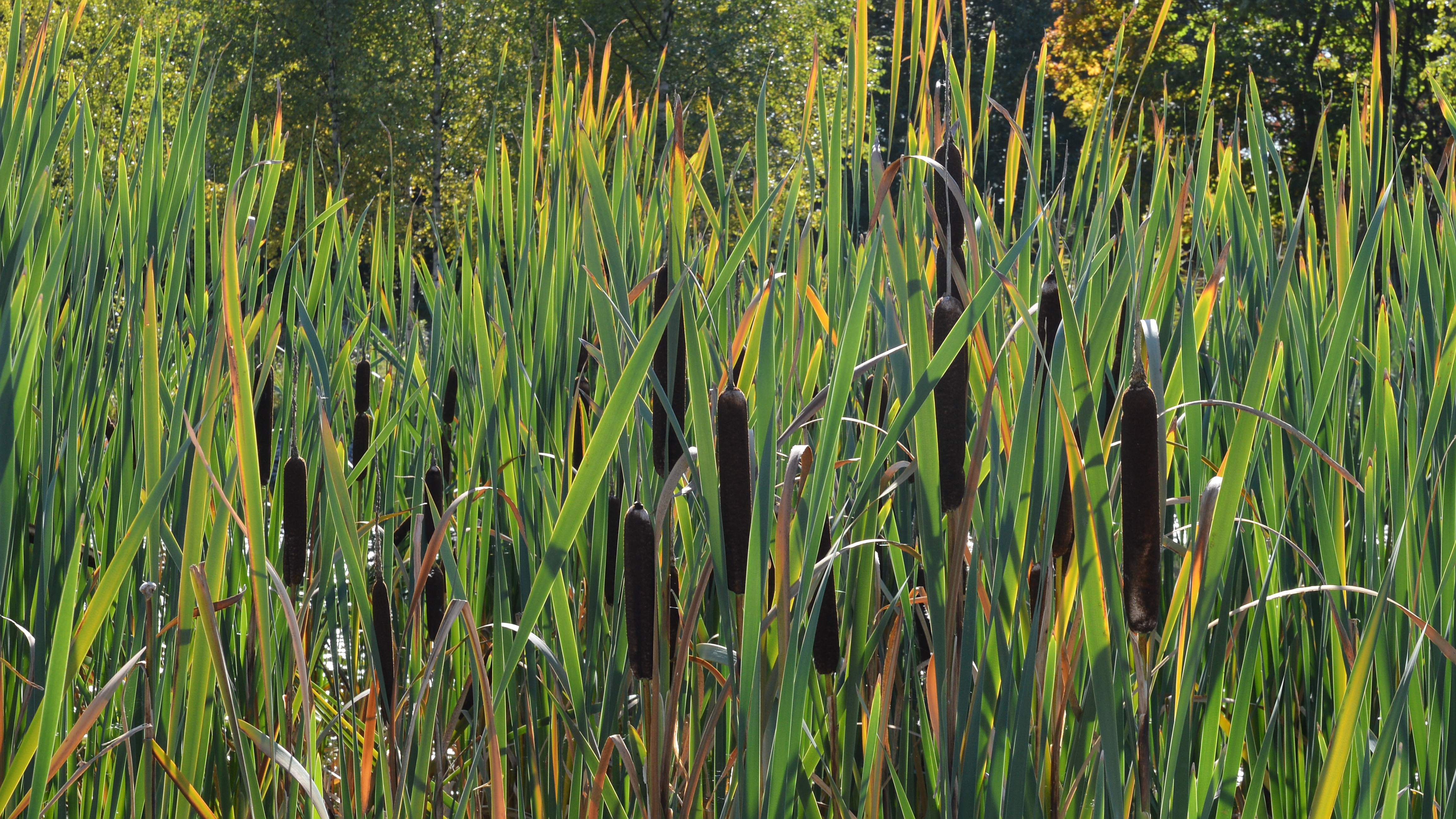
Typha latifolia
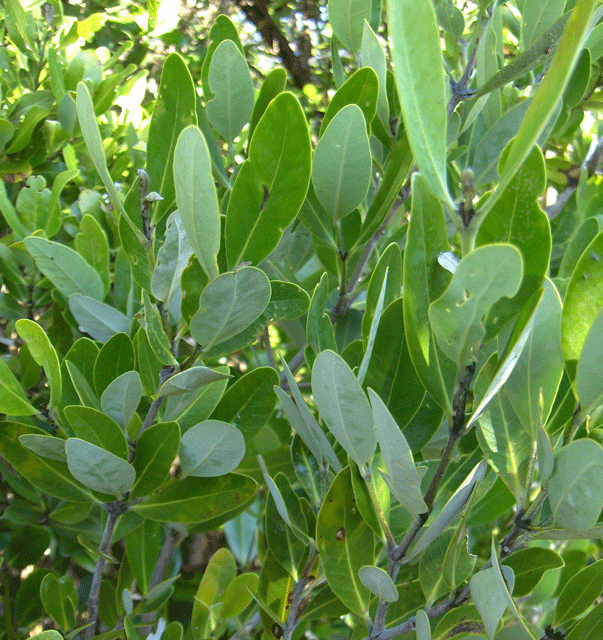
Laguncularia racemosa
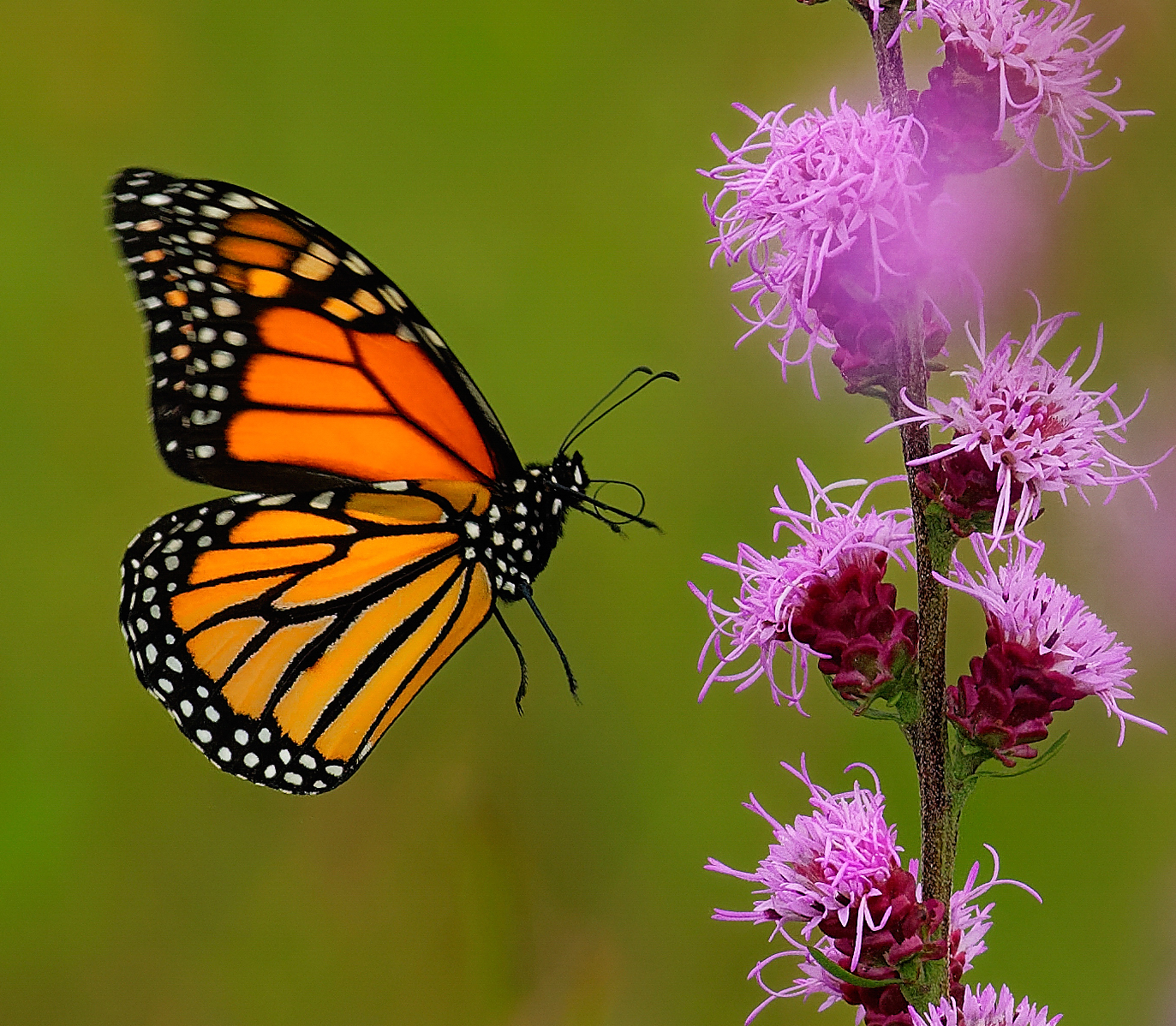
Danaus plexippus
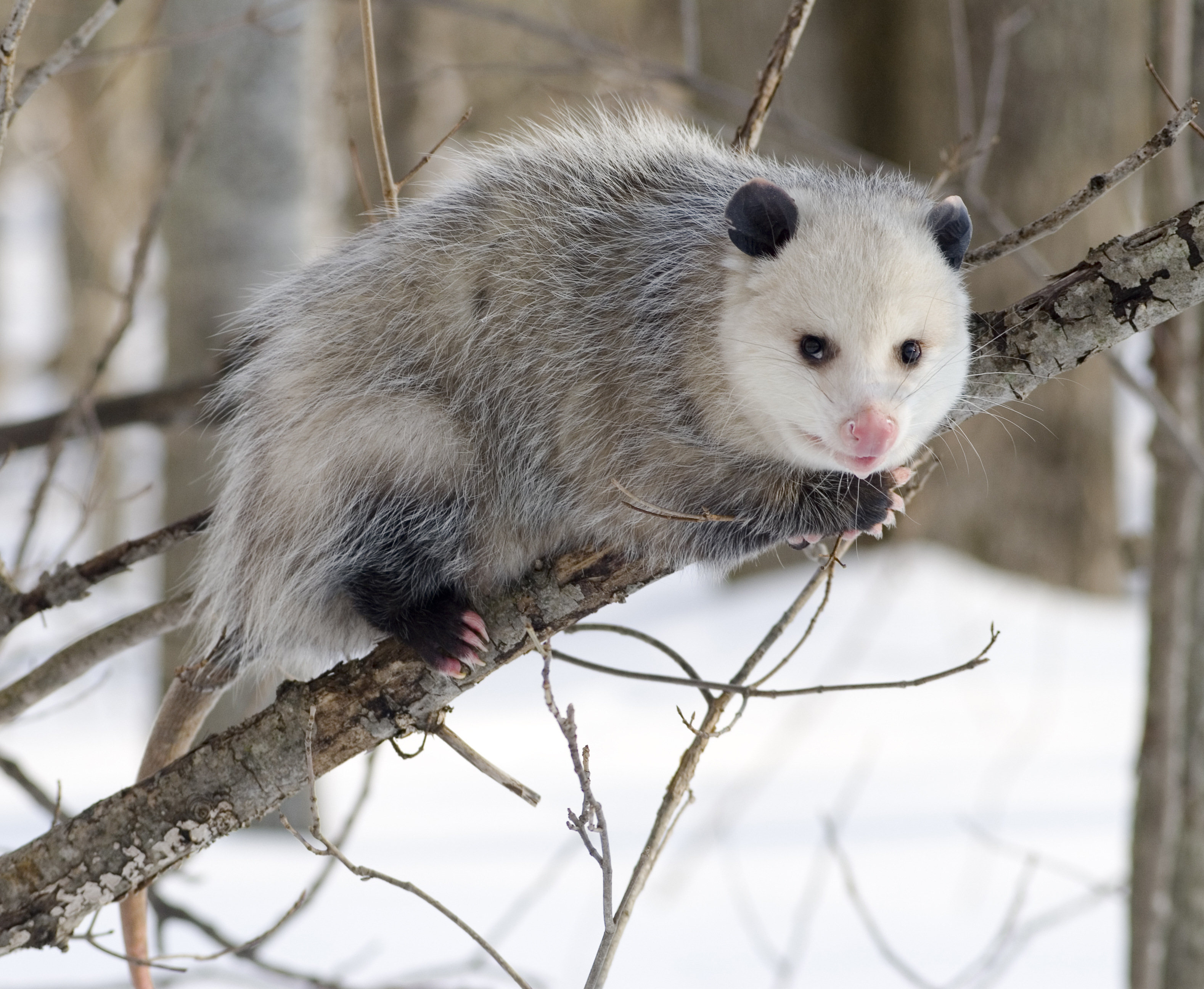
Didelphis virginiana
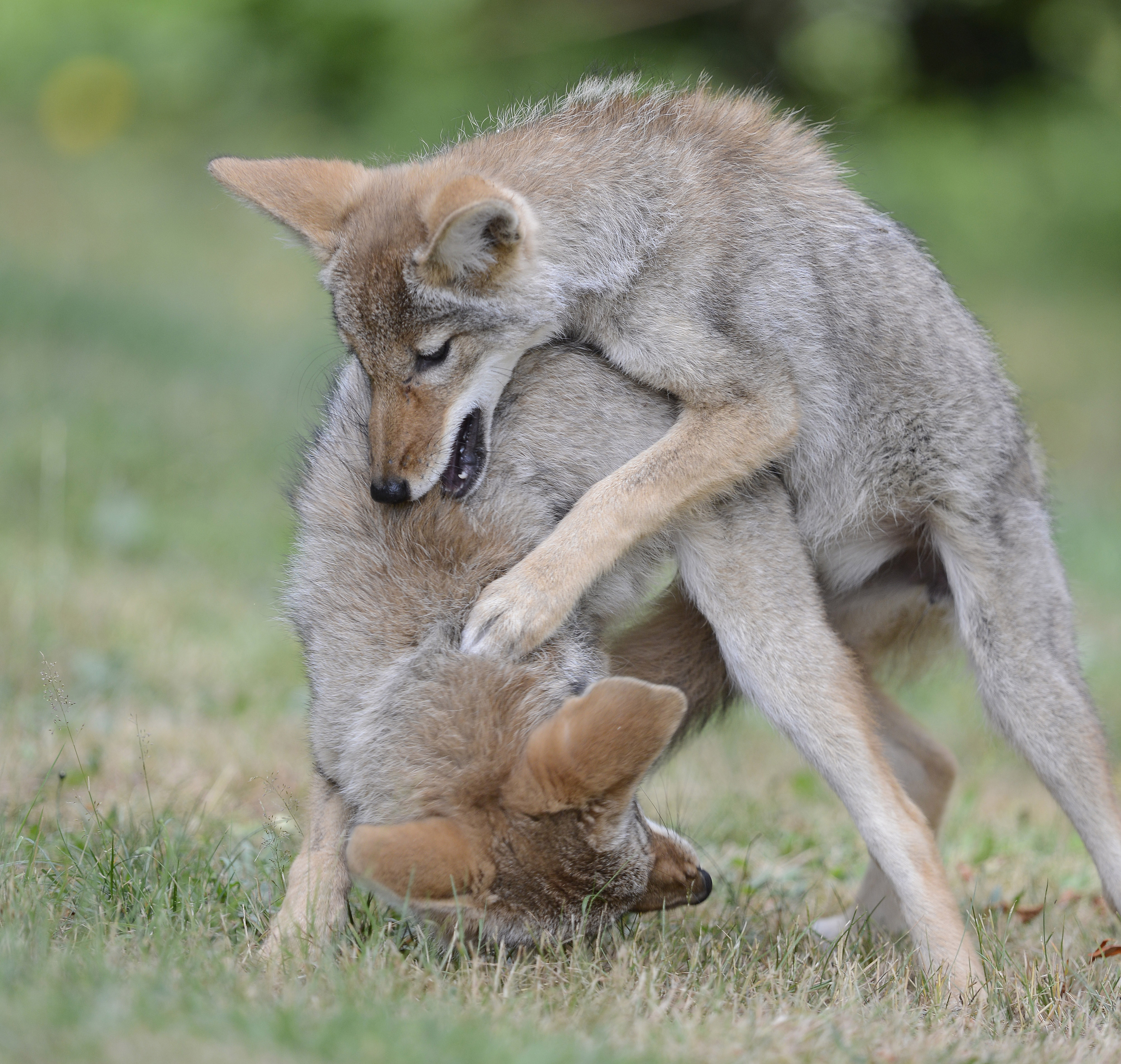
Canis latrans
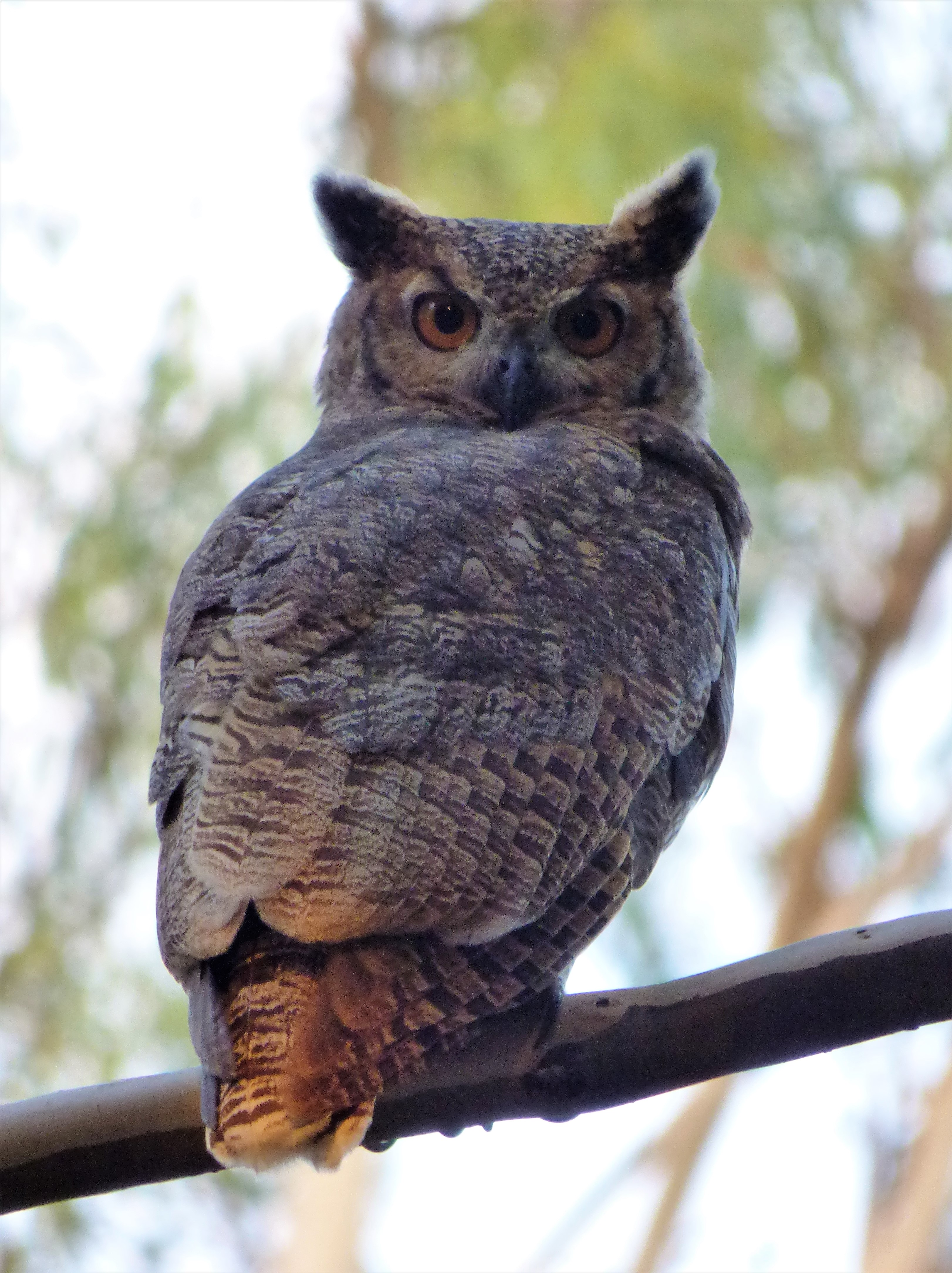
Bubo virginianus
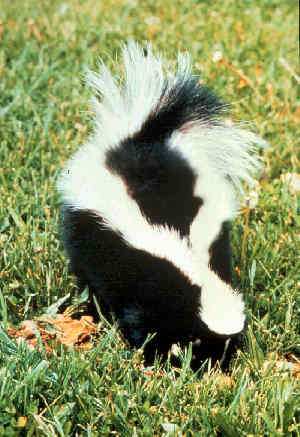
Mephitidae spp.
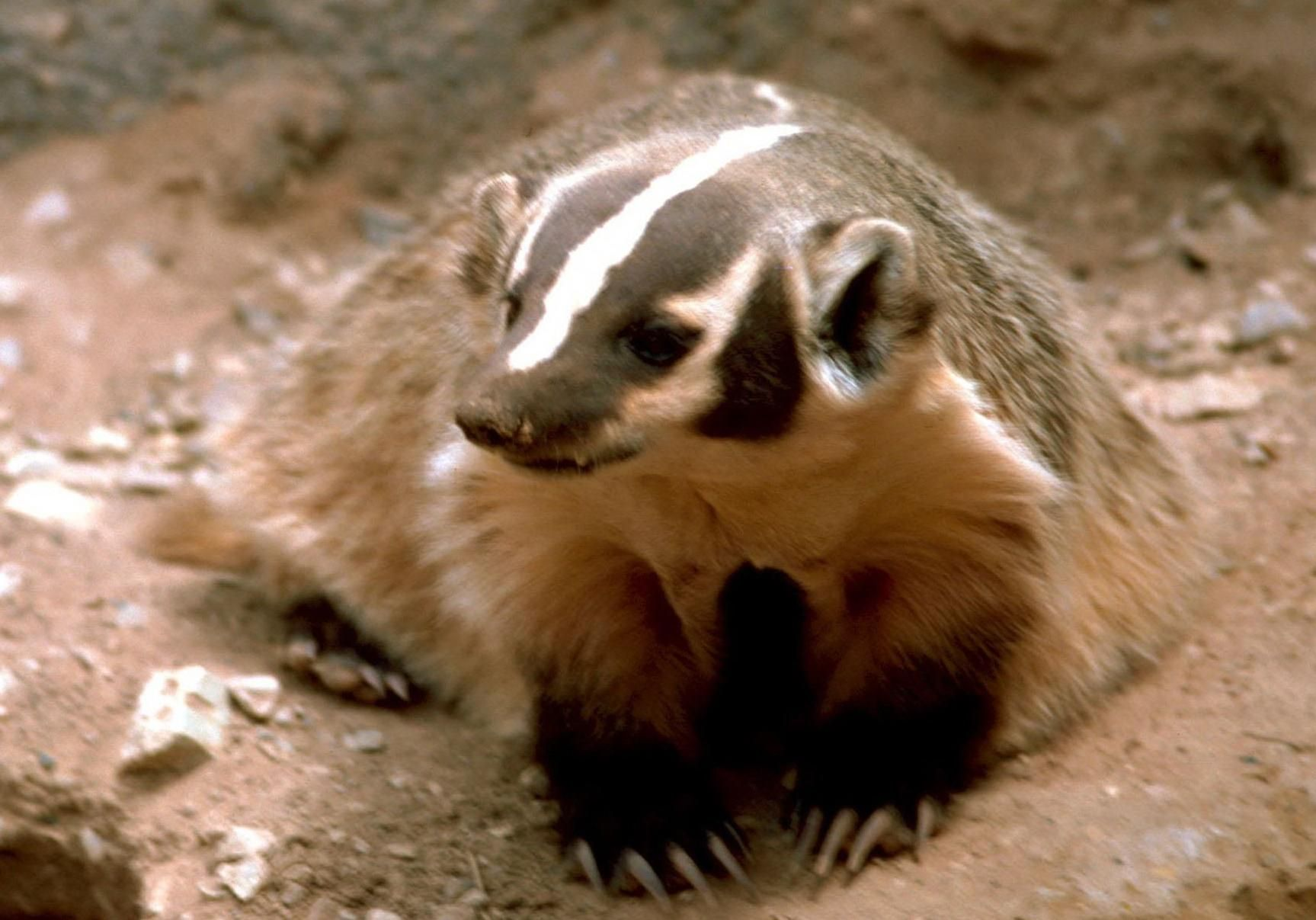
Taxidea taxus
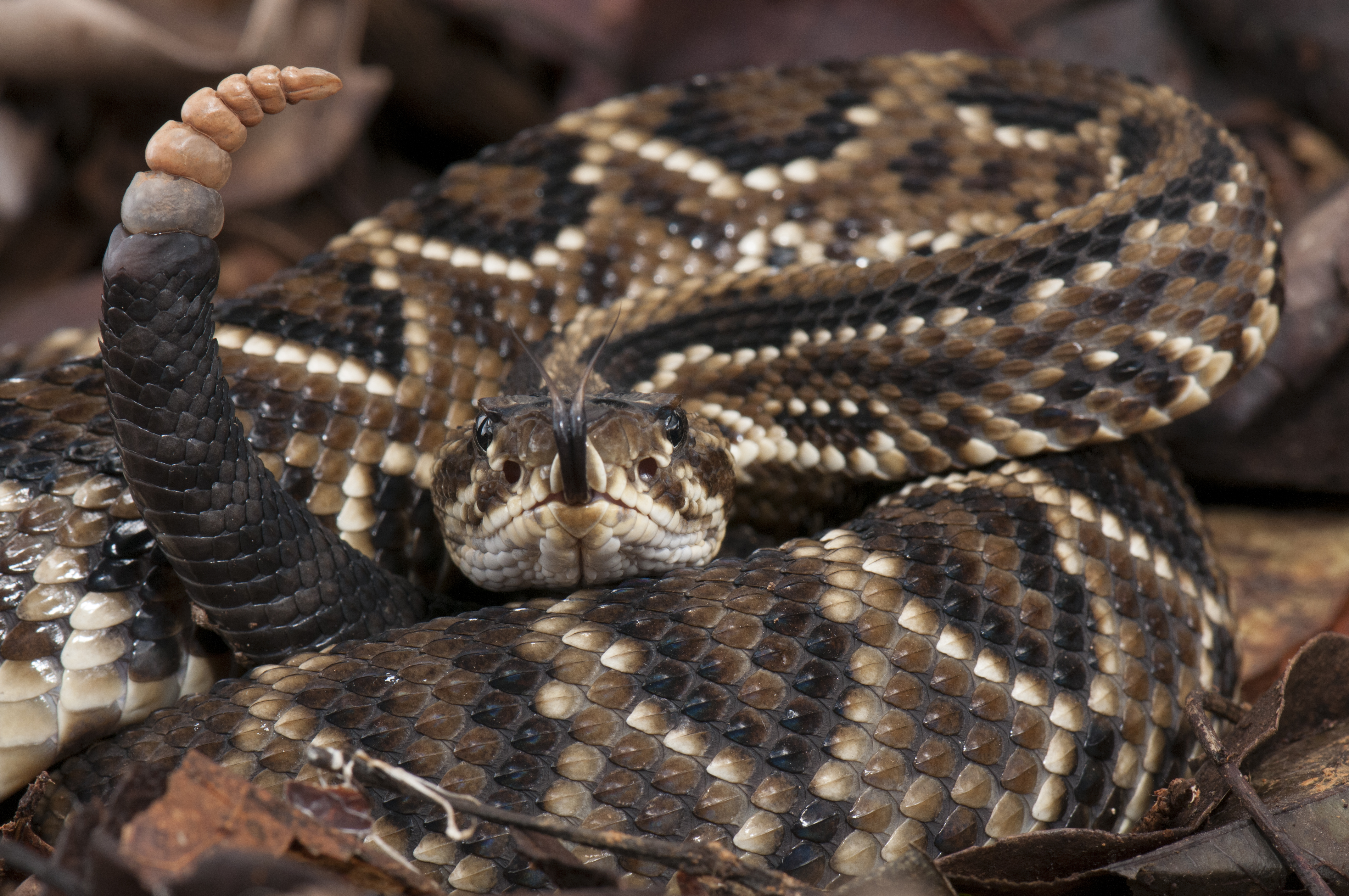
Crotalus durissus
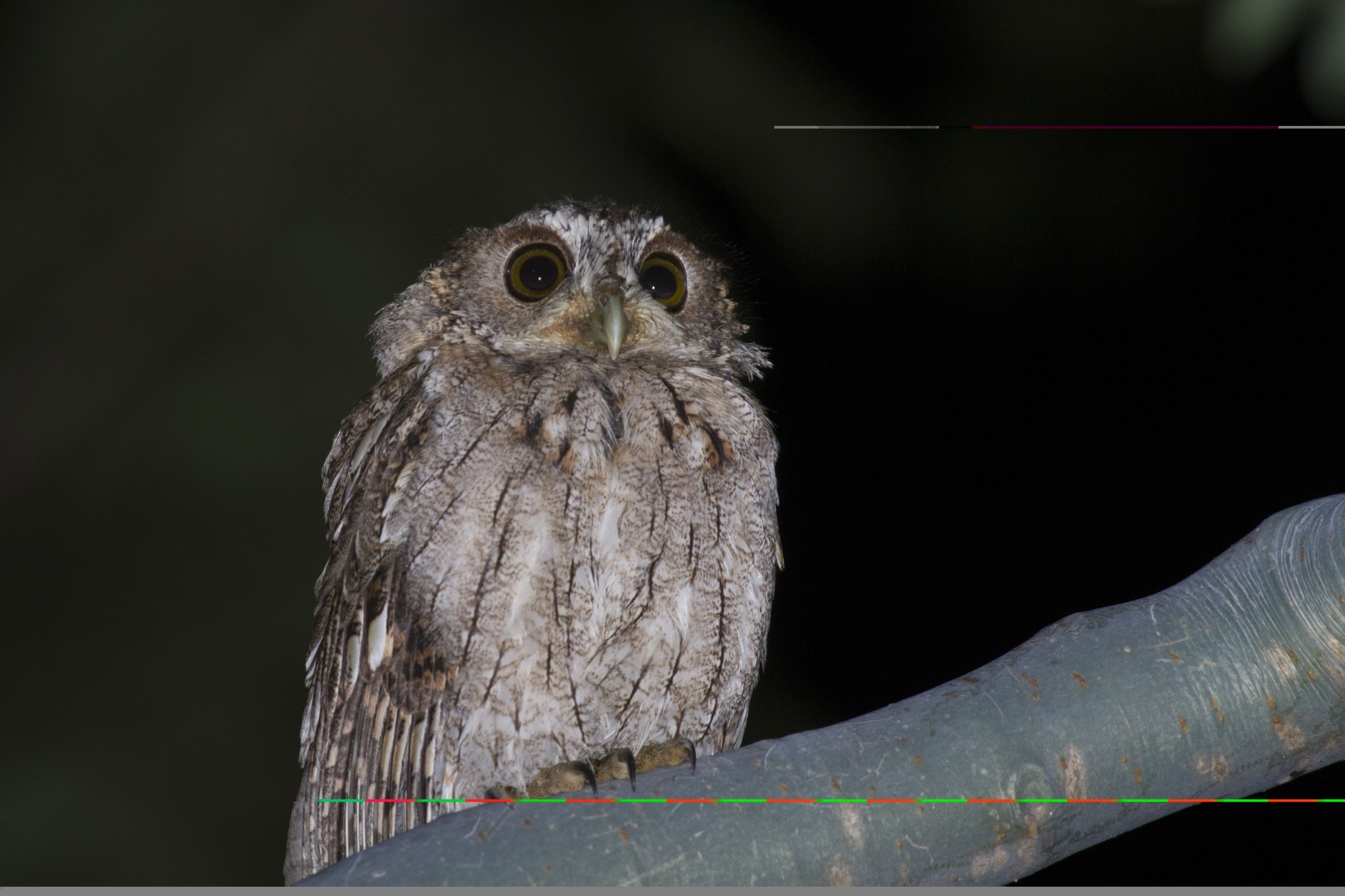
Megascops seductus
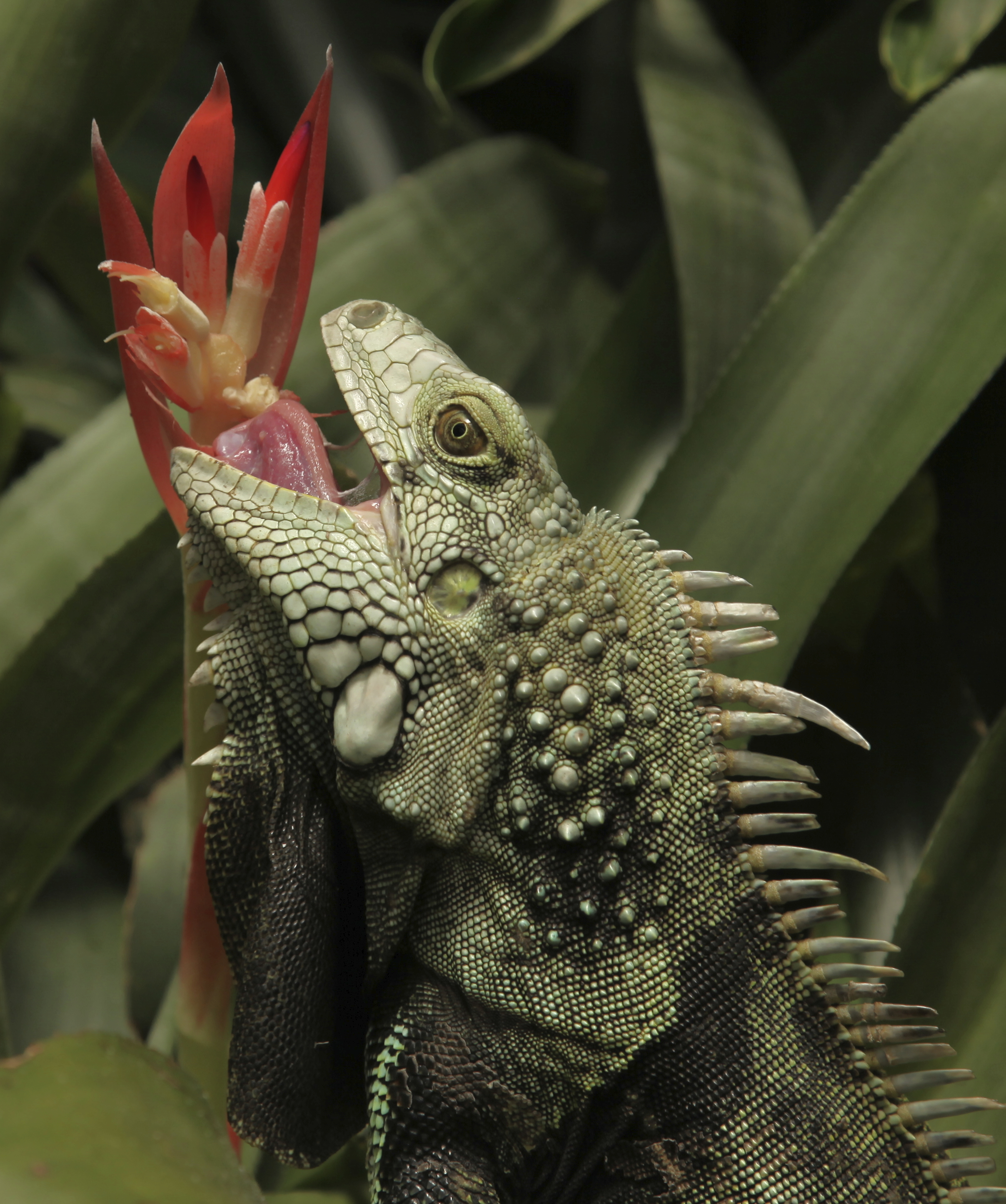
Iguana iguana
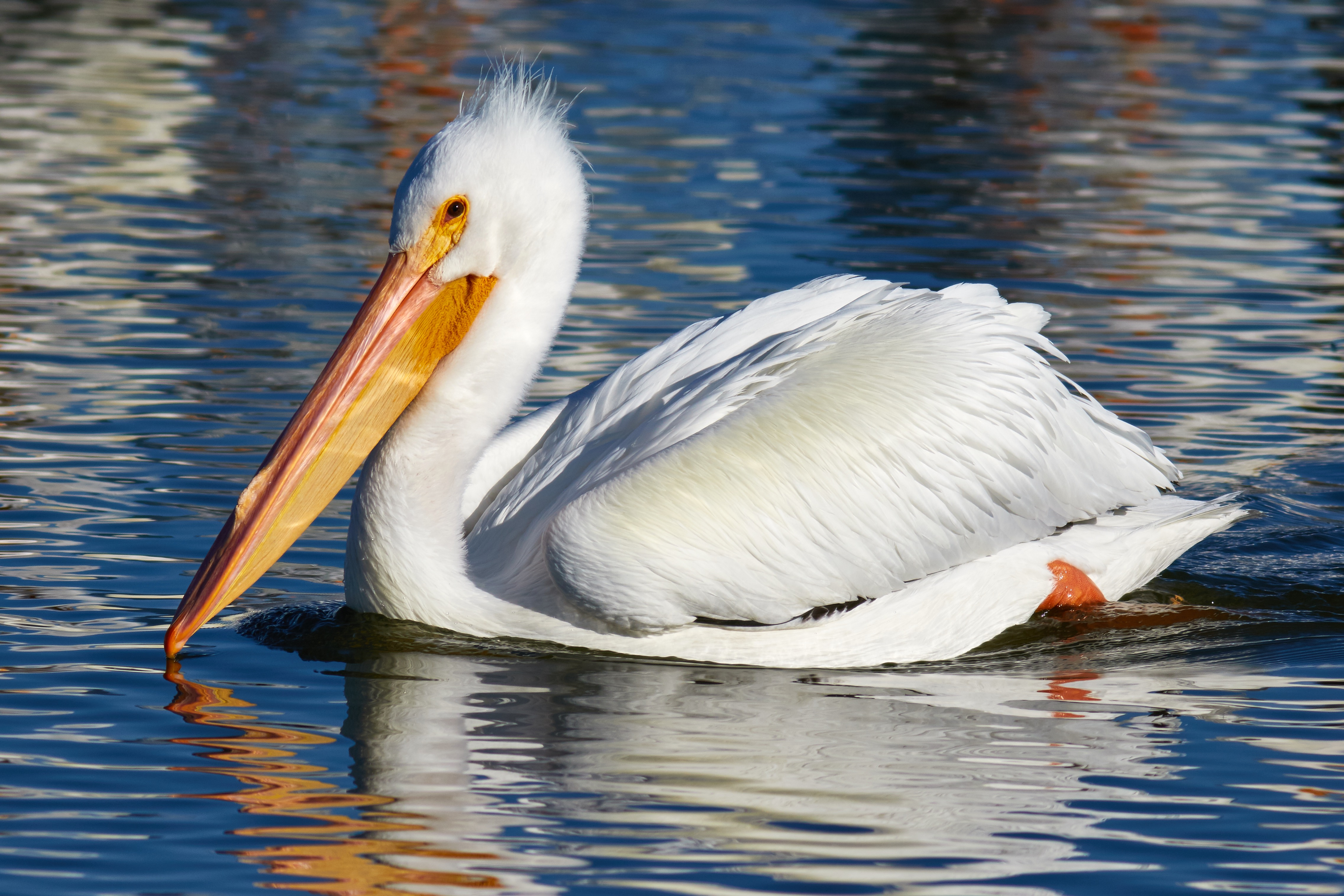
Pelecanus erythrorhynchos
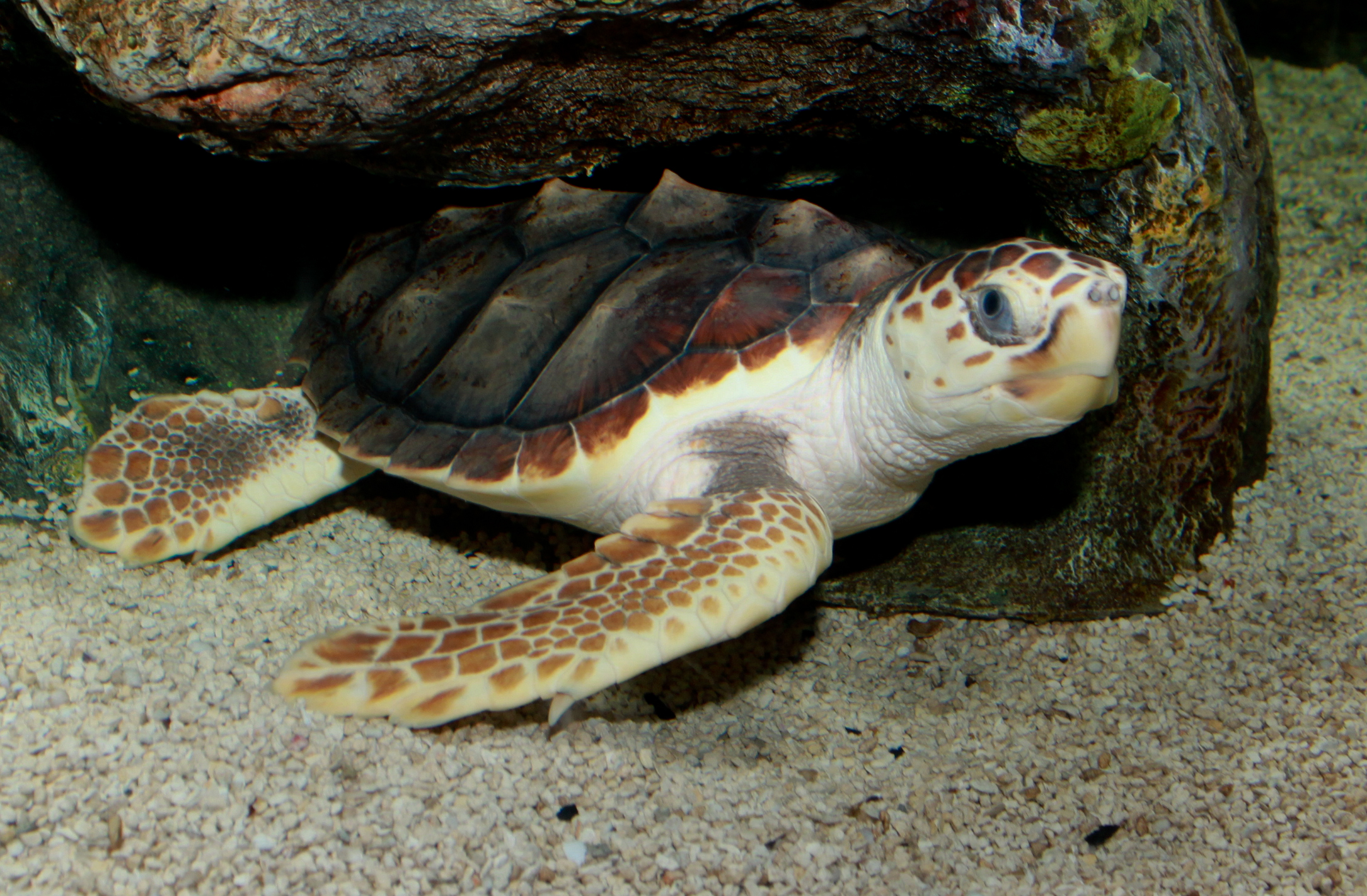
Caretta caretta
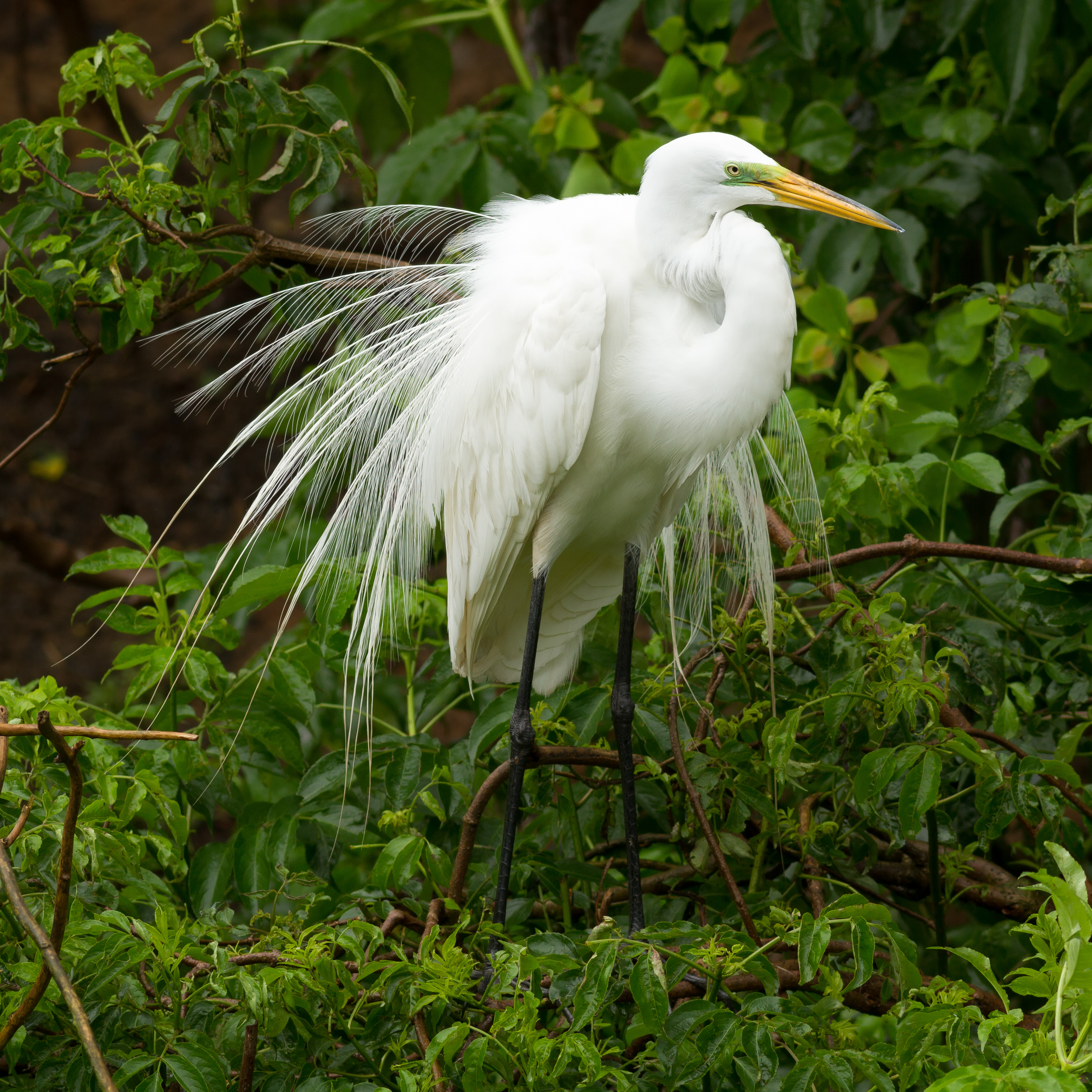
Ardea alba
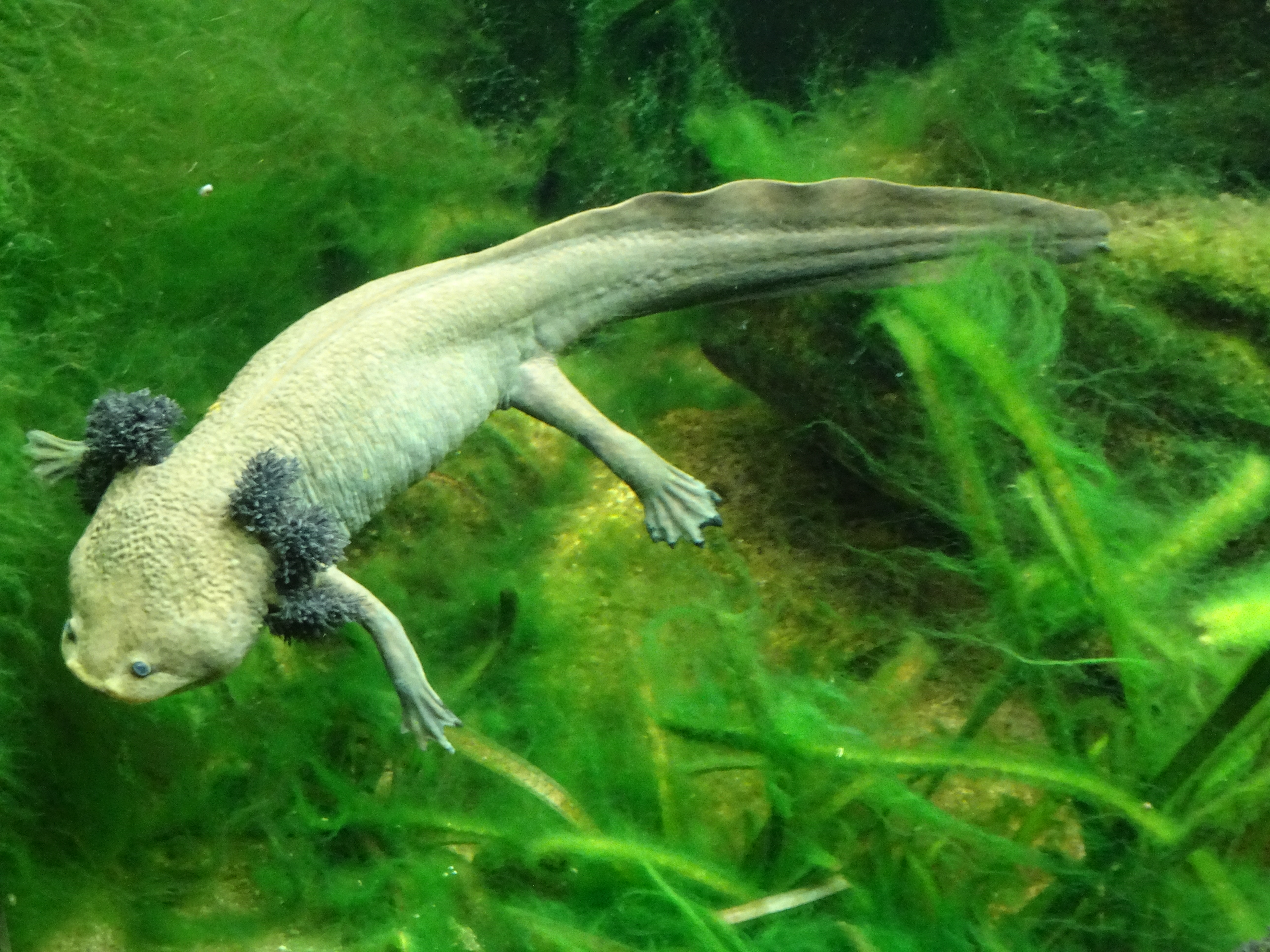
Ambystoma dumerilii

### Áreas naturales
Reserva de la biosfera de la Mariposa Monarca: Conocido también como Santuarios de la Mariposa monarca son diversas reservas naturales ubicados en la sierra michoacana, donde se puede observar el fenómeno migratorio de la mariposa monarca, lepidóptero que emigra desde Canadá.

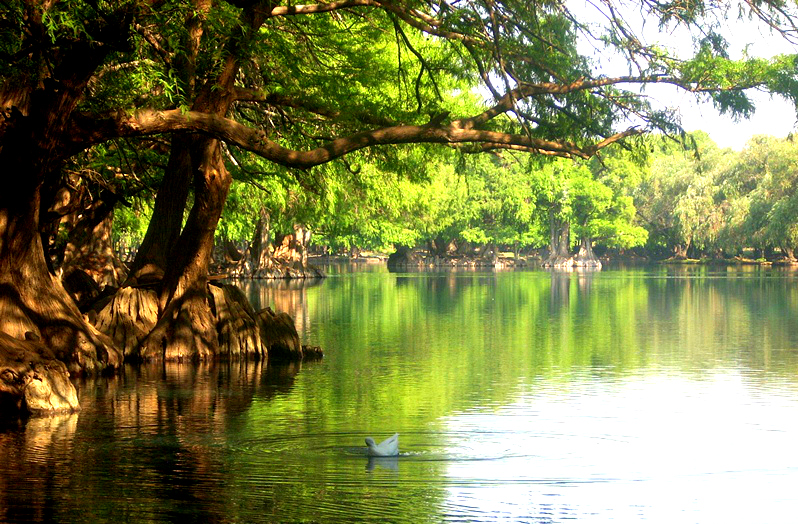
Lago de Camécuaro en Tangancícuaro.

Parque nacional Lago de Camécuaro: ubicado al norte de la ciudad de Tangancícuaro, sobre la carretera Federal Internacional n.º 15 (tramo Morelia-Guadalajara) a 10 min. de Zamora. Es un lago formado por cientos de nacimientos de aguas cristalinas que protege un bosque de ahuehuetes (sabinos) milenarios. En Camécuaro, se puede nadar, acampar, pescar, remar, pasear en lancha (como en Xochimilco), andar en bicicleta, trotar, hacer caminata, cuenta con juegos infantiles y zonas para asar carne, comer y convivir con familiares y amigos al sonido del mariachi. Es un lugar icónico del occidente del Estado y el Bajío mexicano, un referente sin duda de Michoacán en el Mundo. Para la gente que no desea acampar y busca mayor comodidad, cerca del parque existe un hotel de 4 estrellas con buenos servicios o en el centro de la ciudad de Tangancícuaro se cuenta con hoteles.

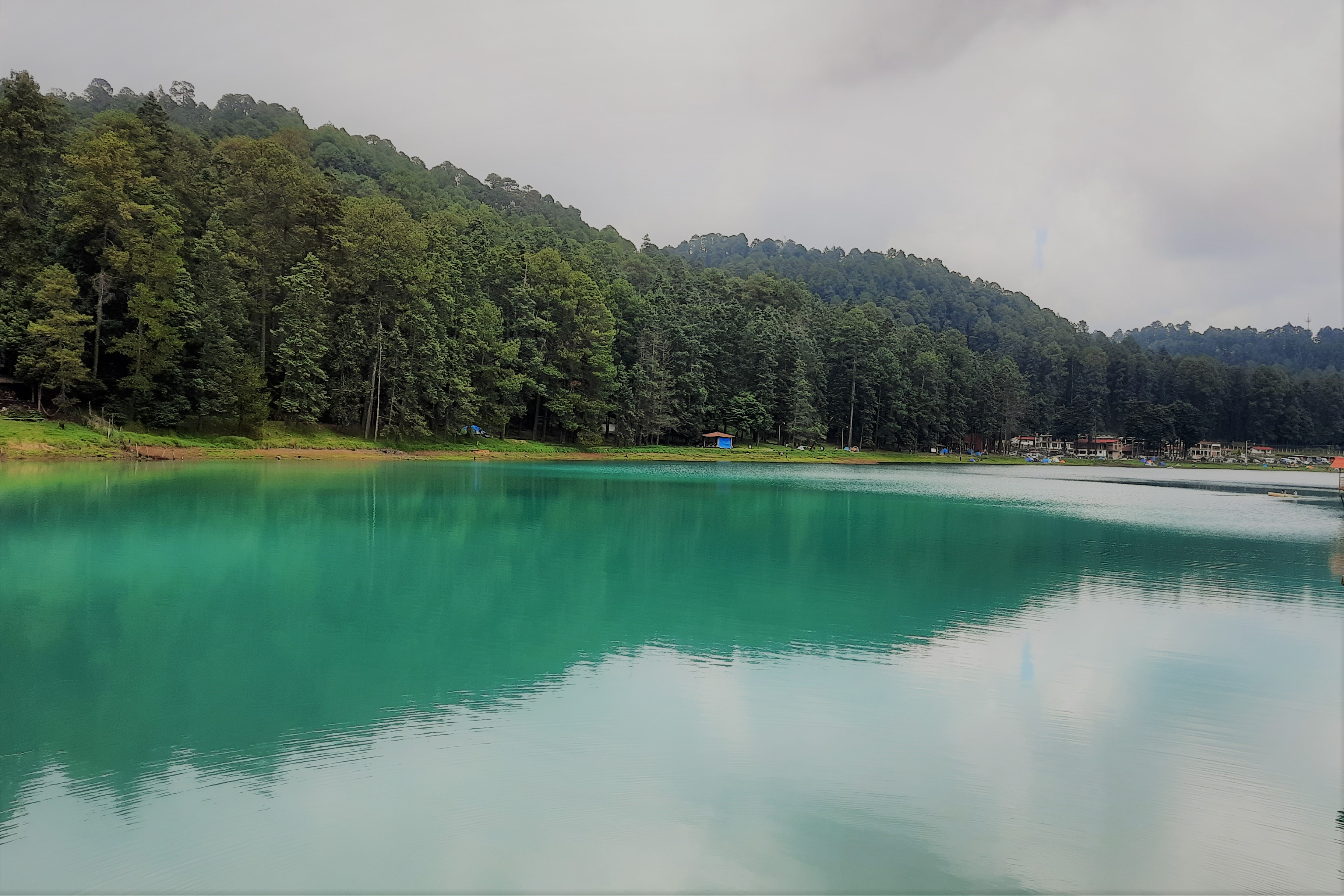
Laguna Larga en Los Azufres.

Parque natural Los Azufres: ubicado en el municipio de Hidalgo, conocido por sus aguas termales con propiedades curativas, esplendorosas lagunas y lagos. Además de la «ruta de la salud» que es un gran número de manantiales de aguas termales que se encuentran en los municipios de Jungapeo (San José Purua), Ciudad Hidalgo, Juárez, Queréndaro, Zinapécuaro, Zitácuaro, Indaparapeo, Charo, Chucándiro, Huandacareo, Cuitzeo, Ixtlán de los Hervores y Morelia.
Pelícanos Borregones (Lago de Chapala): Ubicado en los municipio de Cojumatlán y Venustiano Carranza, de noviembre a abril puede verse la llegada de miles de bortegones procedentes de Canadá que visitan las riveras del lago de Chapala. Algunos de los lugares preferidos para observar este espectáculo son la isla de Petatán (Cojumatlán) y La Palma (Venustiano Carranza).
Géiser de Ixtlán: Ubicado en la población de Ixtlán de los Hervores al noroeste de Michoacán a 30 min de Zamora, el Géiser ocupa un área de 30 hectáreas y cuenta con espacios de juegos infantiles, así como el pozo loco llamado así por la interacción que tiene con el Géiser; el cual es un fenómeno raro y muy curioso de visitar.
Playa Azul, está hermosa playa de fina arena, agua templada y clima cálido se localiza a 20 kilómetros de Lázaro Cárdenas. Es ideal para practicar la natación, el surf y la contemplación de vida silvestre. Cada año tiene lugar el evento «Octubre mes de la tortuga marina», cuyo objetivo es fomentar la conciencia ecológica con la liberación de miles de crías.

## Economía

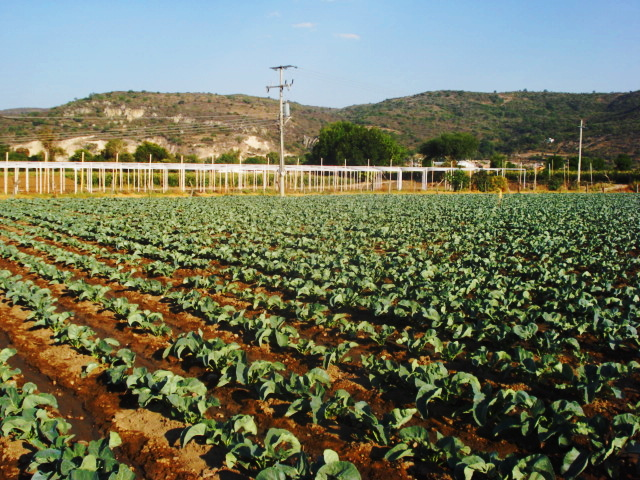
Agricultura en Michoacán.

La economía michoacana está conformada principalmente por los sectores comercial, siderúrgico, agrícola y pesquero. La participación de cada uno de estos en el producto interno bruto estatal es del 42 % para servicios sociales, comunales, hotelería y comercio; 15 % para servicios financieros e inmobiliarios; 14 % industria manufacturera, especialmente industria metálica básica y 11 % agropecuaria y pesca. Donde las actividades primarias representan el 14.4 % del total de las actividades económicas estatales, las secundarias el 16.5 % y las terciarias el 69.1 %.Así mismo, el estado de Michoacán es el segundo mayor aportador de actividades primarias del país, con una contribución del 9.5%
Los sectores agropecuario y pesquero contribuyen en un 11% al PIB estatal, y ocupan al 37 % de la Población Económicamente Activa.
La población económicamente activa de Michoacán en el año 2005 fue el 93.1 % y el desempleo fue de 6.97 %, la gente se ocupa mayoritariamente en el sector terciario (comercio y servicios), con 62.7 % del total en 2005, seguido del sector secundario con el 24.56 %. El ingreso promedio de cada habitante del estado en salarios mínimos es de 2500 pesos mensuales, por lo que se considera un sueldo bajo colocando a Michoacán en el lugar 29 dentro del IDH nacional.

### Agricultura
En el año 2011, Michoacán fue el primer productor agrícola del país.
Algunos de los granos que produce Michoacán son en su mayoría maíz, trigo y sorgo.[cita requerida]

#### Aguacate
El gran auge de la producción de aguacate en el estado se dio a partir del año 1997, este fue el año donde se suspendió la prohibición de exportar aguacate Mexicano a los Estados Unidos decreto impuesto desde el año de 1913. A partir del año 1997, el municipio ha exportado aguacate a los Estados Unidos siendo este el mayor consumidor de la producción Uruapense.
El aguacate Hass es el resultado de un híbrido obtenido de una variedad mexicana y guatemalteca. En 2017 se recolectaron más de 2 millones 29 mil toneladas de aguacate en México, de los cuales, el 82.7 % corresponde a la producción michoacana. El clima necesario consiste en una temperatura de 8 a 21 grados centígrados y una precipitación anual de 1200 a 1600 mm (1 mm equivale a 1 litro de agua por metro cuadrado). Asimismo, se recomienda su cultiva en altitudes entre 800 y 2500 m, en suelos arcillosos o franco-arcillosos con un buen sistema de drenaje.
El aguacate es uno de los productos más exportados de la agricultura nacional, su producción representa el 4.39 % del PIB nacional, y el 8.84 % de la producción de frutas. La evolución del comercio exterior ha crecido considerablemente, en 2011 se exportaron 951 millones de dólares, mientras que en 2017 se exportaron 2961 millones de dólares. Las exportaciones a EE. UU. pasaron de 4859 toneladas en 1990 a 917 070 en 2018.

En Michoacán, se ha pasado de sembrar 30 979 hectáreas en 1980 hasta sembrar 166 604 en 2018; siendo el estado con mayor crecimiento. Asimismo, también fue el estado con mayor crecimiento en la producción de aguacate, en 1980 se produjeron 141 221 toneladas, y en 2018 1 674 855. En términos porcentuales, Michoacán representa el 76.7 % del volumen nacional y el 72 % de la superficie sembrada. De igual manera, el rendimiento e ingreso bruto promedio de la producción de Aguacate en Michoacán ha crecido considerablemente a través del tiempo, éste se vio marcado por las exportaciones a EE. UU. en 1997, 2004 y 2011.

Localización de los principales municipios productores de aguacate del estado de Michoacán.

#### Municipios Productores
El área geográfica aguacatera de Michoacán ocupa el 12.9 % del territorio estatal. En 2003 los principales municipios productores eran Uruapan, Tancítaro, Peribán, Tacámbaro, Nuevo Parangaricutiro, Salvador Escalante, Tingüindín, Ario, Los Reyes, Tingambato y Ziracuaretiro; con una producción total de 800 452 toneladas. Para 2018, la producción de los municipios principales aumentó a 1 674 855 toneladas, lo que representa un aumento de más de 100 %. Los principales municipios productores de ese año fueron Tancítaro, Salvador Escalante, Tacámbaro, Uruapan, Ario, Peribán, Nuevo Parangaricutiro, Los Reyes, Tingüindín, Turicato y Ziracuaretiro.

## Política

### División político-administrativa

#### Municipios
El estado de Michoacán de Ocampo es una de las treinta y dos entidades federativas de los Estados Unidos Mexicanos, y se encuentra dividido en 113 municipios. El municipio, como lo define la Constitución Política Mexicana en su artículo 115, es la base de la división territorial de cada entidad, así como de su organización política y administrativa. Cada municipio cuenta con su propia cabecera municipal, que sirve como sede del poder del gobierno municipal, además de que a menudo se trata de la localidad más importante dentro del mismo.
Michoacán fue erigido como Estado de la Federación en 1824, del territorio de la antigua provincia de Michoacán, en el occidente de México. Aunque un año más tarde se promulgó la primera constitución estatal, fue hasta 1831 cuando se oficializó la división en municipios con la Ley Orgánica Municipal, que estableció 61 ayuntamientos. La mayoría de los municipios restantes se crearon en las primeras décadas del siglo XX, especialmente en 1930 y 1950, gracias a las modificaciones a la Ley Orgánica Municipal. La actual división en 113 municipios se estableció el 25 de enero de 1974, con la creación del municipio de José Sixto Verduzco, en la región del Bajío.
A principios de la década de 1970, el Instituto Nacional de Estadística y Geografía (INEGI) creó una clave de tres dígitos para denominar por orden alfabético a cada entidad federativa y municipio mexicano, con el fin de estandarizar los datos y facilitar los análisis estadísticos. Sin embargo, desde su elaboración, la lista no ha sufrido ninguna modificación, lo que explica que el orden alfabético esté alterado. La clave INEGI proporcionada en la tabla también sirve para localizar el municipio en el mapa de abajo.
La mayoría de los municipios toma su nombre de una lengua indígena: ochenta y cuatro del purépecha y otros diez del náhuatl. Otros diecinueve hacen homenaje a algún personaje histórico, y otros tres deben su nombre de alguna figura de la Iglesia católica. Finalmente, los siete restantes hacen referencia a alguna característica del paisaje del término municipal, alguna leyenda local o una ciudad española. La importancia de conocer el origen etimológico del nombre de un municipio se refleja en el escudo adoptado de manera oficial para representarlos, y al reflejar una parte del patrimonio cultural de la región, se ha convertido en un elemento importante de la identidad municipal.

#### Regiones socioeconómicas
A nivel estatal se encuentra dividido en diez regiones socioeconómicas. Fueron conformadas a través del Plan Estatal de Desarrollo 2003-2008 del gobierno del estado.
| \| Regiones socioeconómicas del estado de Michoacán \| Regiones socioeconómicas del estado de Michoacán \| Regiones socioeconómicas del estado de Michoacán \| Regiones socioeconómicas del estado de Michoacán \| Regiones socioeconómicas del estado de Michoacán \| Regiones socioeconómicas del estado de Michoacán \| \| Color \| Región \| Color \| Región \| \| \| \| ------------------------------------------------ \| ------------------------------------------------ \| ------------------------------------------------ \| ------------------------------------------------ \| ------------------------------------------------ \| ------------------------------------------------ \| \| \| I. Lerma-Chapala \| \| VI. Purépecha \| \| \| \| \| II. Bajío \| \| VII. Pátzcuaro \| \| \| \| \| III. Cuitzeo \| \| VIII. Tierra Caliente \| \| \| \| \| IV. Oriente \| \| IX. Costa \| \| \| \| \| V. Tepalcatepec \| \| X. Infiernillo \| \| \| \| Fuente: Gobierno del estado de Michoacán. \| \| \| \| \| \| |                  |       |                       |
| Regiones socioeconómicas del estado de Michoacán |                  |       |                       |
| Color | Región           | Color | Región                |
| | I. Lerma-Chapala |       | VI. Purépecha         |
| | II. Bajío        |       | VII. Pátzcuaro        |
| | III. Cuitzeo     |       | VIII. Tierra Caliente |
| | IV. Oriente      |       | IX. Costa             |
| | V. Tepalcatepec  |       | X. Infiernillo        |
| Fuente: Gobierno del estado de Michoacán. |                  |       |                       |

##### Distritos federales
El estado de Michoacán está conformado por once distritos electorales federales. La distritación vigente fue el aprobada el 12 de diciembre de 2022 por el Instituto Nacional Electoral.
| \| Distritos electorales federales de Michoacán \| Distritos electorales federales de Michoacán \| Distritos electorales federales de Michoacán \| Distritos electorales federales de Michoacán \| Distritos electorales federales de Michoacán \| Distritos electorales federales de Michoacán \| \| Color \| Distrito \| Color \| Distrito \| \| \| \| -------------------------------------------- \| -------------------------------------------- \| -------------------------------------------- \| -------------------------------------------- \| -------------------------------------------- \| -------------------------------------------- \| \| \| Distrito 1. Lázaro Cárdenas \| \| Distrito 7. Zacapu \| \| \| \| \| Distrito 2. Apatzingán de la Constitución \| \| Distrito 8. Morelia \| \| \| \| \| Distrito 3. Heroica Zitácuaro \| \| Distrito 9. Uruapan del Progreso \| \| \| \| \| Distrito 4. Jiquilpan de Juárez \| \| Distrito 10. Morelia \| \| \| \| \| Distrito 5. Zamora de Hidalgo \| \| Distrito 11. Pátzcuaro \| \| \| \| \| Distrito 6. Ciudad Hidalgo \| \| \| \| \| \| Fuente: Instituto Nacional Electoral. \| \| \| \| \| \| |                                           |       |                                  |
| Distritos electorales federales de Michoacán |                                           |       |                                  |
| Color | Distrito                                  | Color | Distrito                         |
| | Distrito 1. Lázaro Cárdenas               |       | Distrito 7. Zacapu               |
| | Distrito 2. Apatzingán de la Constitución |       | Distrito 8. Morelia              |
| | Distrito 3. Heroica Zitácuaro             |       | Distrito 9. Uruapan del Progreso |
| | Distrito 4. Jiquilpan de Juárez           |       | Distrito 10. Morelia             |
| | Distrito 5. Zamora de Hidalgo             |       | Distrito 11. Pátzcuaro           |
| | Distrito 6. Ciudad Hidalgo                |       |                                  |
| Fuente: Instituto Nacional Electoral. |                                           |       |                                  |

##### Distritos locales
Para la elección de diputados de mayoría relativa del Congreso del Estado de Michoacán el estado se divide en 24 distritos electorales. La distritación electoral vigente fue publicada por el Instituto Nacional Electoral en julio de 2022.
| Distrito | Cabecera        | Municipios | Mapa |
| -------- | --------------- | ---------- | ---- |
| 1        | La Piedad       | 8          |      |
| 2        | Puruándiro      | 11         |      |
| 3        | Maravatío       | 7          |      |
| 4        | Jiquilpan       | 8          |      |
| 5        | Paracho         | 8          |      |
| 6        | Zamora          | 1          |      |
| 7        | Zacapu          | 5          |      |
| 8        | Tarímbaro       | 5          |      |
| 9        | Los Reyes       | 7          |      |
| 10       | Morelia         | 1          |      |
| 11       | Morelia         | 1          |      |
| 12       | Hidalgo         | 4          |      |
| 13       | Zitácuaro       | 3          |      |
| 14       | Uruapan         | 2          |      |
| 15       | Pátzcuaro       | 6          |      |
| 16       | Morelia         | 1          |      |
| 17       | Morelia         | 1          |      |
| 18       | Huetamo         | 10         |      |
| 19       | Tacámbaro       | 6          |      |
| 20       | Uruapan         | 1          |      |
| 21       | Coalcomán       | 8          |      |
| 22       | Nueva Italia    | 9          |      |
| 23       | Apatzingán      | 3          |      |
| 24       | Lázaro Cárdenas | 1          |      |

## Demografía
Según los datos que arrojó el XIV Censo de Población y Vivienda realizado por el Instituto Nacional de Estadística y Geografía (INEGI) del 2 al 27 de marzo del año 2020, el estado de Michoacán de Ocampo contaba hasta ese año con un total de 4 748 846 habitantes, de dicha cantidad, 2 306 341 eran hombres y 2 442 505 eran mujeres,lo que se establece una correspondencia de 92 hombres por cada 100 mujeres. La tasa de crecimiento promedio anual en el periodo 2010-2020 fue del 0.9 %. Morelia, Heroica Zitácuaro, Zamora y Uruapan fueron las ciudades con un crecimiento poblacional más veloz a diferencia de otras localidades de Michoacán, que su crecimiento es más lento. Presenta una densidad de población de 81 hab./km².
La población menor de 17 años representaba el 32.5 % del total; el 19.4 % tenía de 18 a 29 años; el 35.4 %, de 30 a 59 años; y el 12.7 %, 60 años y más. La mitad de la población contaba con 30 años o menos.
La población estatal está concentrada principalmente en el norte del estado, mientras que la densidad poblacional es baja en el sureste (Tuzantla, Tiquicheo, San Lucas, Huetamo, Turicato), así como en la Sierra Madre del Sur (Aguililla, Arteaga, Tumbiscatío, Coalcomán, Chinicuila); además el 53.1 % vive en poblaciones mayores de 10 000 habitantes, teniendo uno de los mayores porcentajes en este rubro en México.

### Población histórica de Michoacán 1900-2020
| Gráfica de evolución demográfica de Michoacán entre 1900 y 2020                 |
|                                                                                 |
| Información extraída del Instituto Nacional de Estadística y Geografía (INEGI). |

### Localidades con mayor población
En la gráfica se muestran las 20 localidades con más población al año 2020 contando solo la ciudad, sin incluir área conurbada, municipio o zona metropolitana.

### Localidades con mayor superficie
En la gráfica se muestran las 20 localidades con mayor superficie contando solo la localidad, sin incluir Área Conurbada, Municipio o Zona Metropolitana.

### Municipios con mayor población
A continuación se muestran los 20 municipios más poblados al año 2020, los cuales tienen más de 40 000 habitantes de acuerdo al XIV Censo de Población y Vivienda 2020.

### Zonas metropolitanas
| Zona Metropolitana                      | Municipios                                                   | Población (2020) |
| --------------------------------------- | ------------------------------------------------------------ | ---------------- |
| Zona Metropolitana de Morelia           | * Morelia * Tarímbaro * Charo * Álvaro Obregón * Zinapécuaro | 988 704          |
| Zona Metropolitana de Zamora            | * Zamora * Jacona * Tangancícuaro                            | 308 897          |
| Zona Metropolitana de La Piedad-Pénjamo | * La Piedad * Pénjamo (Guanajuato)                           | 261 450          |
| Zona Metropolitana de Sahuayo           | * Sahuayo * Jiquilpan                                        | 114 635          |

Zonas conurbadas
| Zona Conurbada                             | Municipios                                            | Población (2020) |
| ------------------------------------------ | ----------------------------------------------------- | ---------------- |
| Zona Conurbada de Lázaro Cárdenas-La Unión | * Lázaro Cárdenas * La Unión                          | 221 715          |
| Zona Conurbada de La Barca-Briseñas        | * La Barca * Briseñas                                 | 79 193           |
| Zona Conurbada de Yurécuaro-La Ribera      | * Yurécuaro * La Ribera (Jalisco)                     | 73 855           |
| Zona Conurbada de Altamirano-Riva Palacio  | * Ciudad Altamirano (Guerrero) * Vicente Riva Palacio | 33 545           |

### Etnicidad
En el estado, 230 063 de sus habitantes (112 519 hombres y 117 559 mujeres) se identifica como indígena, el 4.84 % de la población.
Por otra parte, 73 424 personas se autoreconocen como afromexicana o afrodescendiente, el 1.5 % de la población.

### Lenguas indígenas
Para 2020, en Michoacán 154 943 personas hablaban una lengua indígena, el 3.4 % de la población, entre los cuales 8 878 personas, el 5.7 % de los hablantes de lenguas indígenas, no hablaban español. Entre estas lenguas el purépecha es la que tiene mayor número de hablantes, con 128 620 hablantes en total, asentados principalmente en la meseta Purépecha, la zona lacustre, la ciénega de Zacapu y la Cañada de los Once Pueblos (Chichota). Le sigue el náhuatl, con 12 022 hablantes en la Sierra-Costa, particularmente en el municipio de Aquila y con débil presencia en los municipios de Coalcomán, Chinicuila y Coahuayana. El mazahua es la tercera lengua con mayor número de hablantes en el estado, con 4525, entre los municipios de Zitácuaro y Susupuato. El cuarto idioma con mayor presencia es el mixteco, con 4304 hablantes en los municipios de Buenavista y Lázaro Cárdenas, aunque tiene presencia en todo el estado debido a la migración del pueblo mixteco a territorio michoacano —es, pues, una lengua alóctona del estado—. Por último, la lengua otomí tiene también presencia en Michoacán, con 1493 hablantes, específicamente en el municipio de Zitácuaro.

### Religión
De acuerdo a los resultados que presentó el Censo de Población y Vivienda 2020 del INEGI, la principal religión en el estado era la Iglesia católica con el 88.9 % de la población como creyente; los protestantes y evangélicos representaron el 5.2 % de la población; el 1.7 % de la población se declaraba sin adscripción religiosa, pero creyente; el 3.9 % se declaraba sin religión; mientras que el 0.1 % restante pertenecía a los grupos religiosos judaico, islámico, raíces étnicas, raíces afro, espiritualista y otras.

## Servicios públicos

### Educación
En 2020, el grado promedio de escolaridad de la población de 15 años y más en Michoacán era de 8.6, lo que significa un poco menos de la secundaria concluida. Los municipios con mayor grado promedio de escolaridad fueron Morelia con 11, Tarímbaro con 9.7 y Lázaro Cárdenas con 9.6; los municipios con menor grado promedio de escolaridad fueron Susupuato con 5.7, Tlazazalca 5.7 y Tumbiscatío con 5.8.
La tasa de analfabetismo en población con 15 años y más fue de 7 por ciento, con una población analfabeta de 242 339 personas. Para 2020 el porcentaje de población de 3 a 5 años que asiste a la escuela fue de 64.1 %, el porcentaje de 6 a 14 años fue de 91.9 % y el porcentaje de 15 a 24 años es de 38.8 %.

#### Instituciones de educación superior

##### Públicas

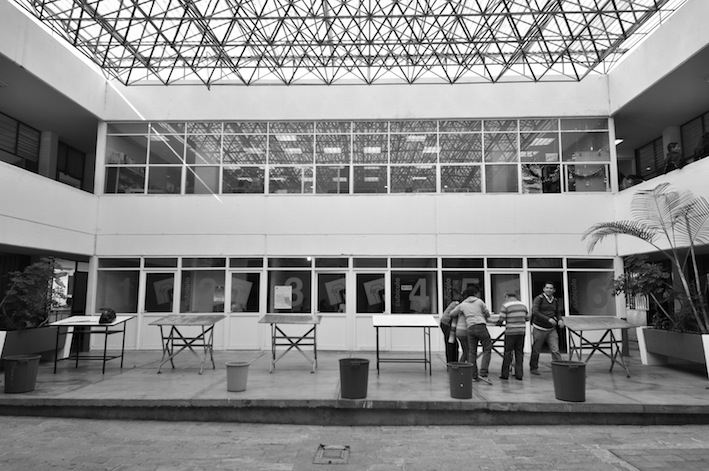
Interior de Edificio P en la Ciudad Universitaria de la UMSNH.

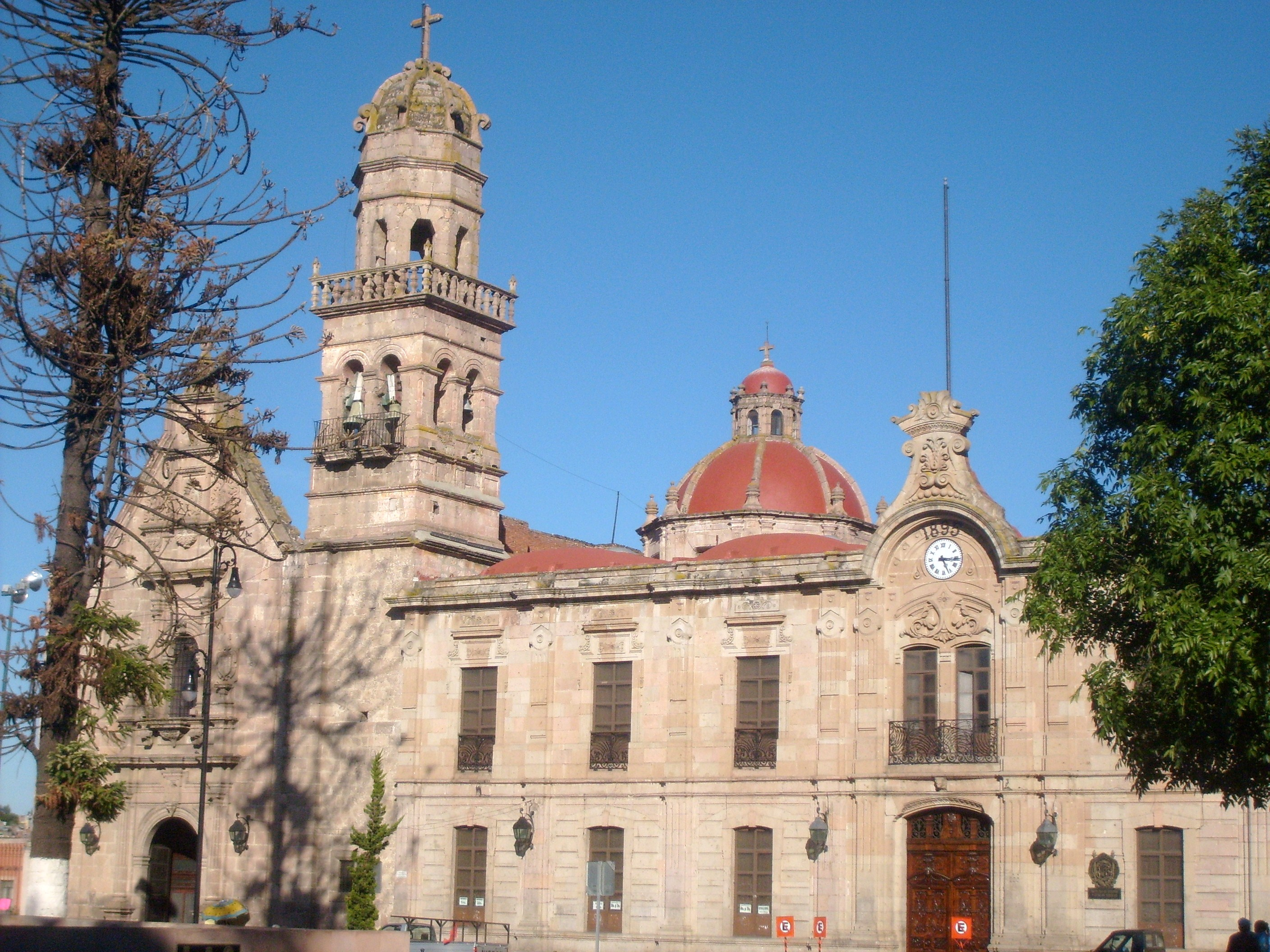
Facultad de Derecho y Ciencias Sociales de la UMSNH.

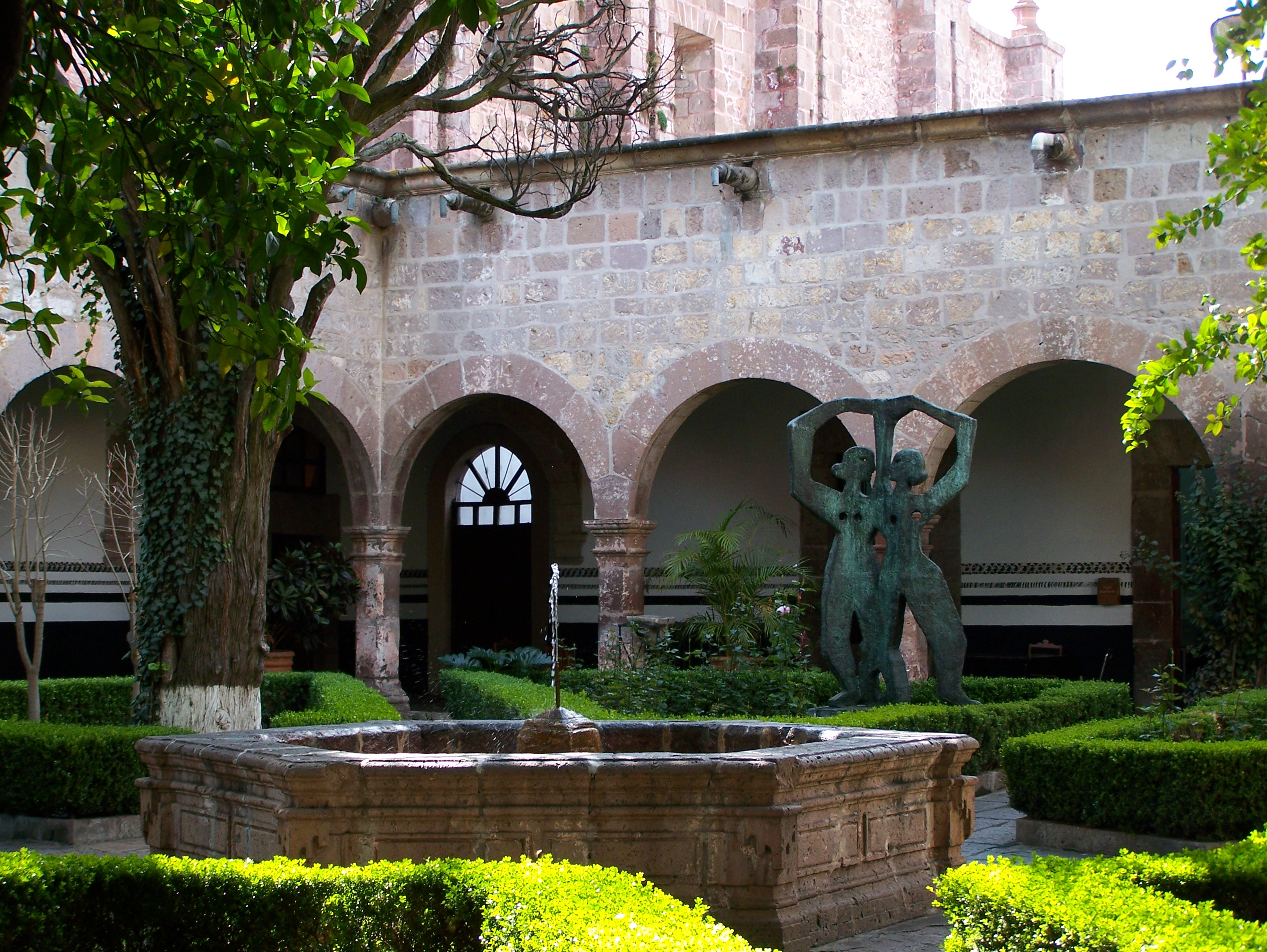
Interior del Conservatorio de las Rosas

La Universidad Michoacana de San Nicolás de Hidalgo es la máxima casa de estudios del Estado de Michoacán, cuyos antecedentes históricos se remontan al antiguo colegio de San Nicolás Obispo, fundado en el año 1540, en Pátzcuaro. Su sede se encuentra hoy en la ciudad de Morelia, aunque  cuenta con campus en otras ciudades michoacanas como Ciudad Hidalgo, Lázaro Cárdenas, Uruapan y Zamora, además de varias unidades profesionales repartidas por el estado. Ofrece múltiples carreras en diferentes modalidades.
La Escuela Nacional de Estudios Superiores, Unidad Morelia forma parte de los campus extensión de la Universidad Nacional Autónoma de México. Comenzó como un departamento del Instituto de Ecología de la UNAM. Actualmente hay tres centros de investigación: CIECO (Centro de investigaciones en Ecosistemas), CIGA (Centro de Investigaciones en Geografía Ambiental) y CRYA (Centro de Radioastronomía y Astrofísica), así como dos unidades: Geofísica y Matemáticas. En esta ENES se imparten las siguientes carreras: Ciencias Ambientales, Geociencias, Literatura Intercultural, Geohistoria, Historia del Arte, Arte y diseño, Tecnologías de la información para la ciencia, Estudios Sociales y Gestión Local, Ecología, Administración de Archivos y Gestión Documental, Ciencia de Materiales Sustentables y Música y Tecnología Artística.
Michoacán también cuenta con el Tecnológico Nacional de México, que comprende los institutos tecnológicos de Jiquilpan, La Piedad, Lázaro Cárdenas, Morelia, Valle de Morelia y Zitácuaro. Así como los institutos tecnológicos superiores de Apatzingán, Ciudad Hidalgo, Huetamo, Los Reyes, Pátzcuaro, Purépecha, Puruándiro, Tacámbaro, Uruapan y Zamora.

Otras instituciones de carácter público son las universidades politécnicas de Lázaro Cárdenas y Uruapan; las universidades tecnológicas de Morelia y del Oriente de Michoacán; así como la Universidad de la Ciénega del Estado de Michoacán de Ocampo y el Instituto Michoacano de las Ciencias de la Educación. Además, cuenta con ocho normales públicas distribuidas por todo el estado, y doce sedes de la Universidad para el Bienestar Benito Juárez García, en Aporo, Buenavista, Chilchota, Cojumatlán de Régules, Pajacuarán, Nurio (Paracho), Pátzcuaro, Senguio, Tacámbaro, San Francisco de los Reyes (Tlalpujahua), Villamar y Zacapu. 

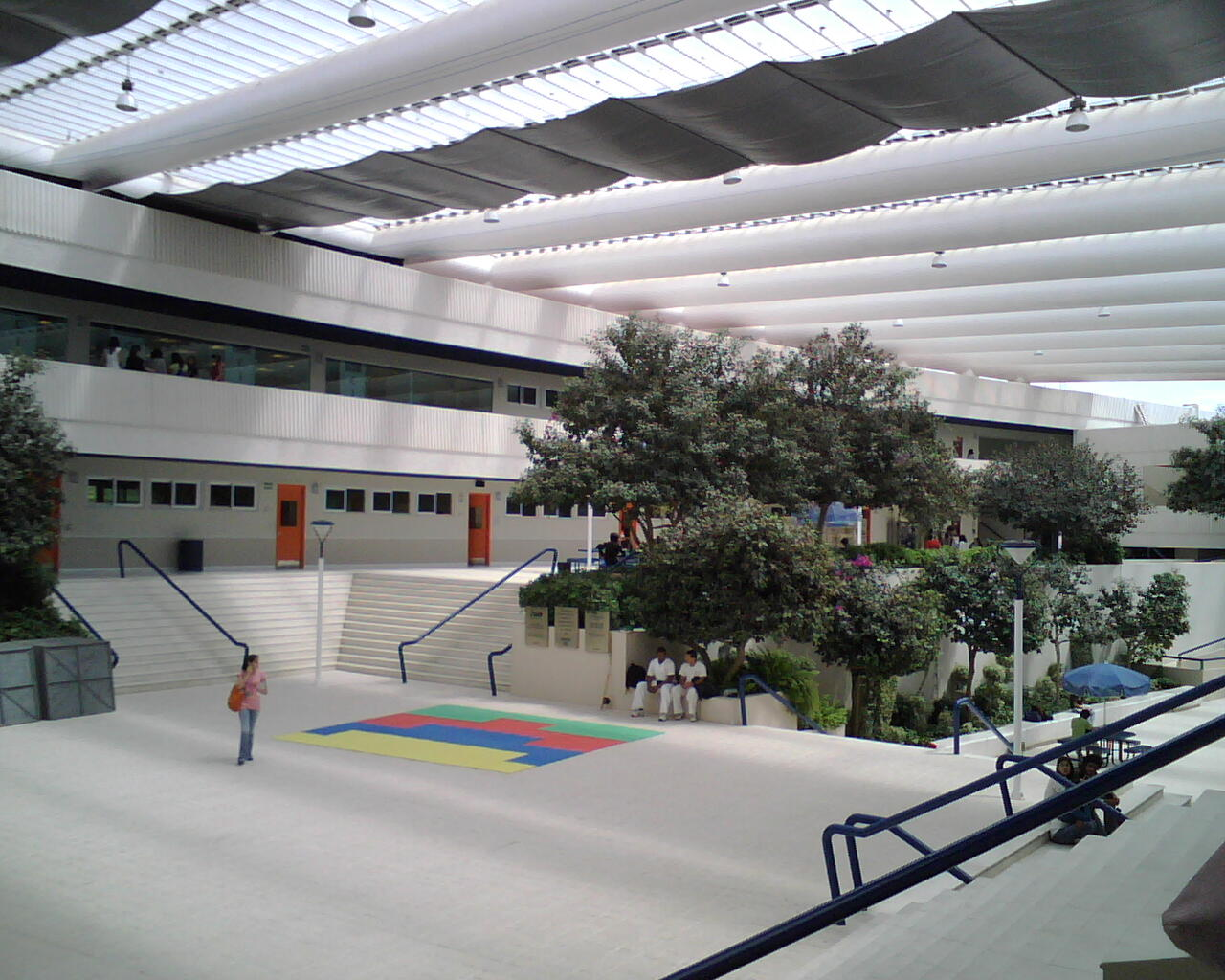
Tec de Monterrey, campus Morelia

##### Privadas
- Instituto ICEP
- Instituto Valladolid Universidad Marista Valladolid
- Instituto Tecnológico de Estudios Superiores de Monterrey, Campus Morelia
- Universidad de Morelia (UDEM)
- Universidad La Salle
- Universidad Vasco de Quiroga
- Universidad Latina de América
- Universidad La Salle Morelia
- Universidad Michoacana del Oriente Zitácuaro
- Universidad Marista Valladolid
- Universidad Católica del Valle de Atemajac Campus La Piedad
- Universidad de León Campus La Piedad
- Universidad Interamericana para el Desarrollo Sedes: Morelia, Uruapan, Sahuayo y Cotija.
- Universidad Internacional Jefferson
- Universidad Tecnológica de la Construcción
- Instituto de Ciencias y Estudios Superiores de Michoacán
- Universidad CEPES

##### Instituciones de educación cultural y artística
- El Colegio de Michoacán: institución de educación superior enfocada en la investigación y docencia de las ciencias sociales y humanidades. Fue fundado por el historiador Luis González y González, el 15 de enero de 1979.[146]
- Conservatorio de las Rosas. Conservatorio de música, cuyos antecedentes se remontan al colegio de niñas de Santa Rosa de Santa María, fundado en 1743 en la ciudad de Valladolid (hoy Morelia).[147]

## Cultura

### Generalidades

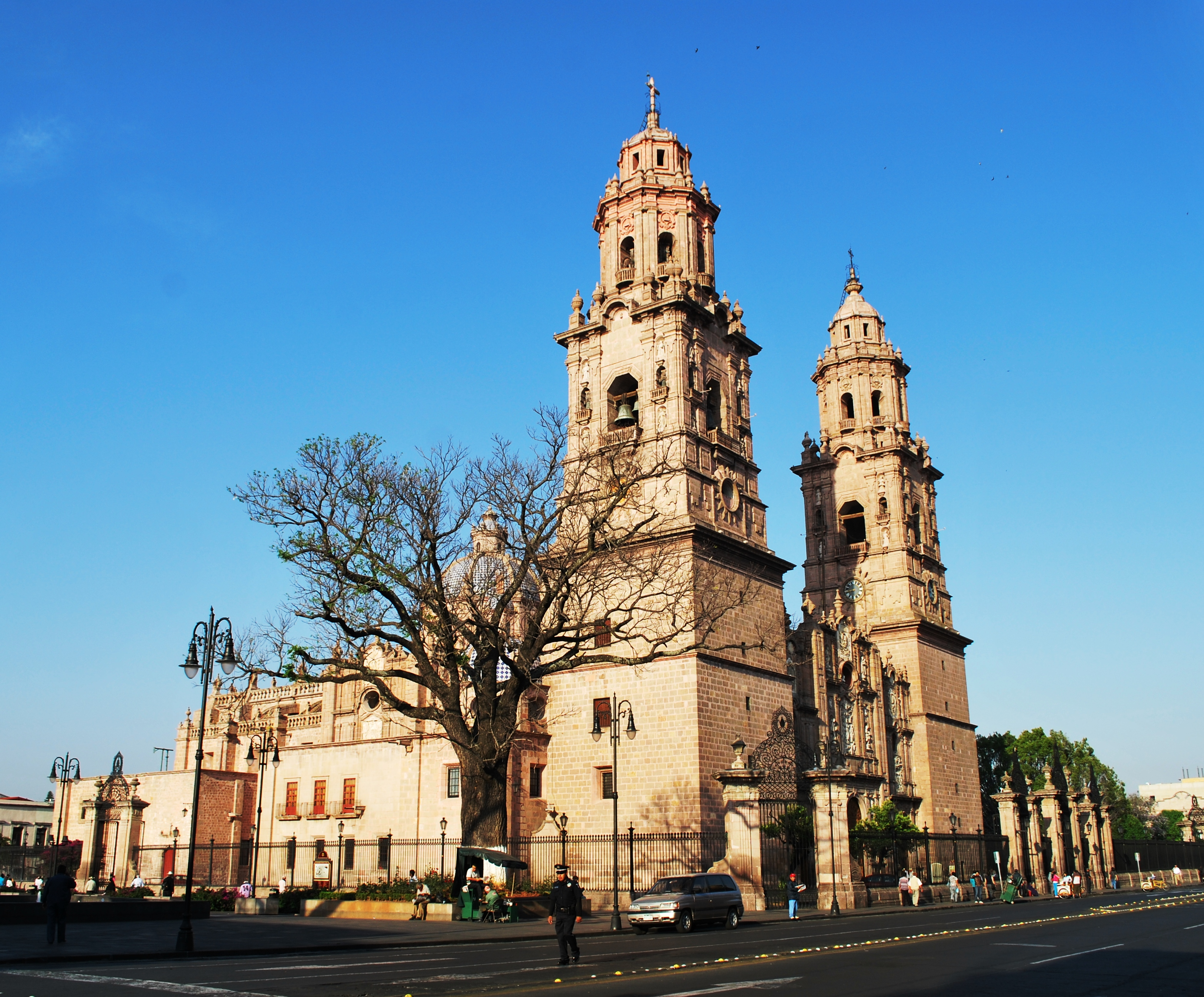
Catedral Metropolitana de Morelia.

Michoacán es una de las entidades con mayor diversidad cultural en el país. La cultura del estado está expresada en el legado prehispánico de sus primeros habitantes y en el legado español durante la época colonial del Virreinato de Nueva España, que a nuestros días es una fusión con perspectiva contemporánea.

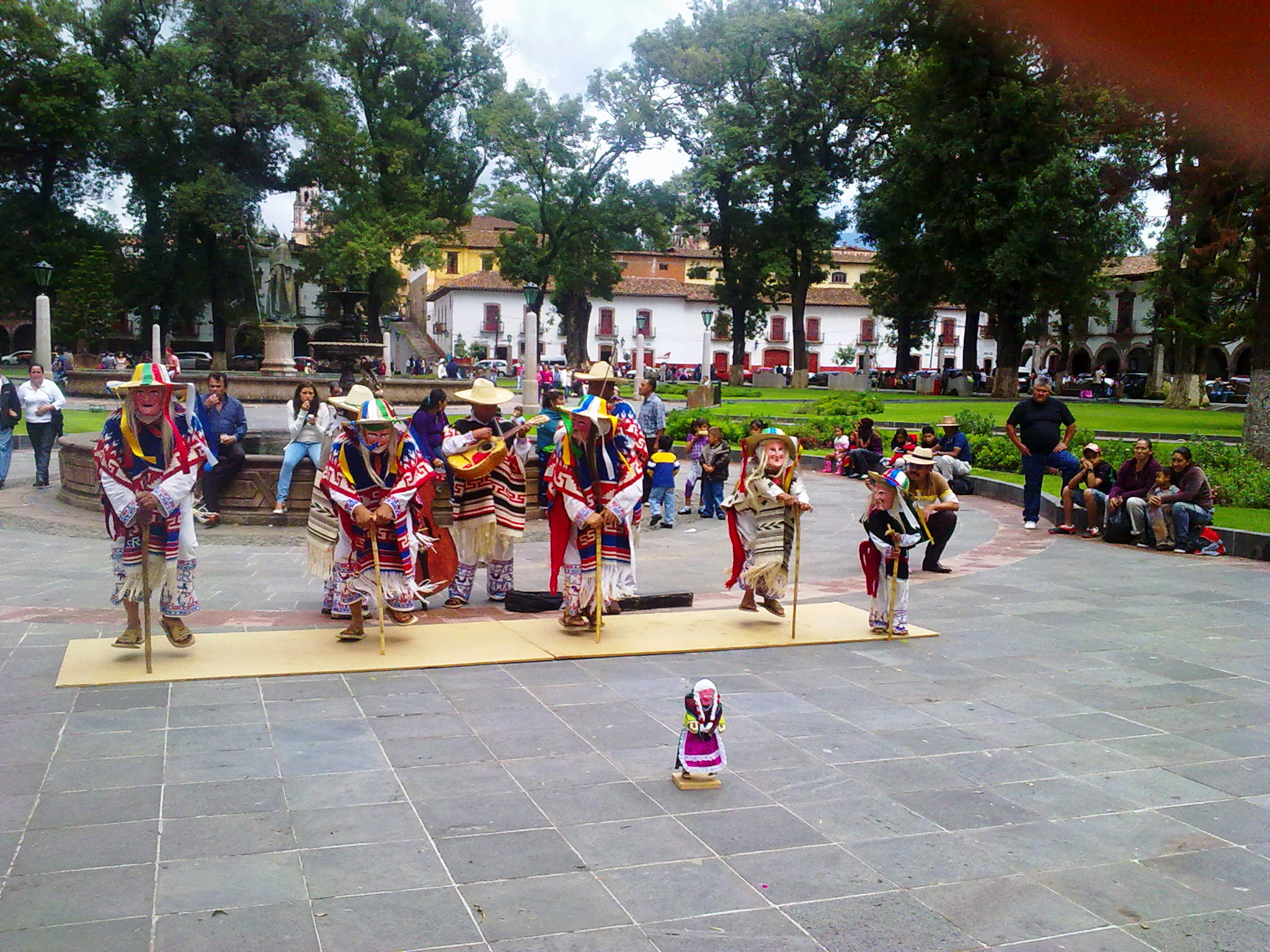
Danza de los Viejitos en Pátzcuaro.

Michoacán conserva un importante patrimonio cultural tangible e intangible como lo es su historia al ser el estado cuna de personajes que impulsaron importantes movimientos sociales e ideológicos en el país, como José María Morelos y Pavón (Morelia) y Josefa Ortiz de Domínguez (Morelia) en la Independencia de México; Melchor Ocampo (Maravatío) con las Leyes de Reforma; el general Lázaro Cárdenas del Río (Jiquilpan) siendo Presidente de la República con la reforma agraria y del petróleo, Alfonso García Robles (Zamora de Hidalgo) Premio Nobel de la Paz, destacado en la ONU por su trabajo para promover el desarme general, así como Jesús Romero Flores, nativo de la ciudad de La Piedad, quien fuese partícipe de la legalización de diversos artículos en la Constitución Política de los Estados Unidos Mexicanos.

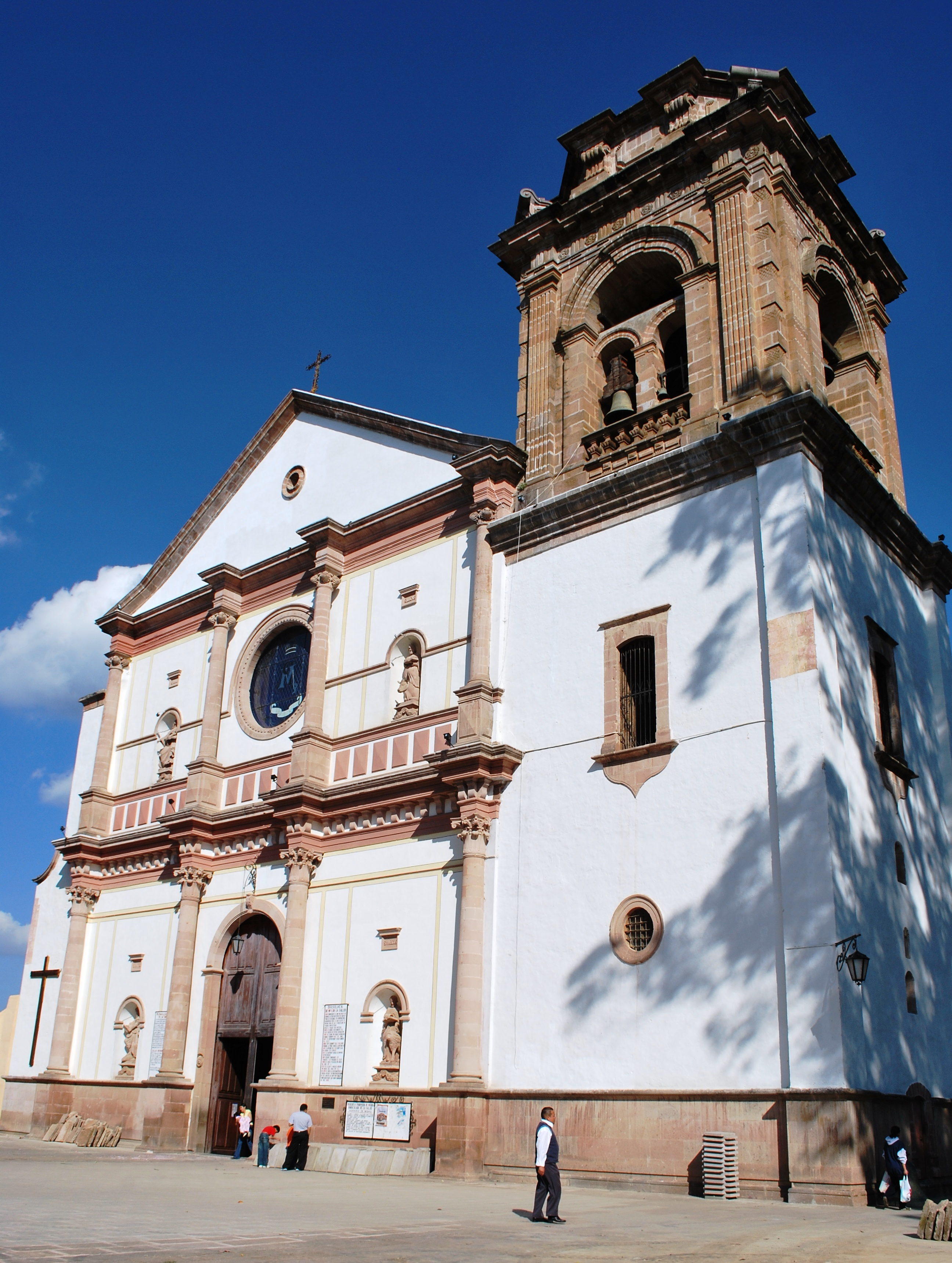
Basílica de Nuestra Señora de la Salud de Pátzcuaro.

En el patrimonio arquitectónico, Michoacán destaca con la capital Morelia por un centro histórico declarado Patrimonio Cultural de la Humanidad por la UNESCO en 1991, así como muchas otras poblaciones en toda la geografía del estado con importante herencia histórica del siglo XVI hasta principios del XX, entre ellas los declarados Pueblos mágicos de Pátzcuaro, Cuitzeo, y Tlalpujahua, entre otros. 
En la cultura folclórica y tradicional Michoacán se distingue por su música, gastronomía, artesanías y su herencia indígena principalmente de la región purépecha del Lago de Pátzcuaro, así como sus celebraciones ancestrales como el Día de muertos, declarado también por la UNESCO Patrimonio de la Humanidad. Entre los artistas contemporáneos de Michoacán se encuentran el célebre compositor Miguel Bernal Jiménez (Morelia), impulsor del Conservatorio de Las Rosas y del coro «Los Niños Cantores de Morelia», mientras que en las artes plásticas son reconocidos el Maestro Alfredo Zalce (Pátzcuaro) y el escultor de arte moderno Javier Marín (Uruapan). Actualmente, Michoacán ha posicionado sus festivales culturales como el Festival Internacional de Música de Morelia, el Festival Internacional de Órgano de Morelia y el Festival Internacional de Cine de Morelia, entre otros.

### Arquitectura

#### Arquitectura civil
En la arquitectura civil sobresalen casonas y palacetes de valor arquitectónico, artístico e histórico que se encuentran en los centros de diversas poblaciones del estado, como el centro histórico de Morelia, donde se hallan principalmente testimonios del estilo plateresco del siglo XVI o del estilo barroco de los siglos XVII y XVIII, o en el centro histórico de Zamora de Hidalgo, con su arquitectura ecléctica y destacados testimonios de la arquitectura neogótica que datan del siglo XIX. También se encuentran los centros históricos de diversas poblaciones con arquitectura típica tradicional como Pátzcuaro, o Tlalpujahua, entre otros.

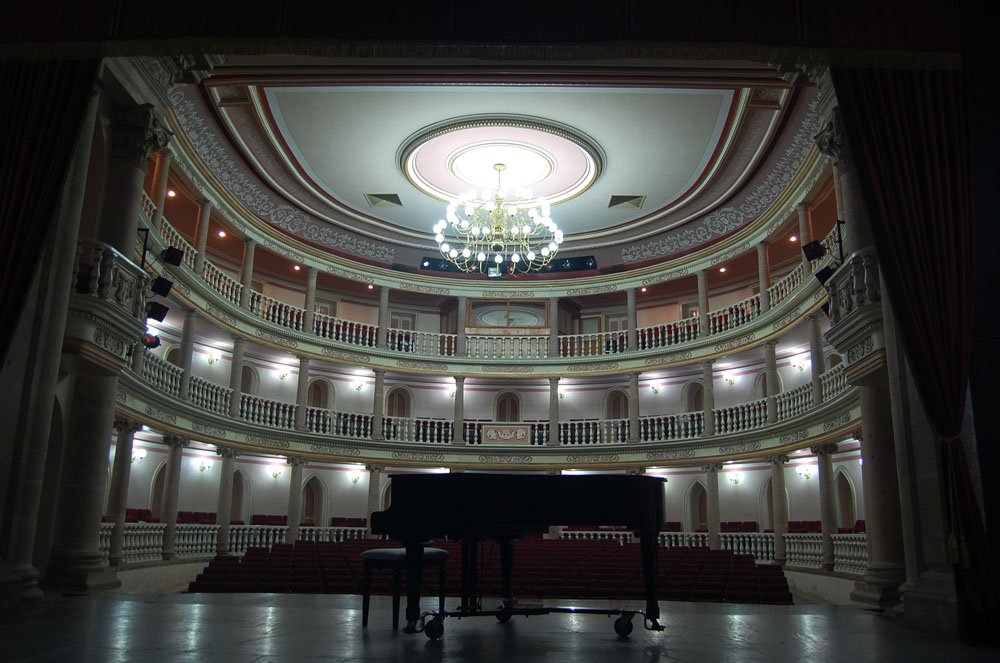
Teatro Morelos en Maravatío de Ocampo.

Algunos destacados inmuebles de la arquitectura civil en estilo barroco son el Acueducto de Morelia con 253 arcos, y el Palacio de Gobierno de Michoacán, así como en estilo ecléctico como el Palacio Federal de Morelia de influencia afrancesada y el Palacio Federal de Zamora. Asimismo, en Michoacán se encuentran históricos teatros líricos, entre los que destacan el Teatro Obrero de Zamora y el Teatro Morelos de Maravatío, ambos de estilo neoclásico.
En las zonas rurales del estado se conservan algunas de las antiguas haciendas de Michoacán que datan del Virreinato de Nueva España y otras del Porfiriato, hallándose algunas en ruinas y otras conservadas con fin público, turístico o particular. Entre las haciendas que se hallan en pie destacan la exhacienda de Coapa en Tiripetío, que llegó a tener una estación de ferrocarril propia, así como las exhaciendas del municipio de Vista Hermosa, o la exhacienda de Guaracha en el municipio de Villamar. Algunas otras importantes haciendas actualmente en estado de ruinas son la exhacienda de Villachuato en el municipio de Puruándiro y las exhaciendas de la Tercera Condesa de Miravalle en el municipio de Tuxpan, etc.

Por otra parte, en Michoacán se encuentran importantes monumentos conmemorativos como el Monumento a José María Morelos en Janitzio, de estilo art decó, la cual ostenta históricos murales en su interior.

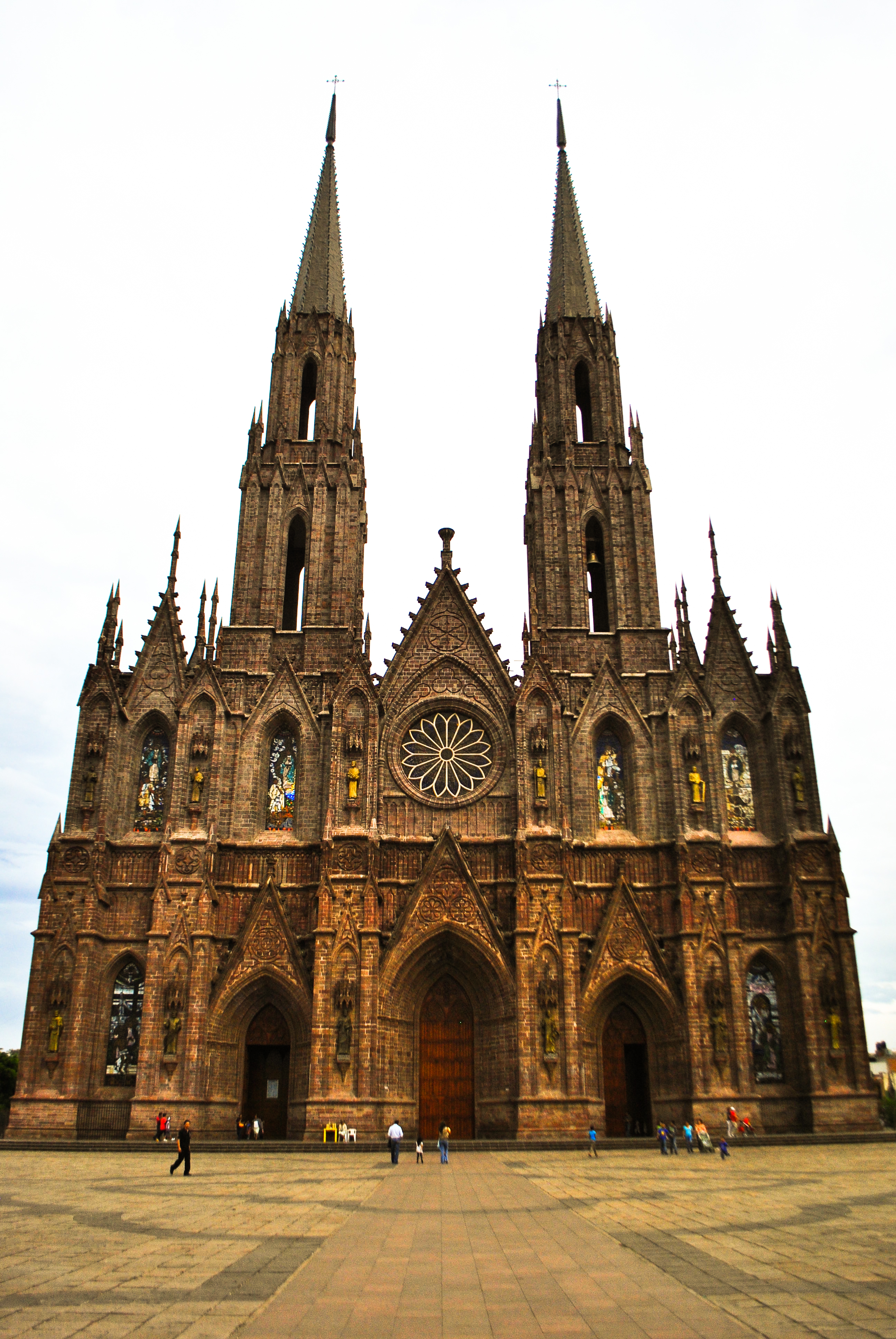
Santuario Guadalupano, concatedral de Zamora de Hidalgo

#### Arquitectura religiosa
La arquitectura religiosa en Michoacán es vasta, encontrándose importantes testimonios en diversos estilos en cada una de las poblaciones de la entidad, siendo algunos de ellos de características monumentales. Destacan la catedral de Morelia la cual es considerada la iglesia con las torres de estilo barroco más altas de América. En el estilo neogótico sobresale el Santuario Guadalupano de Zamora de Hidalgo, el cual es la iglesia con las torres más altas de México y uno de los 5 templos más grandes de América. En el estilo neoclásico destaca el Santuario del Señor de La Piedad en La Piedad. En el estilo moderno destaca la parroquia del Perpetuo Socorro, en Ciudad Hidalgo, siendo reconocida internacionalmente por su diseño innovador y único.
Asimismo en la entidad se conservan templos de gran valor histórico y simbólico como lo es la Basílica de Nuestra Señora de la Salud en Pátzcuaro construida por el humanista Vasco de Quiroga primer Obispo de Michoacán, quien ideaba una original y monumental iglesia de 5 naves, logrando solo a edificar la nave del templo actual. Otros templos de pequeñas dimensiones pero de gran riqueza artística por su decorado folclórico y tradicional son los localizados en comunidades purépechas como la capilla del Señor Santiago en Tupátaro que conserva un antiguo artesonado pintado, elaborado en el siglo XVI.
Otros testimonios de la arquitectura religiosa son las Misiones conventuales de Michoacán levantadas en el siglo XVI por las diversas regiones de la geografía michoacana, por los frailes franciscanos y agustinos como parte del proceso de evangelización. Entre los ex conventos agustinos destacan el monumental ex Convento de Santa María Magdalena de Cuitzeo y el ex Convento de San Miguel Arcángel (Charo Michoacán) acentuado por ser un sitio donde floreció la actividad literaria entre los frailes. Entre los ex conventos franciscanos sobresalen el ex Convento de Santa Ana de Tzintzuntzan y el ex Convento de Tarecuato fundado por Fray Jacobo Daciano. Además de otros conventos surgidos en el siglo XVII y siglo XVIII por otras órdenes religiosas asentadas principalmente en Morelia.
Asimismo, quedan en pie varias de las capillas marianas edificadas en los poblados purépechas, sede de codradías comunitarias que tenían a su cargo el hospital de los naturales anexo. En algunos casos, también quedan restos de los hospitales mismos. La vieja arquitectura religiosa de los poblados purépechas es un vestigio de las repúblicas de los naturales, cuyos gobiernos funcionarios a lo largo de la colonia novohispana. En Michoacán también se encuentran vestigios de patrimonio religioso perdido como las Ruinas del Santuario del Señor de los Milagros (Michoacán) el cual es un templo sepultado por el volcán Paricutín, así como otros recintos que fueron demolidos en el siglo XX como el antiguo Seminario de Zamora y el templo de la Tercera Orden de Morelia.

#### Yacimientos arqueológicos

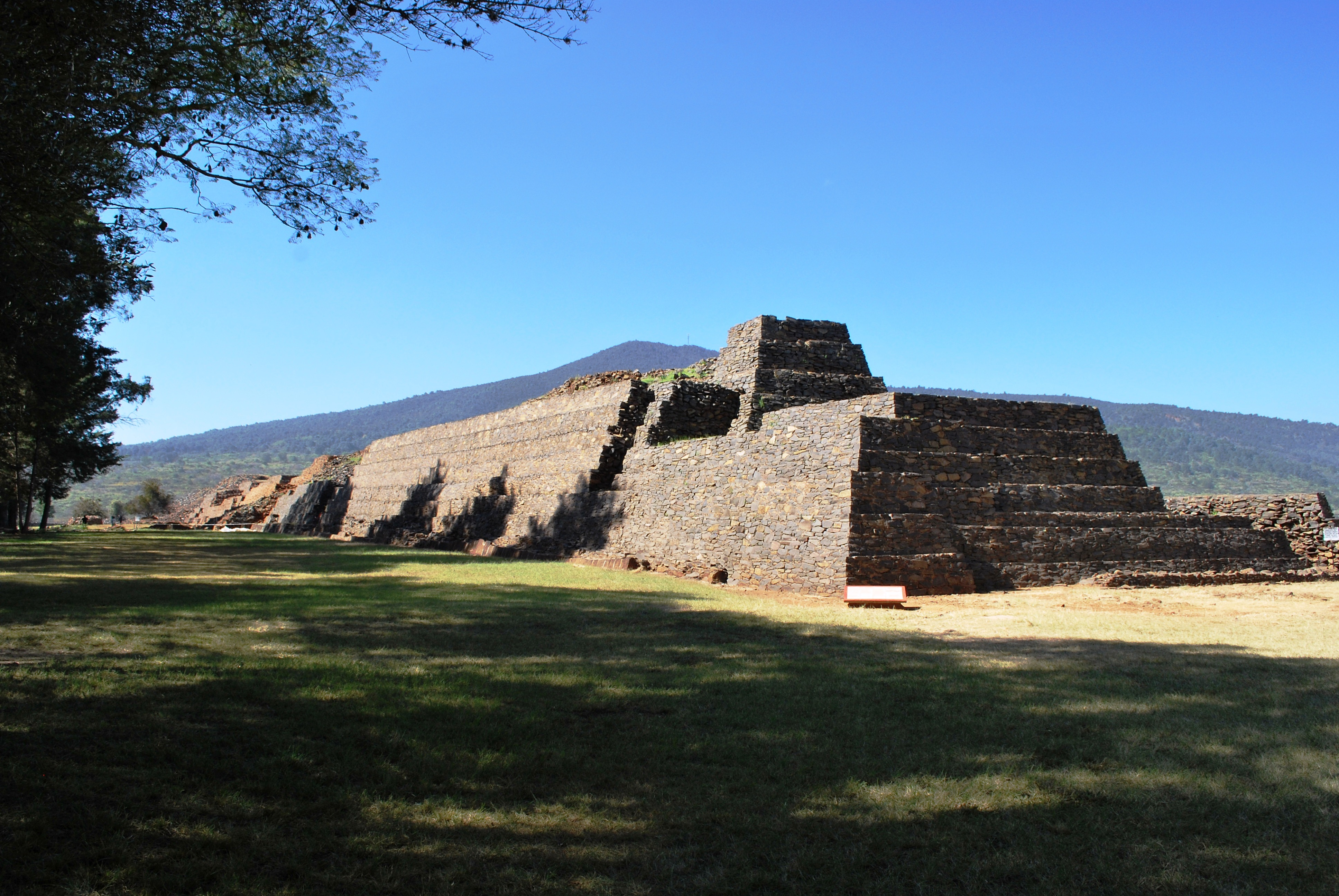
Yácatas de Tzintzuntzan

Los Yacimientos arqueológicos de Michoacán son principalmente antiguos asentamientos del pueblo purépecha, ya que fue una cultura originaría en la entidad y que tuvo su sede política, administrativa y religiosa en la región de la Meseta purépecha, Destacan las zonas arqueológicas de Tzintzuntzan e Ihuatzio en la región del Lago de Pátzcuaro; Huandacareo y Tres Cerritos en la región del Lago de Cuitzeo; así como San Felipe los Alzati en la región de Zitácuaro entre otras.

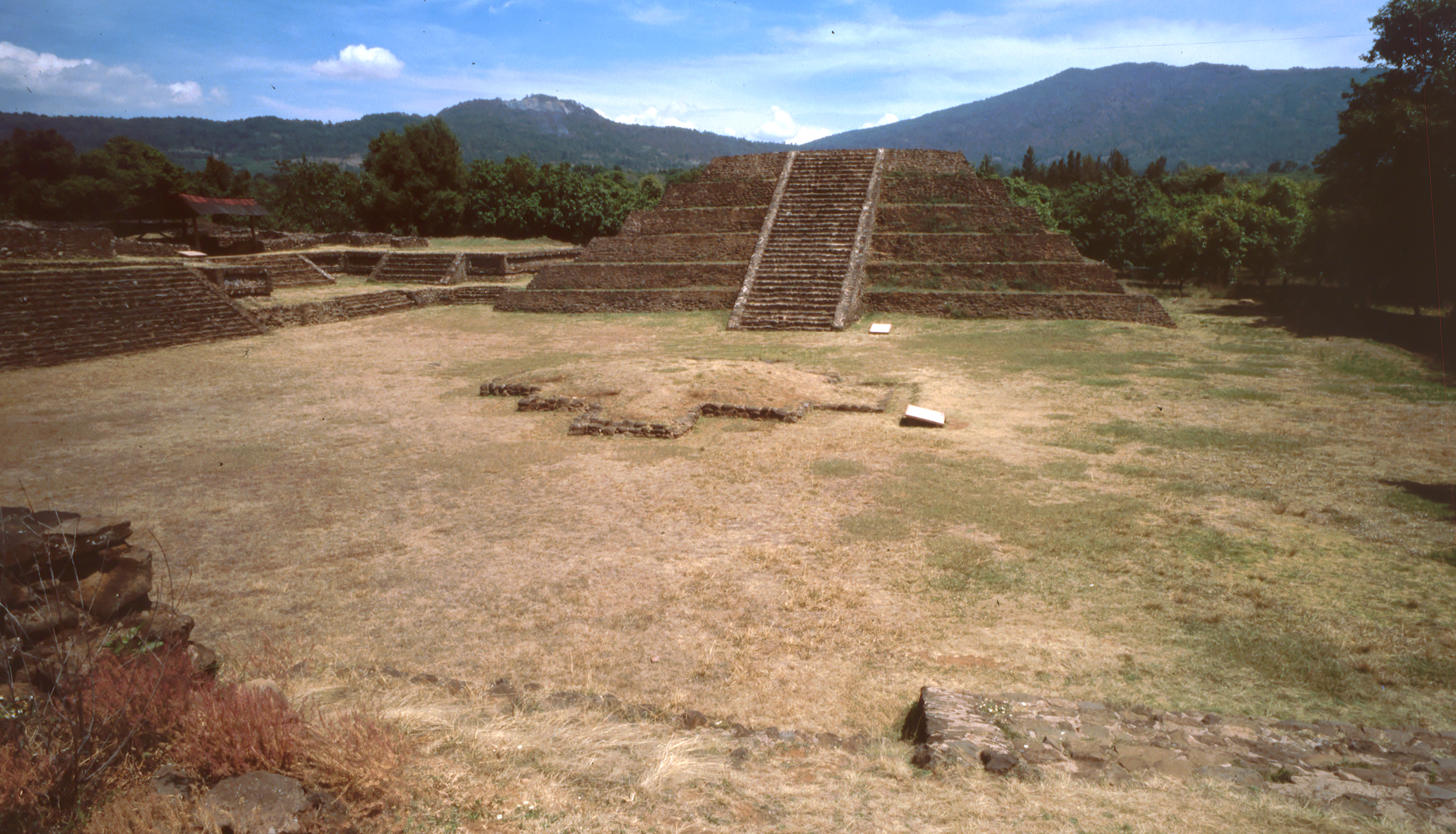
Pirámides de Tingambato

Además de distintos sitios pertenecientes a otras culturas prehispánicas como la zona arqueológica de Tingambato, o la zona arqueológica El Opeño en el municipio de Jacona de Plancarte donde se hallan importantes vestigios funerarios considerados hasta ahora como las tumbas más antiguas de Mesoamérica. En la actualidad se siguen descubriendo más yacimientos arqueológicos como por ejemplo en la ciudad de La Piedad, propiamente en la zona de Zaragoza, que se han manifestado con explorar diversas pirámides encontradas en la región.
En Zitácuaro se encuentra la zona arqueológica San Felipe Los Alzati, de acuerdo con los arqueólogos que han explorado el sitio, data del periodo Posclásico, considerado por este hecho, que ahí se sitúo la frontera entre los Mexicas y los Tarascos. Sin embargo, en los recientes trabajos efectuados en la zona, los materiales cerámicos obtenidos cuentan con características similares a los de otras áreas culturales con mayor antigüedad, por lo que podría ser un sitio desde donde se tuviera el control de paso para grupos de mercaderes y garantizar el comercio de productos del centro de México hacia Occidente y viceversa. Ubicación cronológica principal: Posclásico, 1200 a 1500 d. C. El sitio arqueológico San Felipe los Alzati se encuentra en la ladera sur del cerro Zirahuato también conocido como cerro Coatepec, este lugar fue de gran importancia Mexica, ya que estratégicamente desde aquí era posible controlar sus diferentes accesos y al mismo tiempo montar una estricta vigilancia en el Valle de Quencio (Municipio de Zitácuaro).
Está conformado por cinco grupos arquitectónicos: Grupo Principal o de la Pirámide Mayor; Grupo Sur; Grupo Noroeste; Seudo Grupo del Norte y Zona Habitacional.

### Ciencias
Entre los científicos michoacanos decimonónicos se encuentran el doctor Manuel Martínez Solórzano, el polímata Nicolás León y los historiadores Eduardo Ruiz, Juan de la Torre, Julián Bonavit, Manuel Barbosa, Mariano de Jesús Torres —también escritor y poeta—, Miguel Martínez y Ramón Sánchez.

### Literatura
De los novelistas michoacanos resaltan Carmen Báez, Gilberto Chávez, Luis G. Franco, José Rubén Romero y José Ceballos. También brillan los viejos poetas como Austacio Zepeda, Arturo Maillefert, Atenógenes Segale, Esther Tapia de Castellanos, Gabino Ortiz, Ignacio Aguilar y Marocho y  Tirso Rafael Córdoba; y nuevos poetas como Homero Aridjis, Manuel Ponce, Raúl Arreola Cortés y Porfirio Martínez Peñaloza.

### Artes plásticas

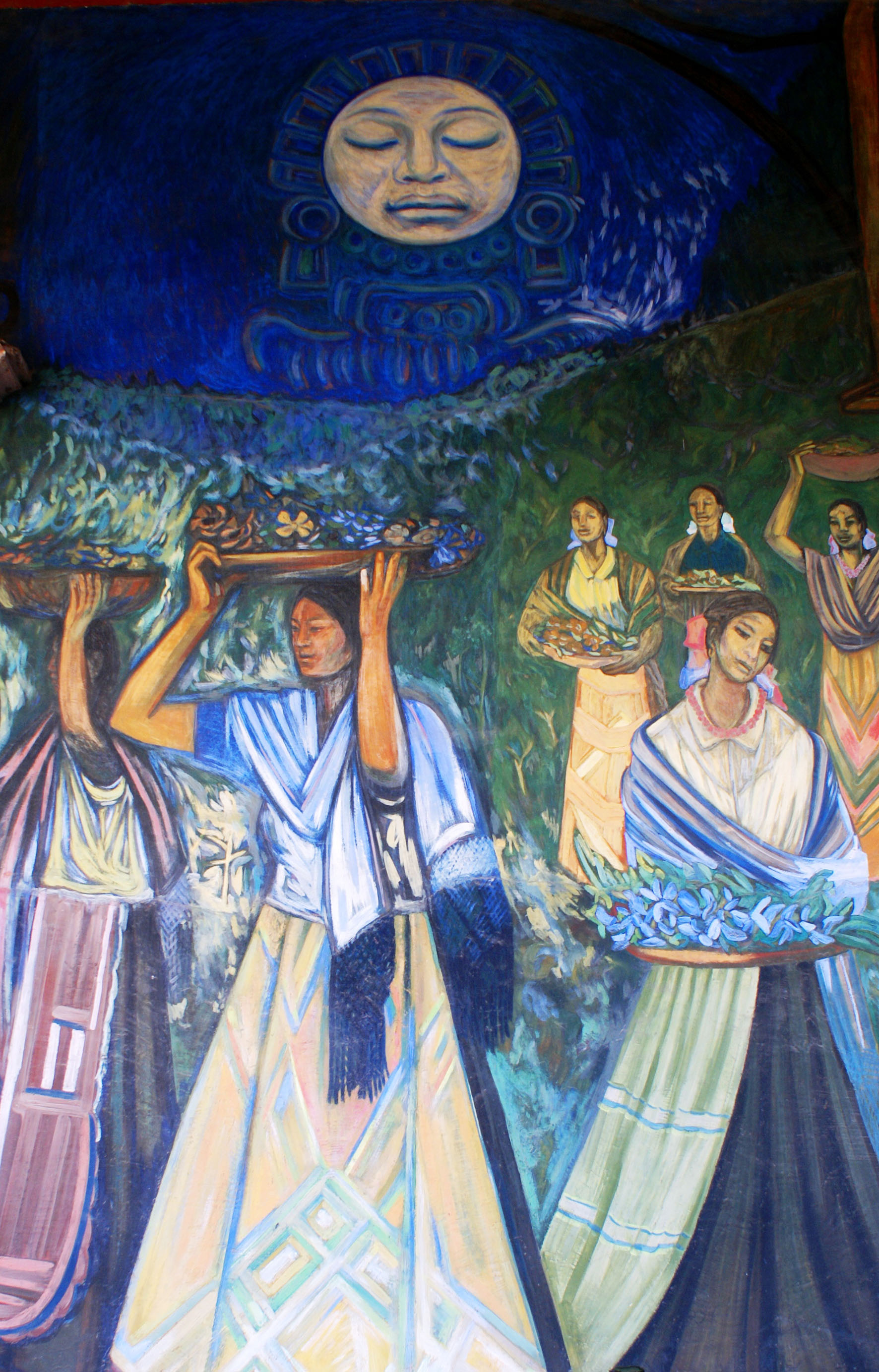
Fragmento de Gente y paisaje de Michoacán (1962) de Alfredo Zalce.

En el siglo XIX destacaron las obras de los michoacanos Manuel Ocaranza y Félix Parra. Durante el siglo XX varios artistas plásticos michoacanos se han hecho de renombre; entre ellos destacan Antonio Sevín, Ángel Zamarripa, Alfredo Zalce, Luis Sahuagún, Feliciano Béjar y Rogelio Naranjo.
La cerámica de Capula, Huáncito, Ocumicho, Patamban y Tzintzuntzan también es reconocida, siendo mismamente la cerámica «la más abundante producción del estado».

### Música
Durante el siglo XIX fueron reconocidos los compositores michoacanos Ramón Martínez Avilés, Francisco de Paula Lemus y Cenobio Paniagua. Del anterior siglo, el mayor exponente de la música clásica en territorio michoacano fue Miguel Bernal Jiménez, aunque se hallan otros compositores importantes como Marco Jiménez, Miguel Lerdo de Tejada y Ramón Martínez Carrasco.   
Del valle de Apatzingán es originaria la música planeca, confomada de sones, jarabes y valonas. La valona es una forma musical y lírica compuesta en décimas, oriunda la misma región, de carácter picaresco a través del uso del doble sentido.
En Michoacán existen dos tipos de sones originarios del estado: los caletanos (de Tierra Celiente) y los sones de arpa grande. El son caletano suele componerse de uno o dos violines, una guitarra y una tamborita, y viene acompañado por coplas cantadas llamadas «gustos». El son de arpa grande, por otro lado, proviene del valle de Apatzingán y de la Sierra Costa michoacana y está compuesto de una arpa diatónica («arpa grande»), una guitarra de golpe, dos violines y una vihuela mexicana.

### Artes populares

#### Artesanía
- Guitarras de Paracho.

- Orfebrería de metales preciosos:

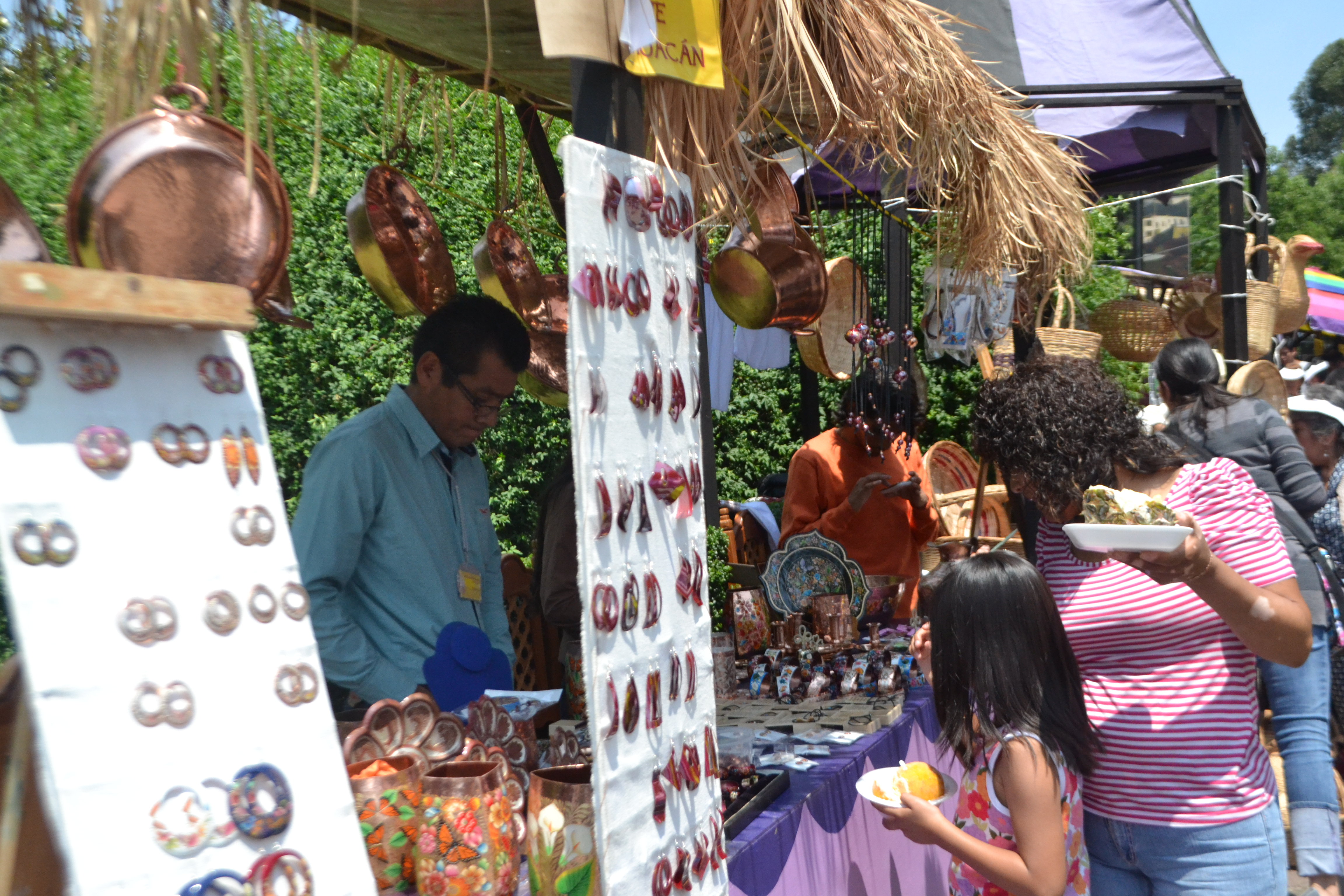
Venta de artesanías en el Carnaval de las tradiciones

- El Cobre: El linaje del trabajo en cobre michoacano nace en Santa Clara del Cobre; se realizan objetos como cazos, platones, jarras, etc.

- Alfarería y Cerámica: Se modela a mano, se usan moldes, y se emplean el bruñido prehispánico.
- El vidriado. Artesanías en alfarería se producen en poblaciones como Capula.

- Maderas y Lacas: El maque y la pasta de caña ha sido utilizado por los artesanos para crear imágenes religiosas y hoy en día, gracias al desarrollo de sus técnicas a la manufactura de lacas laminadas y decoradas en oro. Maderas suaves, de donde surgen máscaras, viejitos, alhajeros, etc. o el producto torneado que da vida a la juguetería popular: trompos, baleros, yoyos, carritos, etc., columnas y retablos, creación del labrado y talla profunda de la madera, como en Muebles con técnica de rayado y sacado el tallado, muebles coloniales en Ocampo. De madera también se producen instrumentos musicales, siendo famosas las guitarras, violines, y otros instrumentos de cuerdas. Tallas de madera se elaboran en Tzintzuntzan, Pátzcuaro, Cuanajo y Quiroga. Lacas se elaboran en Pátzcuaro y Uruapan. La técnica de Pasta de caña se elabora en Pátzcuaro.

- Tule y Paja: se manufacturan petates, canastos, cestas y sombreros; hacen figuras religiosas, juguetes y muchos utensilios de cocina.

- Cuero: se fabrican Equípales y sillas de montar en cuero realzado con dibujos de motivos campestres y charros, los huaraches y sombreros son solo algunos ejemplos.

- Textiles:
  - Hilados y Tejidos: Los diseños vistosos, con motivos naturales, y la textura de las propias telas. Sarapes, fajas, servilletas, manteles, huanengos, camisas, lienzos para enaguas.
  - Bozos y colchas, se fabrican a la usanza antigua en telares de cintura, de pedal y otros modernos empleando primordialmente materiales naturales.
  - Rebozos y chalinas finas se elaboran en la Piedad de Cabadas.

- Zapatos, alfarería y finos Gabanes hechos a mano de Huaniqueo de Morales.

- Juguetería: Este arte ingenio tiene innumerables manifestaciones, las guitarras de tejamanil judas y toritos de cartón, papel picado con diversas formas.

- Cantería.

#### Vestimenta tradicional
Trajes tradicionales en la región purépecha:
- Traje de mujer: El traje de la mujer consiste en una falda «sabalina», la cual sujetan con un ceñidor y dejan sobresalir de tela para formar el famoso «rollo» de las tarascas. El traje consiste en una falda negra, de pañete, con enaguas blancas de manta. Portan dos ceñidores; el primero sostiene la falda, el otro sirve de adorno. La camisa se usa plegada sobre el pecho y la espalda, con una jareta a lo largo del escote; va bordada sobre los hombros y alrededor del escote, con figuras de flores, perros y otros animales. Los delantales son de cretona, formando cuadros de colores. El peinado consiste en dos trenzas y llevan aretes de diversas formas.
- Traje de hombre: Su traje consiste en una faja tejida a mano, sobre un traje de manta, y un sombrero de petate o de tubo de trigo.

### Infraestructura cultural

#### Teatros
- Teatro José María Morelos y Pavón (Morelia)
- Teatro Ocampo de Morelia (Morelia)
- Teatro Mariano Matamoros (Morelia)
- Teatro Obrero de Zamora (Zamora de Hidalgo)
- Teatro Hidalgo de Zinapécuaro (Zinapécuaro)
- Teatro Morelos de Maravatío (Maravatío)
- Teatro Emperador Caltzontzin (Pátzcuaro)
- Teatro Juárez de Zitácuaro (Zitácuaro)

#### Museos
- Sede Histórica del Supremo Tribunal de Justicia de la Nación (Ario de Rosales)
- Museo Regional Michoacano (Morelia)
- Museo del Estado
- Museo de Arte Contemporáneo Alfredo Zalce (Morelia)
- Museo Casa Natal de Morelos (Morelia)
- Museo Casa Sitio de Morelos (Morelia)
- Casa de las Artesanías de Michoacán (Morelia)
- Museo de Antropología e Historia de Jacona (Jacona de Plancarte) donde se conservan vestigios del asentamiento prehispánico de El Opeño
- Museo Nacional del Cobre. Santa Clara del Cobre. Donde se encuentran representaciones de los concursos nacionales del cobre
- Planetario y Orquideario del Centro de Convenciones y Exposiciones de Morelia (CECONEXPO) (Morelia)
- Museo Eduardo Ruiz (Uruapan)
- Museo Regional La Huatápera (Uruapan)
- Museo Regional de Zamora de Hidalgo
- Museo de la Plastilina Zamora de Hidalgo
- Museo de la estación ferrocarrilera en la Ciudad de Zitácuaro

#### Centros culturales
- Centro cultural Clavijero (Morelia)
- Centro cultural Antiguo colegio Jesuita (Pátzcuaro)
- Casa de la Cultura (Apatzingán)
- Centro Regional de las Artes de Michoacán (Zamora de Hidalgo)
- Casa de la Cultura Uruapan
- Centro cultural Uruapan
- Centro cultural DIF (Uruapan)
- Casa de la Cultura de Morelia
- Casa de la Cultura Zitácuarense

Bibliotecas:
- Biblioteca Pública Estatal Francisco J. Mujica (Morelia)
- Biblioteca Pública de la Universidad Michoacana (Morelia) Ubicada en el ex templo de la Compañía de Jesús. Aparte de los ejemplares de consulta de actualidad, el recinto conserva una de las mayores colecciones en el país de libros antiguos que datan de la época del Virreinato, los cuales fueron extraídos de los ex conventos coloniales de la ciudad y del antiguo Seminario. Melchor Ocampo incorporó los ejemplares a la Universidad Michoacana de San Nicolás de Hidalgo. Los libros se ubican en grandes libreros de madera a todo lo largo de la nave del antiguo templo, convertido en biblioteca en 1930 por el general Lázaro Cárdenas del Río siendo Gobernador de Michoacán. El fondo bibliográfico antiguo está conformado aproximadamente por 22 901 volúmenes y se conservan 7 libros incunables que datan de la época de la imprenta de Guttenberg. Es el tercer Fondo Antiguo más importante del país después de la Biblioteca Nacional en Ciudad de México y la biblioteca de Oaxaca. Otra de las bibliotecas en el país con ejemplares virreinales de gran valor histórico es la biblioteca Palafoxiana de la ciudad de Puebla de Zaragoza
- Biblioteca Pública Federal Gertrudis Bocanegra (Pátzcuaro)
- Biblioteca Pública de Jiquilpan
- Biblioteca Pública Benito Juárez en Apatzingán
- Biblioteca Pública Melchor Ocampo en Zitácuaro

Recintos con órganos tubulares monumentales:
- Órgano monumental del Santuario Guadalupano (Zamora de Hidalgo). Construido en Alemania por la casa Alexander Schuke e inaugurado en 2008,  el órgano tubular «Misa Maravillosa» cuenta con 51 registros, tres teclados de 56 notas cada uno y pedalero de 30 notas. Tiene una capacidad para 4000 tubos (flautas o voces). Actualmente cuenta con 3500 tubos, los cuales se dividen en 72 filas; 148 tubos son de madera y los restantes son de aleación estaño-plomo. Las medidas de los tubos van desde hasta 12 m de largo. La caja del órgano está realizada en madera de roble y algunas partes en pino.

- Órgano monumental de la catedral de Morelia. Construido en Alemania por la Casa E. F. Walcker & Co. e inaugurado en 1905, posee 4600 flautas. Es considerado el tercer órgano musical más grande de Latinoamérica.

- Órgano monumental del Templo de Santa María Magdalena (Cuitzeo). Construido en México en 1691 por el organista alemán Unknown Buitder.

### Eventos culturales

#### Festivales culturales internacionales

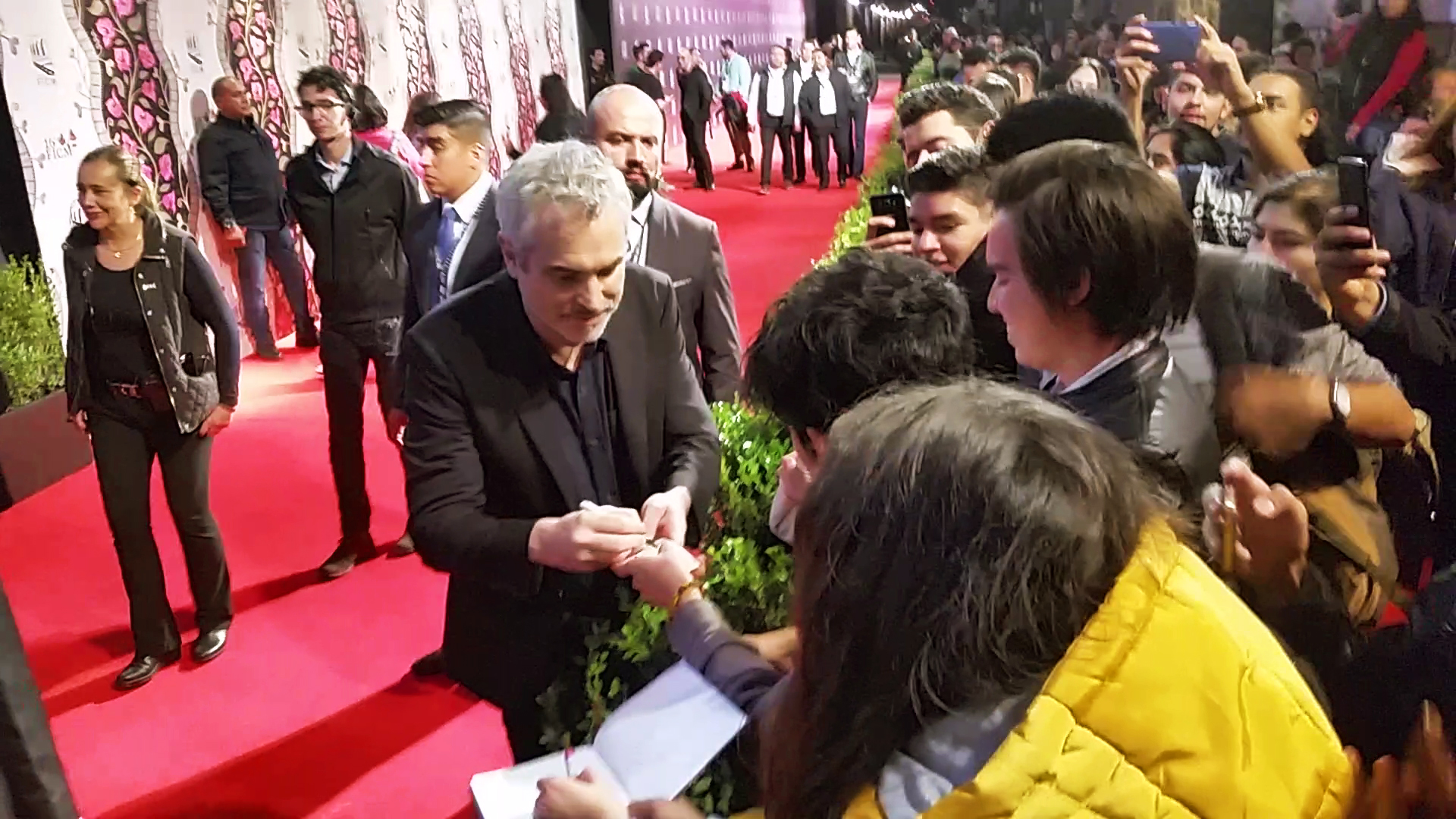
Festival de Cine de Morelia

- Festival Internacional de Música de Morelia
- Festival Internacional de Órgano de Morelia
- Festival Internacional de Cine de Morelia
- Festival Internacional de Moda, Arte y Cultura. (Morelia)
- Festival Internacional de Guitarra de Morelia
- Festival Internacional de Danza Contemporánea de Michoacán
- Festival Internacional de Títeres de Morelia
- Festival Internacional de Artes Escénicas: Territorio en Movimiento
- Festival Internacional de Gastronomía y Vino (Morelia)
- ANIMAL Film Fest (Morelia)
- Feria Internacional del Libro de Morelia
- Feria Internacional del Libro y Lectura de Morelia
- Festival Internacional de las Artes Barranca del Cupatitzio
- Feria Internacional del Libro de Uruapan
- Festival Internacional del Chongo Zamorano. Zamora de Hidalgo
- Festival Internacional del Teco. Zamora de Hidalgo
- Festival de Canto “Ars Vocalis México”. Zamora de Hidalgo y Morelia
- Festival Internacional del Globo de La Piedad
- Festival Internacional de Cine del Balsas
- Festival Internacional de Cine de Apatzingán
- Festival Internacional de Cine Fantástico y de Terror (Sede principal en Tlalpujahua)
- Festival Internacional de Globos de Cantoya (Pátzcuaro)
- Festival Internacional de Cine Independiente de Paracho
- Festival Internacional de Guitarra de Paracho
- Festival Internacional de Cine sin Cines

#### Festividades populares
- Celebración de la noche de muertos en la región lacustre de Pátzcuaro: ancestral ceremonia del día de muertos realizada en las poblaciones de la ribera de Lago de Pátzcuaro. Característicos por las ofrendas que se ofrecen en los panteones, adornados con flores de cempasúchil y velas, así como el Altar de muerto colocado en las casas
- Festival de la raza purépecha de Zacán
- Festividad del fuego nuevo purépecha
- Fiestas y celebraciones de Morelia: como lo es la celebración de Semana Santa donde destaca la procesión del silencio, el aniversario de la fundación de la ciudad donde se ha implementado un desfile temático alegórico. Fiestas patrias donde destaca el Aniversario del Natalicio de José María Morelos y Pavón entre otras
- Festival Internacional del Chongo Zamora de Hidalgo
- Feria del Libro de Zamora
- Feria del queso (Cotija)
- Expo Feria Uruapan
- Expo Feria Apatzingán
- Expo Feria Zamora
- Expo Feria de Todos los Santos (Ciudad Hidalgo)
- Expo Feria Zitácuaro
- Expo Feria Lázaro Cárdenas
- Festival de la Tortuga Marina (Playa Azul)
- Tianguis Artesal de Uruapan
- Feria de la conserva (Ciudad Hidalgo)
- Fiesta del Santo Cristo Milagroso en Tanhuato de Guerrero
- Festival de Lectura por la Paz, evento artístico cultural de iniciativa ciudadana, que busca acercar los libros y la lectura a comunidades de poco acceso a la cultura escrita. Se celebra cada año en el mes de noviembre en distintas sedes
- Fiesta en honor del Señor de la Expiración (Cuitzeo)

#### Expo Feria Michoacán
Su origen data del 8 de mayo de 1960, momento en el que se ubicó en la plaza de toros Monumental de la ciudad de Morelia como un Congreso Nacional Ganadero. Fue inaugurada por el presidente de la República Adolfo López Mateos y el gobernador del estado David Franco Rodríguez como una feria agrícola, ganadera, comercial, industrial, forestal y artesanal.
El 24 de abril de 2006 se colocó la primera piedra del Nuevo Rencito Ferial Michoacán y fue inaugurado el 18 de mayo del 2007. En 2010 tuvo una edición especial por sus cincuenta años de creación (aniversario) y por el bicentenario de la independencia.
En 2022 la feria fue cancelada y sustituida por el «Festival Michoacán de Origen», situado en el Centro de Convenciones y Exposiciones de Morelia.

### Patrimonio de la Humanidad y Pueblos mágicos

#### Declaratorias de laUNESCO
- Centro histórico de Morelia: «Patrimonio Cultural de la Humanidad»[162]
  - Categoría: ciudad Histórica
  - Criterios: (ii) (iv) y (vi)
  - Inscripción: 13 de diciembre de 1988

- Reserva de la Biosfera de la Mariposa Monarca: «Patrimonio Natural de la Humanidad»[163]
  - Categoría: Bien Natural
  - Criterios: (ix)
  - Inscripción: 8 de julio de 2008

- Celebración del Día de Muertos: «Obra Maestra del Patrimonio Oral e Intangible de la Humanidad»[164]
  - Categoría: Bien Inmaterial
  - Inscripción: 7 de noviembre de 2003

- La Pirekua, canto tradicional de los p'urhépechas: «Patrimonio Cultural Inmaterial de la Humanidad»[165]
  - Categoría: Bien inmaterial
  - Inscripción: 17 de noviembre de 2010

- La cocina tradicional mexicana y el paradigma de Michoacán: «Patrimonio Cultural Inmaterial de la Humanidad»[166]
  - Categoría: Bien inmaterial
  - Inscripción: 16 de noviembre de 2010

#### Declaratorias de Pueblos Mágicos
El estado cuenta con diez poblaciones declaradas Pueblos Mágicos por el gobierno federal a través de la Secretaría de Turismo:

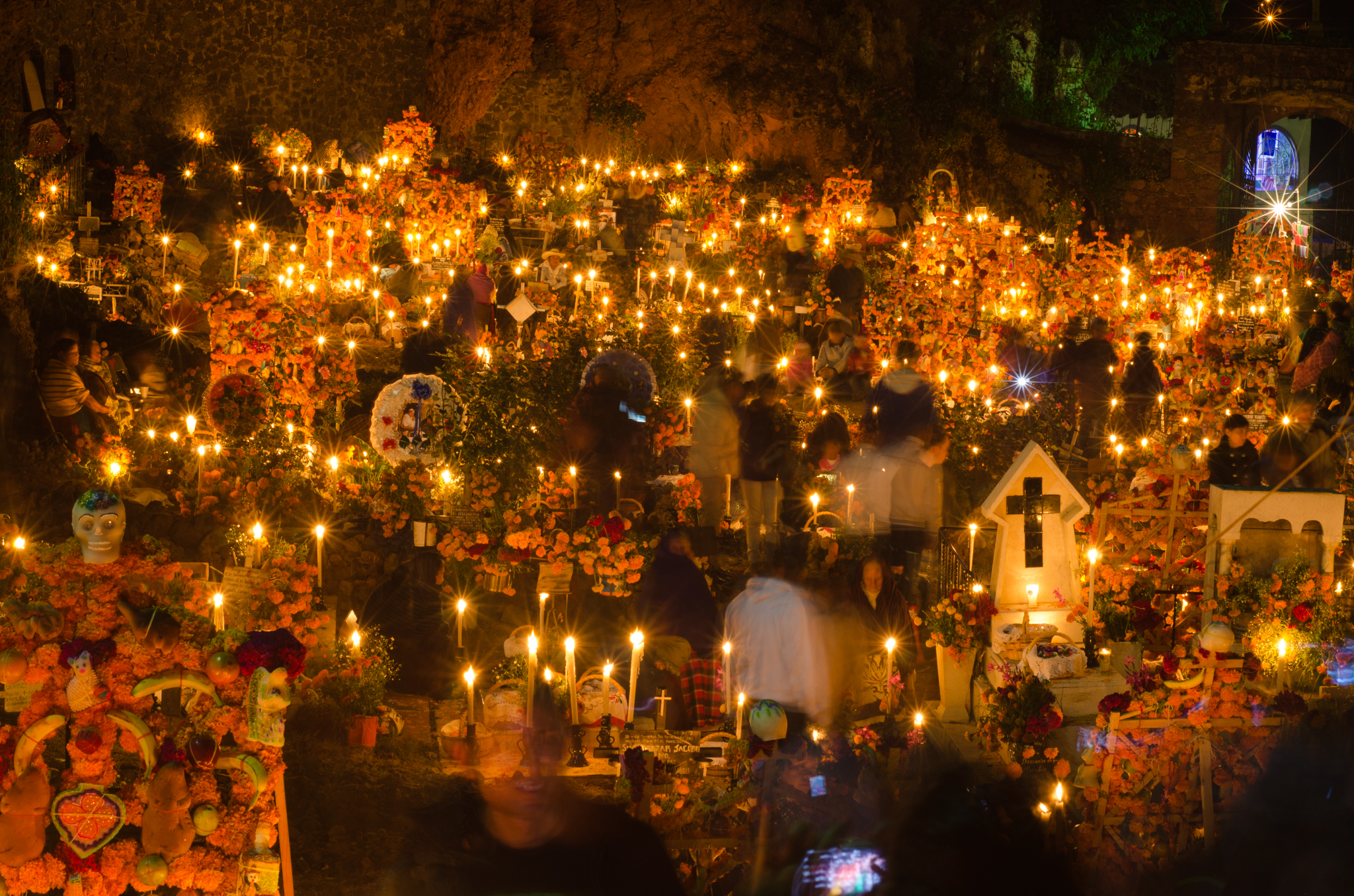
2002 - Pátzcuaro
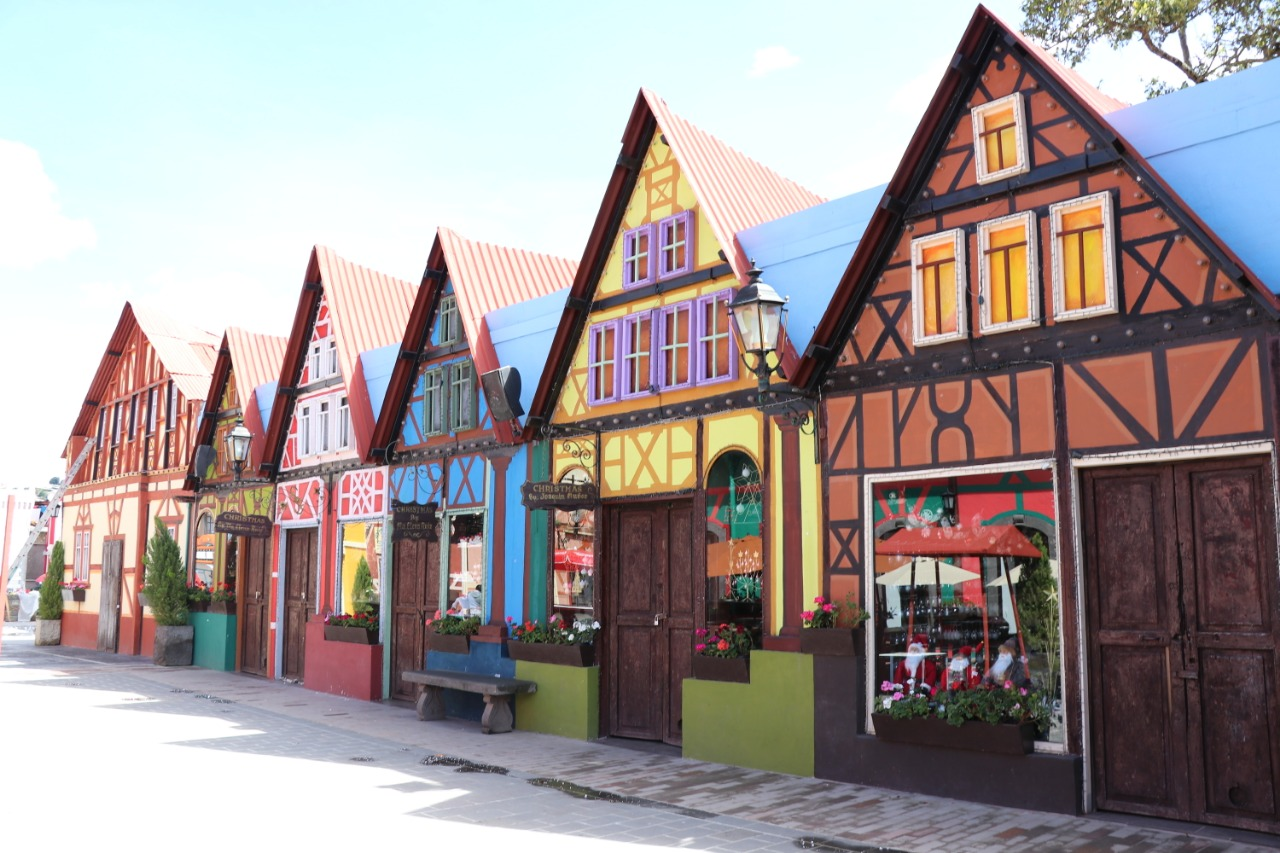
2005 - Tlalpujahua de Rayón
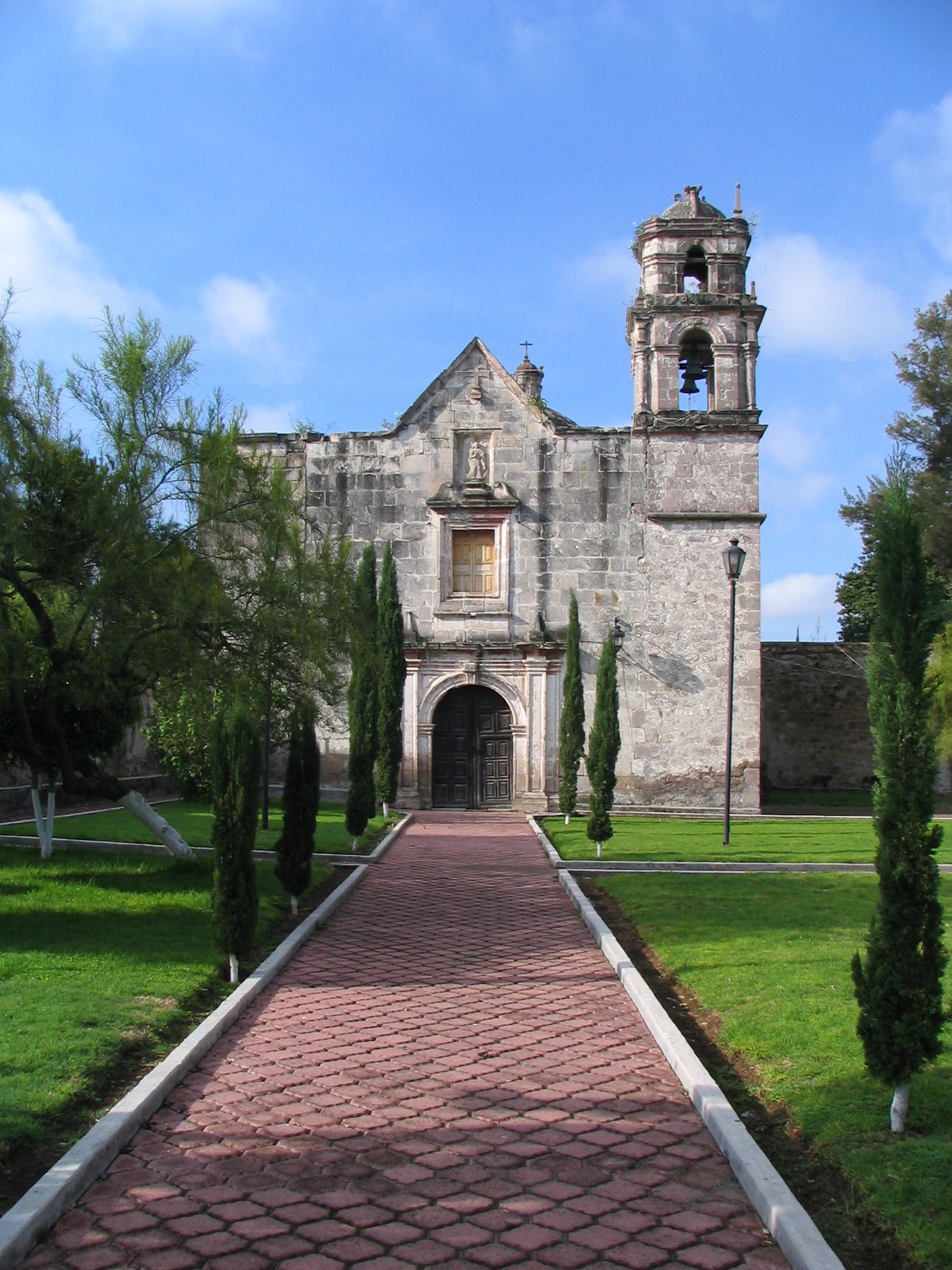
2006 - Cuitzeo del Porvenir
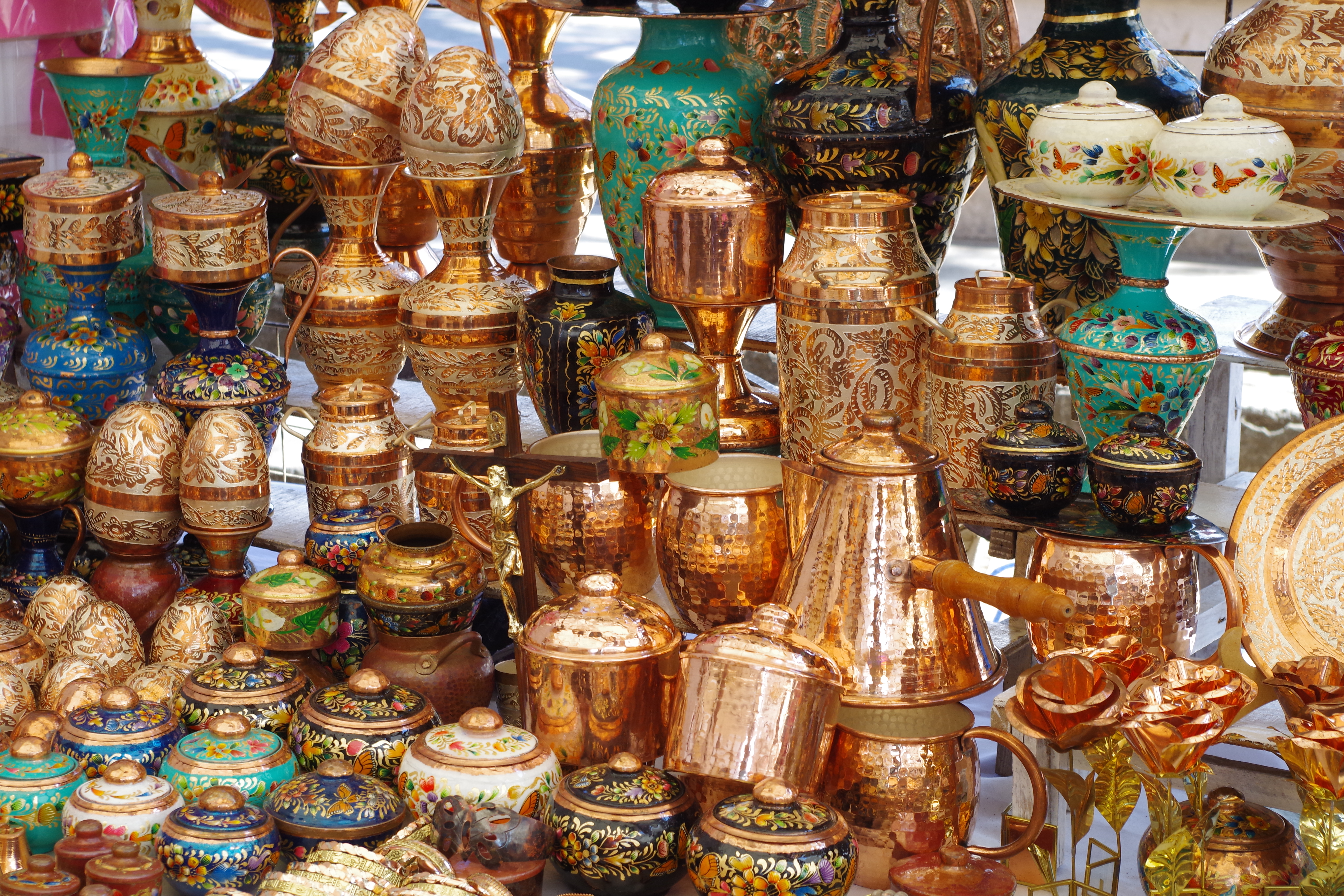
2010 - Santa Clara del Cobre
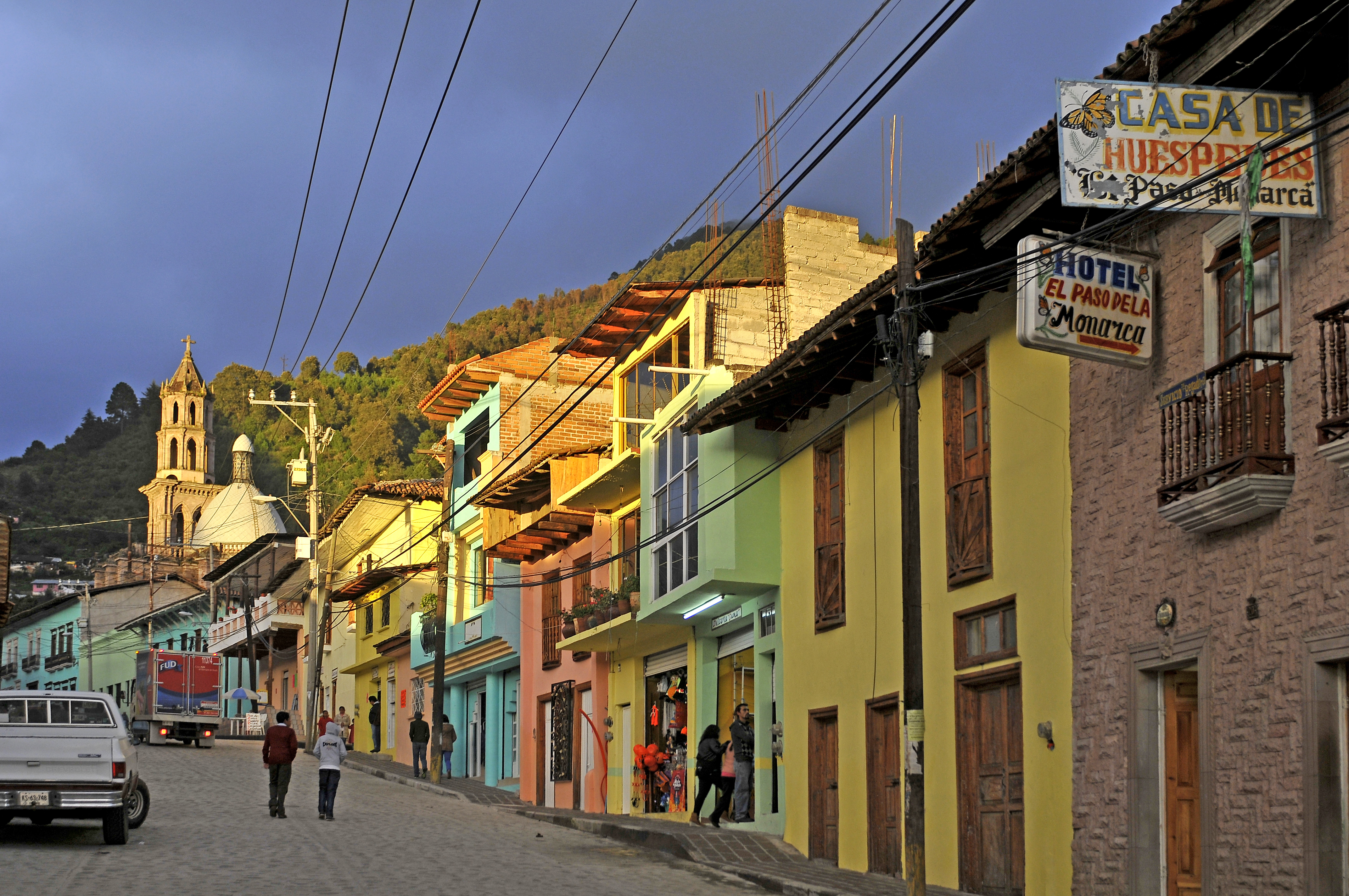
2012 - Mineral de Angangueo
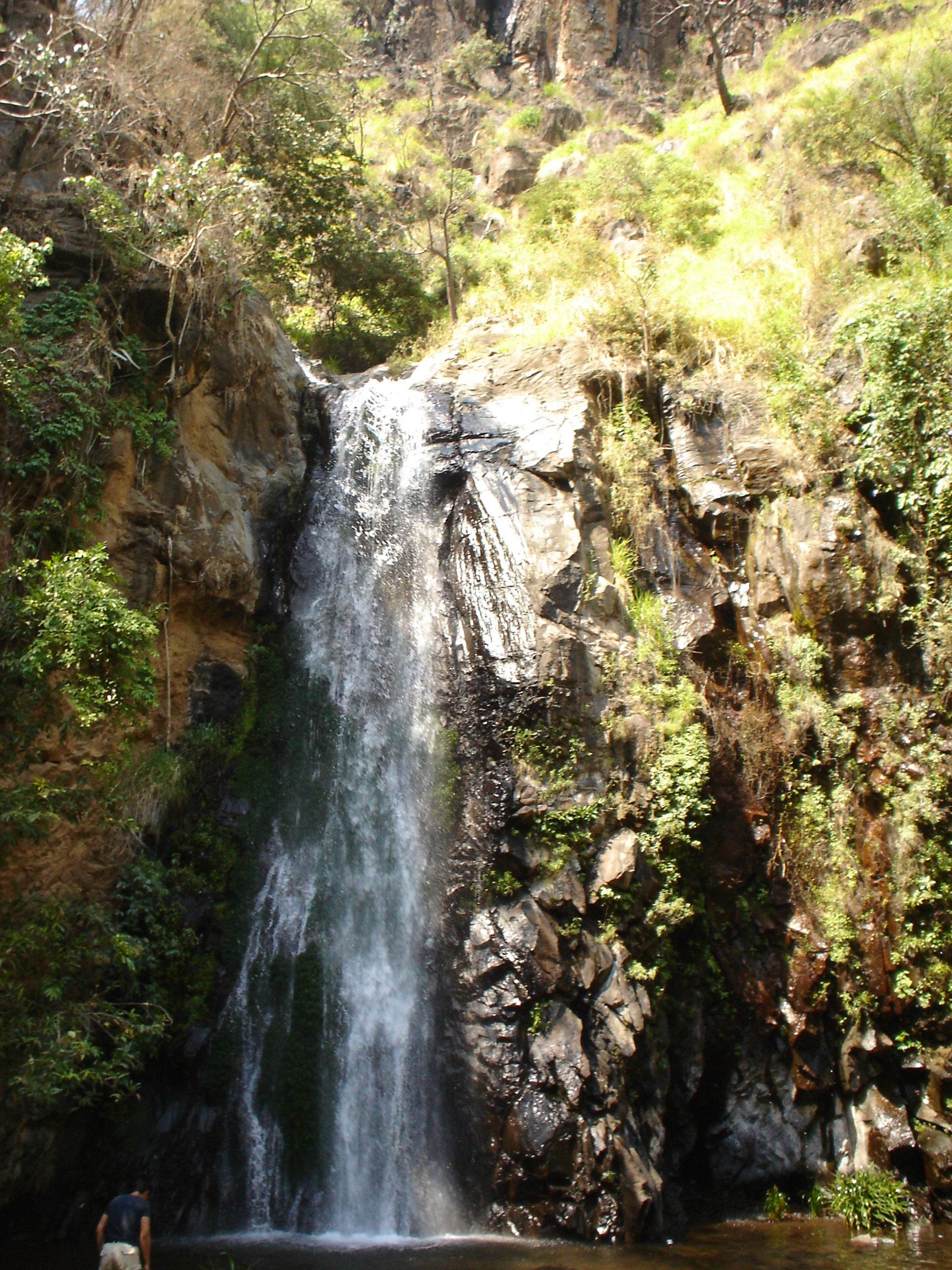
2012 - Tacámbaro de Codallos
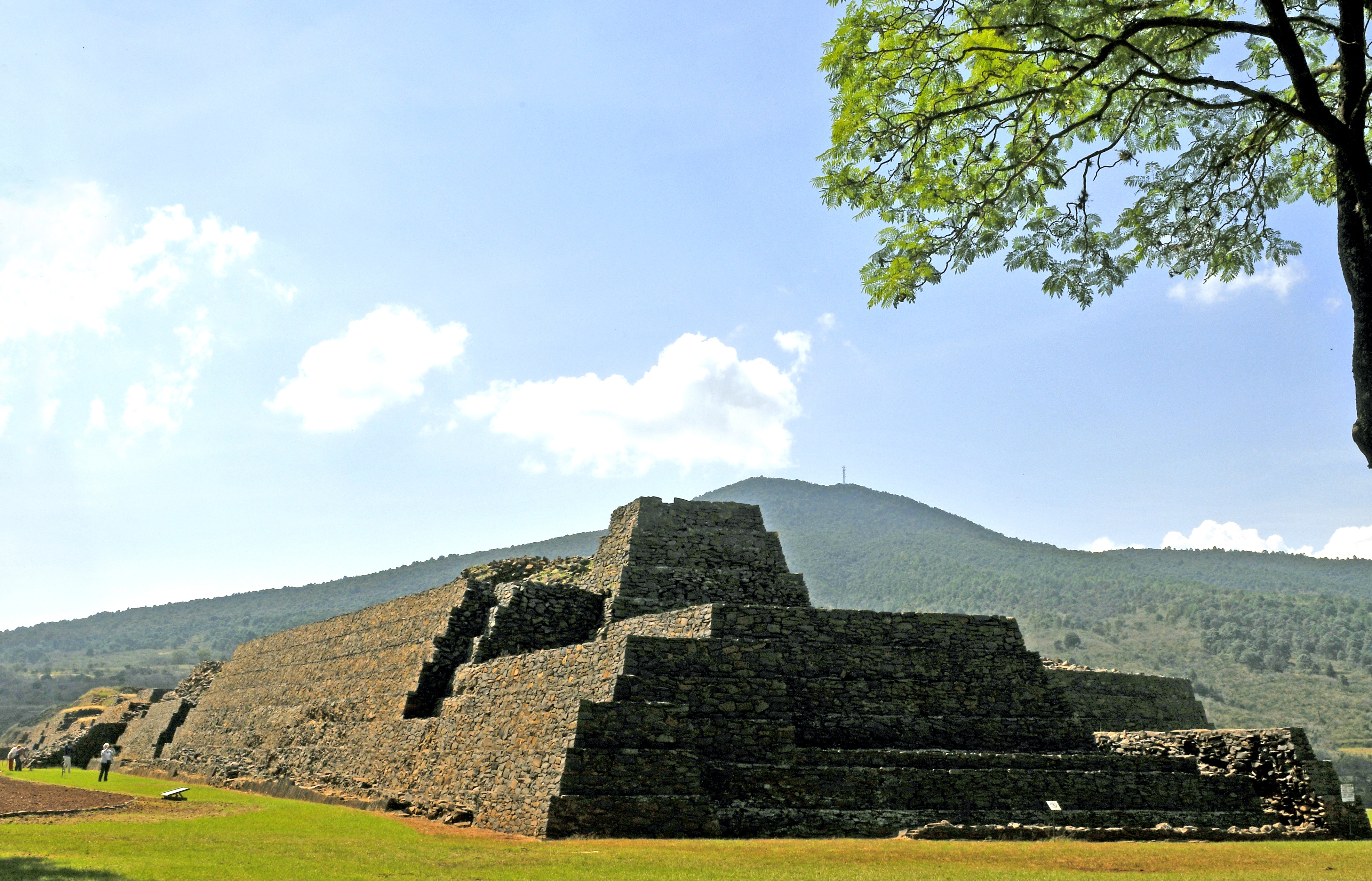
2012 - Tzintzuntzan
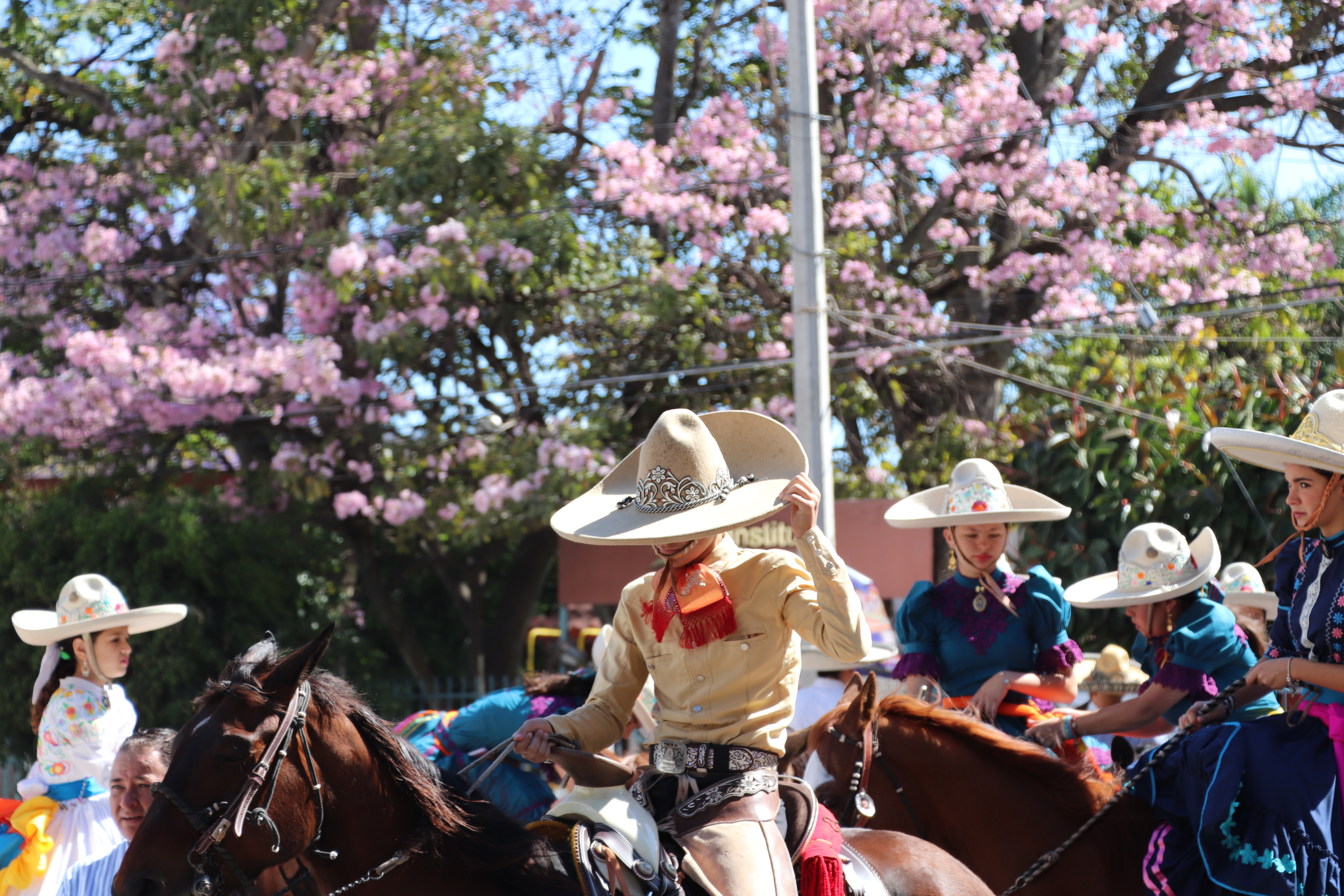
2012 - Jiquilpan de Juárez
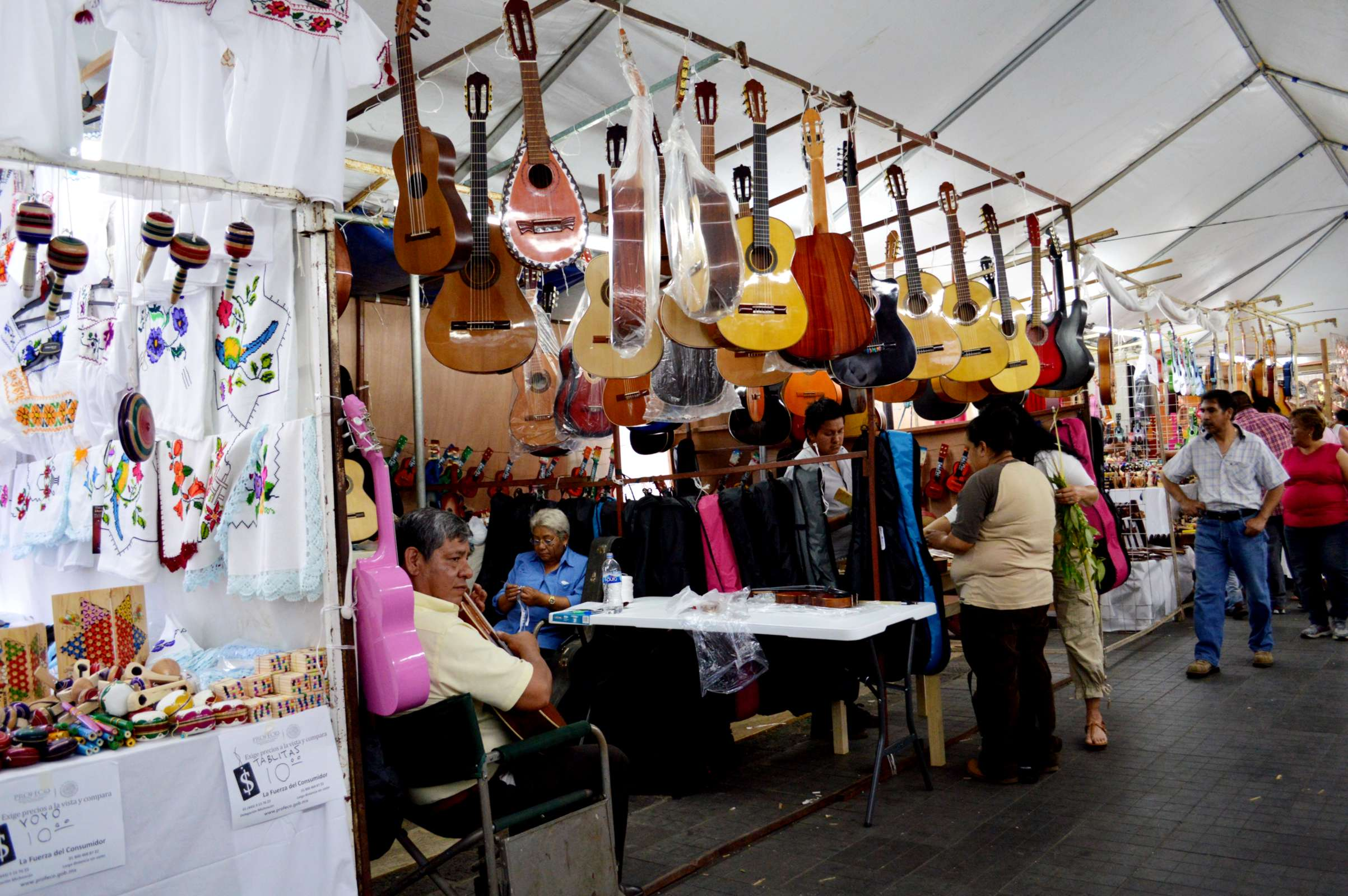
2020 - Paracho de Verduzco
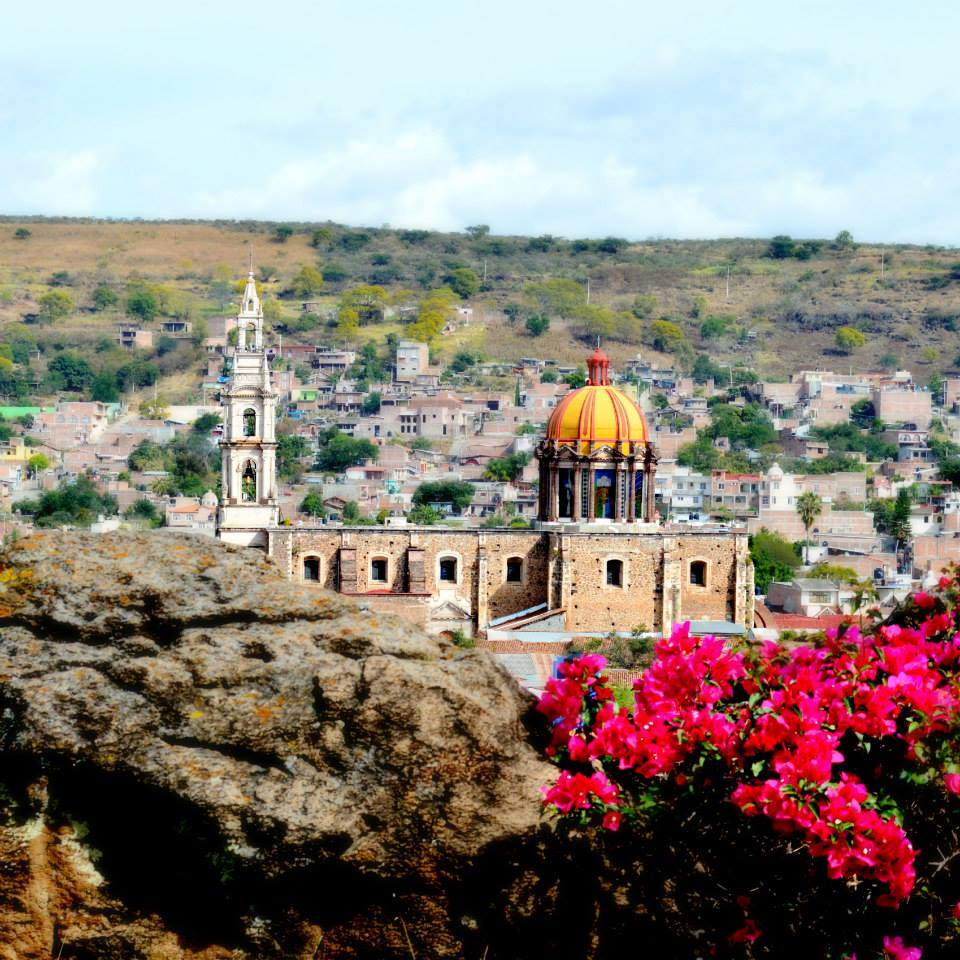
2023 - Cotija de la Paz

### Gastronomía
La gastronomía michoacana son los alimentos, técnica culinarias y platos típicos del estado de Michoacán, en el suroeste de México. La exuberante naturaleza, las tierras fértiles y el clima tropical de Michoacán han permitido que se geste en este lugar una tradición culinaria variada, abundante y milenaria, en su mayoría herencia de los pueblos prehispánicos que aquí vivían, como los purépechas. Por ello, Michoacán se ha valido la reputación de ser uno de los estados mexicanos con mayor cultura gastronómica. 
Al igual que en el resto de la República Mexicana, los ingredientes esenciales de la dieta michoacana son el maíz, los frijoles y el chile. Otros productos importantes en este estado son el aguacate, el pescado (tanto de la costa como de los lagos), el cerdo, el queso Cotija o el maguey, del que se destilan el mezcal y el tequila.
La unesco reconoció en 2010 a la gastronomía mexicana como Patrimonio cultural inmaterial de la Humanidad, basándose en las tradiciones culinarias de Michoacán denominándolo «El paradigma de Michoacán». Esto es porque Michoacán aun mantiene los cultivos y técnicas originales en su cocina, transmitidos de generación en generación desde tiempos prehispánicos, como las tradicionales chinampas, la roza y el cultivo rotatorio del maíz llamado milpa, la nixtamalización tradicional de los granos de elote, o el uso de utensilios tradicionales como el metate, el mortero o el molcajete.

## Deportes

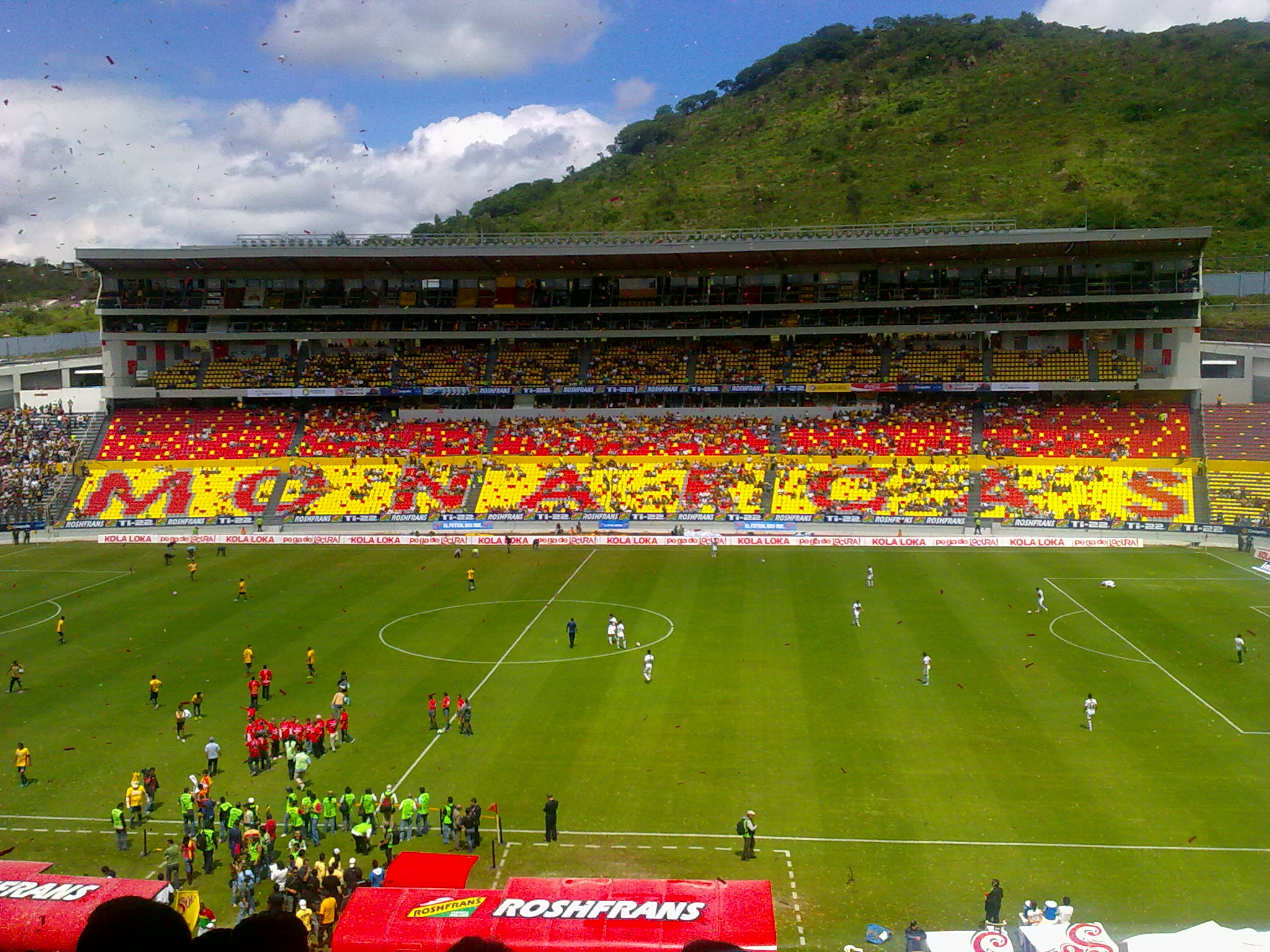
Estadio Morelos

El estado tiene equipos deportivos profesionales de fútbol y baloncesto.

### Fútbol
El club deportivo más representativo del estado fue durante muchos años Monarcas Morelia, hasta su desaparición en 2020 debido a la venta del equipo y la plaza a Mazatlán, Sinaloa, para convertirse en el club Mazatlán Fútbol Club, que juega en la primera división de México. Tras la desaparición del equipo se anunció el retorno del club Atlético Morelia —nombre con el que se conocía al equipo antes de la compra de este por parte de TV Azteca en 1996— y que forma parte de la Liga de Expansión MX, teniendo como sede el estadio Morelos, antigua casa del desaparecido equipo.
El estado además cuenta con equipos en otras ligas y categorías: Aguacateros Club Deportivo Uruapan, Club de Fútbol La Piedad y Aguacateros de Peribán en la Liga Premier/Serie A; y Deportivo Zitácuaro en la Liga Premier/Serie B; además de contar con siete clubes tomando parte de la tercera división de México.

### Baloncesto
El baloncesto es el segundo deporte más practicado en el estado, siendo especialmente popular en la región de la Meseta Purépecha y Tierra Caliente (Michoacán). En el ámbito profesional, el estado cuenta con el equipo Aguacateros de Michoacán, fundado en el año 2017, miembro de la Liga Nacional de Baloncesto Profesional de México, y que juega sus partidos de local en el auditorio de usos múltiples de la Universidad Michoacana de San Nicolás de Hidalgo.
Cuenta con bastantes escenarios deportivos siendo el más significativo por su tamaño e infraestructura el estadio Morelos con capacidad para 38 869 aficionados además del histórico estadio Venustiano Carranza con capacidad para 22 340 aficionados, ambos en la ciudad de Morelia y el tercero en capacidad es el Estadio Juan N. López en la ciudad de La Piedad con capacidad para 17 000. Son estos tres los «grandes» estadios del estado pero cuenta con varios «mini estadios» en la mayoría de las grandes ciudades, además con plazas de toros, auditorios, pabellones, arenas, estadio de béisbol, etc.

## Infraestructuras

### Carreteras
Ocupa el 10° lugar por longitud de carreteras y por el estado pasan las autopistas Guadalajara-México y Morelia-Lázaro Cárdenas.

### Aeropuertos
Michoacán cuenta con 5 aeropuertos: 2 internacionales y 3 nacionales; estos son:

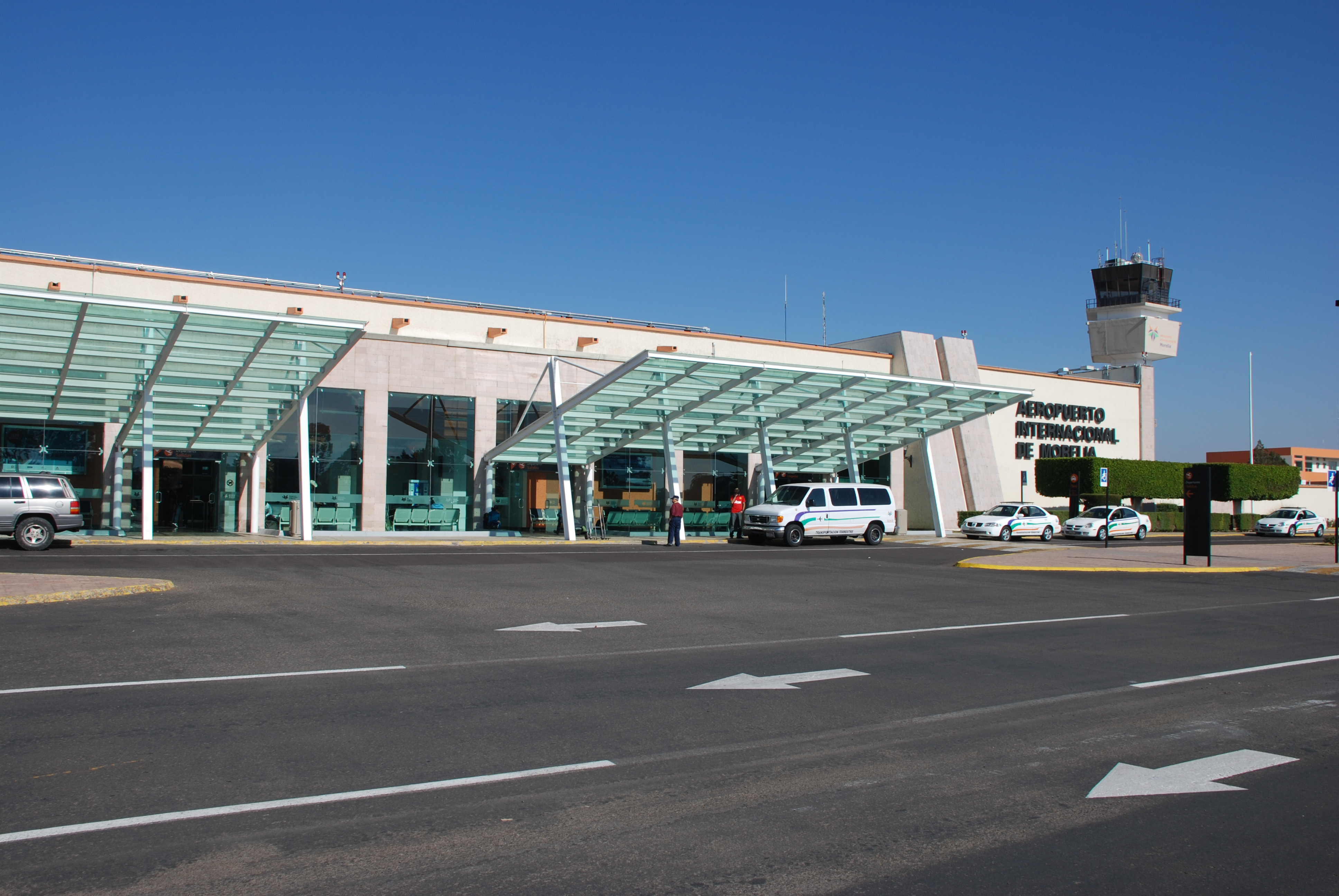
Aeropuerto Internacional de Morelia.

| Aeropuerto                                           | Ubicación (ciudad)     |
| ---------------------------------------------------- | ---------------------- |
| Aeropuerto Internacional General Francisco J. Múgica | Morelia                |
| Aeropuerto Internacional de Uruapan                  | Uruapan                |
| Aeropuerto Nacional de Lázaro Cárdenas               | Ciudad Lázaro Cárdenas |
| Aeropuerto Nacional Pablo L. Sidar                   | Apatzingán             |
| Aeropuerto Nacional de Zamora                        | Zamora de Hidalgo      |

### Puertos
- Lázaro Cárdenas